# 플레이스테이션
플레이스테이션(일본어: プレイステーション, 영어: PlayStation)은 일본 대기업 소니의 사업부인 소니 인터랙티브 엔터테인먼트(SIE)가 소유 및 생산하는 비디오 게임 브랜드이다. 주력 제품은 브랜드 이름으로 생산되는 일련의 가정용 비디오 게임기로 구성되며, 휴대용 기기, 온라인 서비스, 잡지 및 기타 형태의 미디어로도 구성된다.
이 브랜드는 1994년 일본에서, 이듬해 전 세계적으로 출시된 첫 플레이스테이션 가정용 콘솔로 시작되었으며, 1억 대 이상 출하된 최초의 콘솔이 되어 플레이스테이션을 세계적으로 인정받는 브랜드로 만들었다. 그 이후로 수많은 신형 콘솔이 출시되었는데, 가장 최근에 출시된 것은 2020년에 출시된 플레이스테이션 5이며, 휴대용 콘솔 시리즈와 미디어 센터 및 스마트폰과 같은 여러 다른 전자 제품도 있다. 플레이스테이션 시리즈에서 사용되는 주요 컨트롤러 시리즈는 듀얼쇼크로, 진동 피드백 게임패드 라인이다. SIE는 또한 플레이스테이션 네트워크, 플레이스테이션 스토어, 구독 기반 플레이스테이션 플러스와 같은 수많은 온라인 서비스를 운영하며, 이들은 게임 외 엔터테인먼트 서비스도 제공할 수 있다. 플레이스테이션 네트워크는 2019년 12월 기준 월 1억 3백만 명 이상의 활성 사용자를 보유하고 있다.

이 시리즈는 플레이스테이션 스튜디오스 덕분에 강력한 퍼스트 파티 게임 라인업을 보유하고 있는데, 플레이스테이션 스튜디오스는 소니 인터랙티브 엔터테인먼트가 소유한 많은 스튜디오들로 구성되어 플레이스테이션 콘솔 전용 게임을 개발한다. 또한, 이 시리즈는 각 지역에 따라 다른 이름으로 소니가 재출시한 다양한 저가형 게임을 특징으로 한다. 여기에는 그레이티스트 히츠, 플래티넘, 에센셜, 더 베스트 게임 컬렉션이 포함된다. 또한 네 가지 상징적인 플레이스테이션 페이스 버튼(, , , )으로 유명하며, 수많은 마케팅 캠페인으로도 알려져 있는데, 그 중 가장 최근의 것은 미국에서 "위대함이 기다린다(Greatness Awaits)"와 궁극적으로 "놀이는 한계가 없다(Play Has No Limits)" 광고이다.

## 역사

### 기원
플레이스테이션은 소니의 하드웨어 엔지니어링 부문을 관리했으며 나중에 "플레이스테이션의 아버지"로 불리게 된 소니 임원 쿠타라기 켄의 아이디어였다.

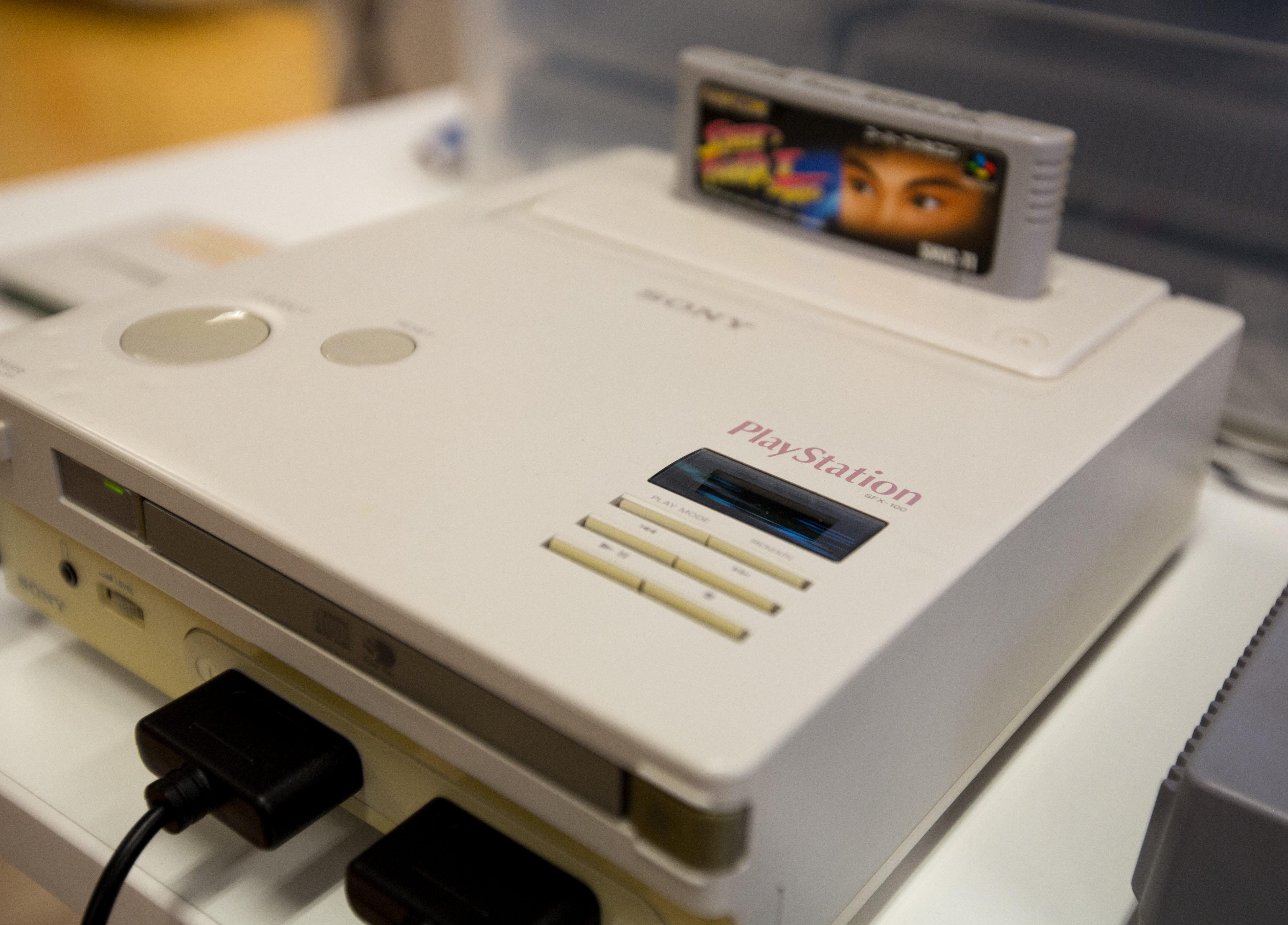
소니의 오리지널 "플레이스테이션" 프로토타입 두 개 중 하나로, 슈퍼 패미컴에 내장 CD-ROM 드라이브가 장착되어 있다.

1991년까지 소니는 비디오 게임 산업에 직접적인 관여가 거의 없었다. 이 회사는 닌텐도의 슈퍼 패미컴용 사운드 칩과 같은 다른 콘솔용 부품을 공급했으며, 비디오 게임 스튜디오인 소니 이미소프트를 운영했다. 1988년부터 시작된 닌텐도와 소니 간의 공동 프로젝트의 일환으로, 두 회사는 슈퍼 패미컴의 CD-ROM 버전을 만들기 위해 노력했지만, 닌텐도는 1991년 3월까지 소니와의 거래 존재를 부인했다. 1991년 6월 소비자 가전 박람회에서 소니는 "플레이 스테이션"(SNES-CD)이라는 그린 북 기술 또는 CD-i가 통합된 내장 CD-ROM 드라이브가 있는 슈퍼 패미컴을 공개했다. 그러나 CES에서 발표 하루 만에 닌텐도는 소니와의 파트너십을 파기하고 필립스와 제휴하기로 결정했지만 동일한 기술을 사용했다. 닌텐도는 두 회사 간의 수익 분배 방식에 대한 합의에 도달하지 못해 파트너십을 파기했다. 파트너십 파기로 인해 소니 회장 오가 노리오는 격노했고, 닌텐도에 맞서 플레이스테이션 프로젝트 개발을 쿠타라기에게 맡겼다.
당시 닌텐도와 소니 간의 협상은 여전히 진행 중이었고, 닌텐도는 소니에게 필립스와의 새로운 파트너십과 관련하여 "비게임 역할"을 제안했다. 이 제안은 쿠타라기가 소니 내부에서 비디오 게임 산업 진출에 대한 비판에 직면하면서 즉시 거부되었다. 협상은 1992년 5월에 공식적으로 종료되었고, 플레이스테이션 프로젝트의 운명을 결정하기 위해 1992년 6월에 소니 회장 오가, 플레이스테이션 책임자 쿠타라기 및 소니 이사회 고위 구성원 여러 명이 참석한 회의가 열렸다. 회의에서 쿠타라기는 3D 그래픽으로 비디오 게임을 플레이할 수 있는 자체 CD-ROM 기반 시스템을 공개했다. 결국 소니 회장 오가는 쿠타라기가 닌텐도로부터 겪었던 굴욕을 상기시키자 프로젝트를 유지하기로 결정했다. 그럼에도 불구하고 회의에 참석한 대다수의 강력한 반대와 소니 경영진의 구세대들의 프로젝트에 대한 광범위한 내부 반대 때문에 쿠타라기와 그의 팀은 소니 본사에서 소니 소유의 완전히 별개의 금융 법인인 소니 뮤직으로 이동해야 했다. 이는 프로젝트를 유지하고 MMCD 개발 프로젝트(이는 DVD 개발로 이어지는 데 도움이 됨)를 위해 필립스와의 관계를 유지하기 위함이었다.
SCE의 프로듀서 아카가와 료지(Ryoji Akagawa)와 회장 마루야마 시게오에 따르면, 콘솔이 주로 2D 스프라이트 그래픽에 중점을 둘지 3D 폴리곤 그래픽에 중점을 둘지 불확실했다. 결국, 세가의 버추어 파이터가 일본 아케이드에서 성공하는 것을 목격한 후에야 소니는 "플레이스테이션의 방향이 즉시 분명해졌다"는 것을 깨달았고, 3D 폴리곤 그래픽이 콘솔의 주요 초점이 되었다.
플레이스테이션 로고는 마나부 사카모토가 디자인했다. 그는 로고가 콘솔의 3D 지원을 담아내기를 원했지만, 단순히 "P"와 "S" 글자에 명확한 깊이를 더하는 대신, 공간의 깊이에서 글자를 암시하는 착시를 만들었다. 사카모토는 또한 빨강, 노랑, 녹색, 파랑의 네 가지 밝은 주요 색상을 고수했으며, 로고 전체의 조화를 더 잘 맞추기 위해 녹색만 조정하면 되었다. 사카모토는 또한 동일한 디자인을 기반으로 흑백 로고를 디자인했으며, 색상을 사용할 수 없는 경우에 대비해 두었다.

### 소니 컴퓨터 엔터테인먼트의 설립

소니 컴퓨터 엔터테인먼트 로고
(1993–2016)

소니 뮤직 엔터테인먼트에서 쿠타라기는 소니 뮤직의 CEO인 마루야마 시게오와 아키라 사토와 긴밀히 협력하여 1993년 11월 16일 소니 컴퓨터 엔터테인먼트 Inc. (SCEI)를 설립했다. SCEI의 초석은 소니 뮤직과의 초기 파트너십이었는데, 이는 SCEI가 회사에 창의적인 인재를 유치하고, 소니 뮤직이 뮤직 디스크로 해오던 디스크 제조, 마케팅 및 생산을 지원하는 데 도움이 되었다. SCEI의 마지막 두 핵심 구성원은 소니 본사의 SCEI 사장 테리 토쿠나카(Terry Tokunaka)와 올라프 올라프손이었다. 올라프손은 뉴욕 기반의 소니 인터랙티브 엔터테인먼트의 CEO이자 사장이었다. 이 회사는 1994년에 설립된 소니 컴퓨터 엔터테인먼트 오브 아메리카(SCEA)의 모회사였다.
SCEI의 첫 공식 프로젝트인 플레이스테이션 프로젝트는 몇 년간의 개발 끝에 1993년 소니 경영진의 최종 승인을 받았다. 또한 1993년에는 후에 SCE 월드와이드 스튜디오의 사장이 된 필 해리슨이 SCEI에 영입되어 새로운 플레이스테이션 플랫폼용 게임을 개발할 개발자와 퍼블리셔를 유치했다.
컴퓨터 게이밍 월드는 1994년 3월에 "소니 PS-X"가 "올해 말 이전에 일본에서 출시될 예정이며 400달러 미만에 판매될 것"이라는 소문을 보도했다. 1994년 도쿄의 한 호텔에서 소니의 유통 계획과 새로운 콘솔의 기술 데모를 게임 퍼블리셔 및 개발자에게 시연한 후, 수많은 개발자들이 플레이스테이션에 접근하기 시작했다. 그 중 두 명은 나중에 서양의 일렉트로닉 아츠와 일본의 남코의 주요 파트너가 되었다. 개발자들을 이 플랫폼으로 끌어들인 요인 중 하나는 카트리지 시스템을 사용하는 닌텐도의 경쟁 콘솔에 비해 훨씬 저렴하고 제조하기 쉬운 3D 지원 CD-ROM 기반 콘솔의 사용이었다. 이 프로젝트는 결국 1994년 12월 일본 상점에 출시되었고, 경쟁작인 세가 새턴보다 낮은 가격으로 인해 대규모 판매를 기록했다. 콘솔의 인기는 북미와 유럽에서 전 세계적으로 출시된 후 확산되었다.

## 가정용 콘솔

### 플레이스테이션

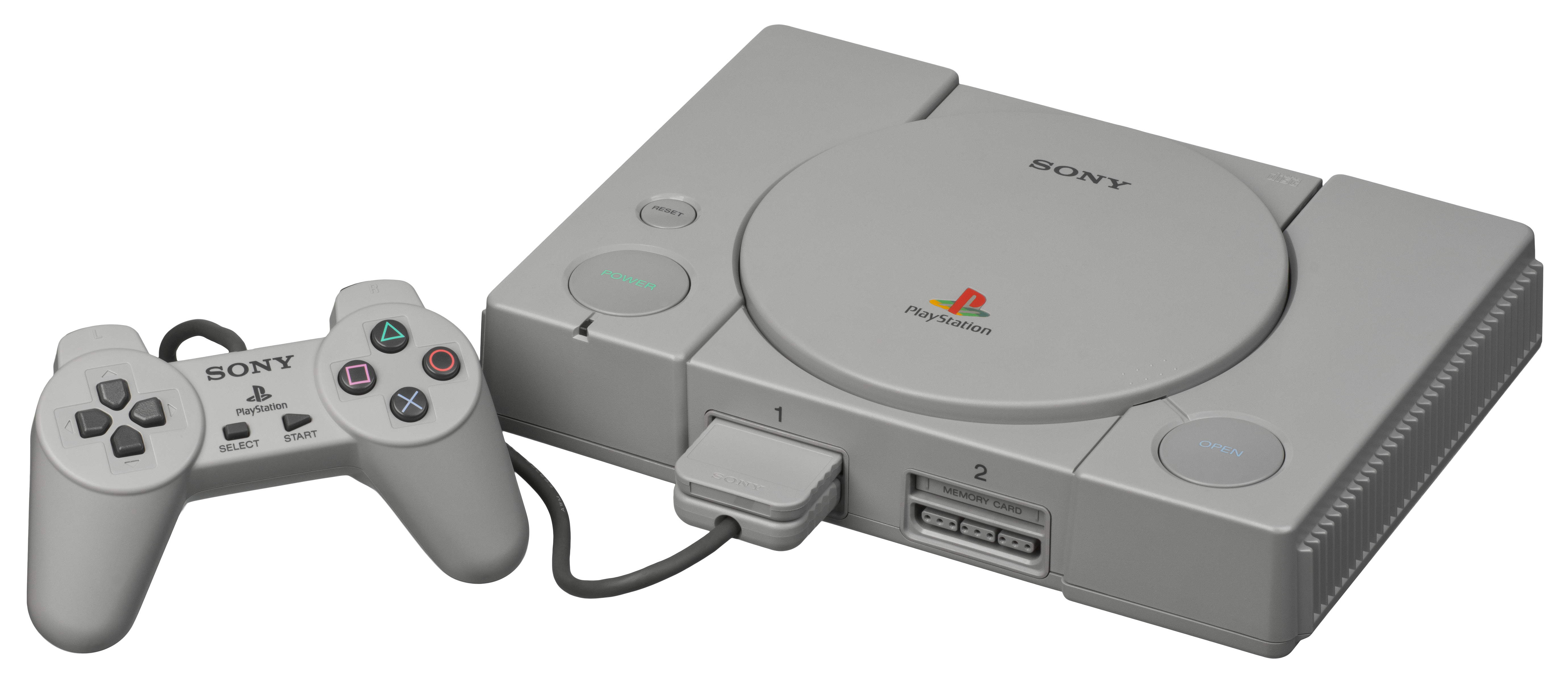
컨트롤러가 있는 오리지널 플레이스테이션

1994년 12월 3일 일본에 출시된 오리지널 플레이스테이션은 유비쿼터스 플레이스테이션 콘솔 및 휴대용 게임 기기 시리즈의 첫 번째 모델이었다. 여기에는 후속 콘솔 및 업그레이드(플레이스테이션 게임 및 응용 프로그램을 프로그래밍하기 위한 도구와 지침이 포함된 특수 블랙 플레이스테이션인 넷 야로제, 오리지널의 소형 버전인 "PS One", 플레이스테이션 게임을 향상시키고 메모리 카드 역할도 하는 휴대용 기기인 포켓스테이션)가 포함되었다. 이 콘솔은 5세대 비디오 게임기의 일부였으며, 세가 새턴 및 닌텐도 64와 경쟁했다. 2003년 12월까지 플레이스테이션과 PS One은 총 1억 249만 대를 출하했으며, 결국 1억 2천만 대가 판매된 최초의 비디오 게임 콘솔이 되었다.

#### PS One
2000년 7월 7일에 출시된 PS One(PS one으로 스타일링)은 후속작인 플레이스테이션 2와 동시에 출시되었으며, 오리지널 플레이스테이션 비디오 게임 콘솔의 상당히 작고 재설계된 버전이었다. PS one은 그 해 남은 기간 동안 후속작을 포함한 모든 다른 콘솔을 제치고 판매량을 기록했다. 이 콘솔은 이전 모델과 비교하여 두 가지 주요 변경 사항이 있었는데, 첫 번째는 콘솔의 외관 변경이었고 두 번째는 홈 메뉴의 그래픽 사용자 인터페이스(GUI)였다. 이 GUI의 변형은 그때까지 PAL 콘솔에서만 사용되었던 것이다.

### 플레이스테이션 2

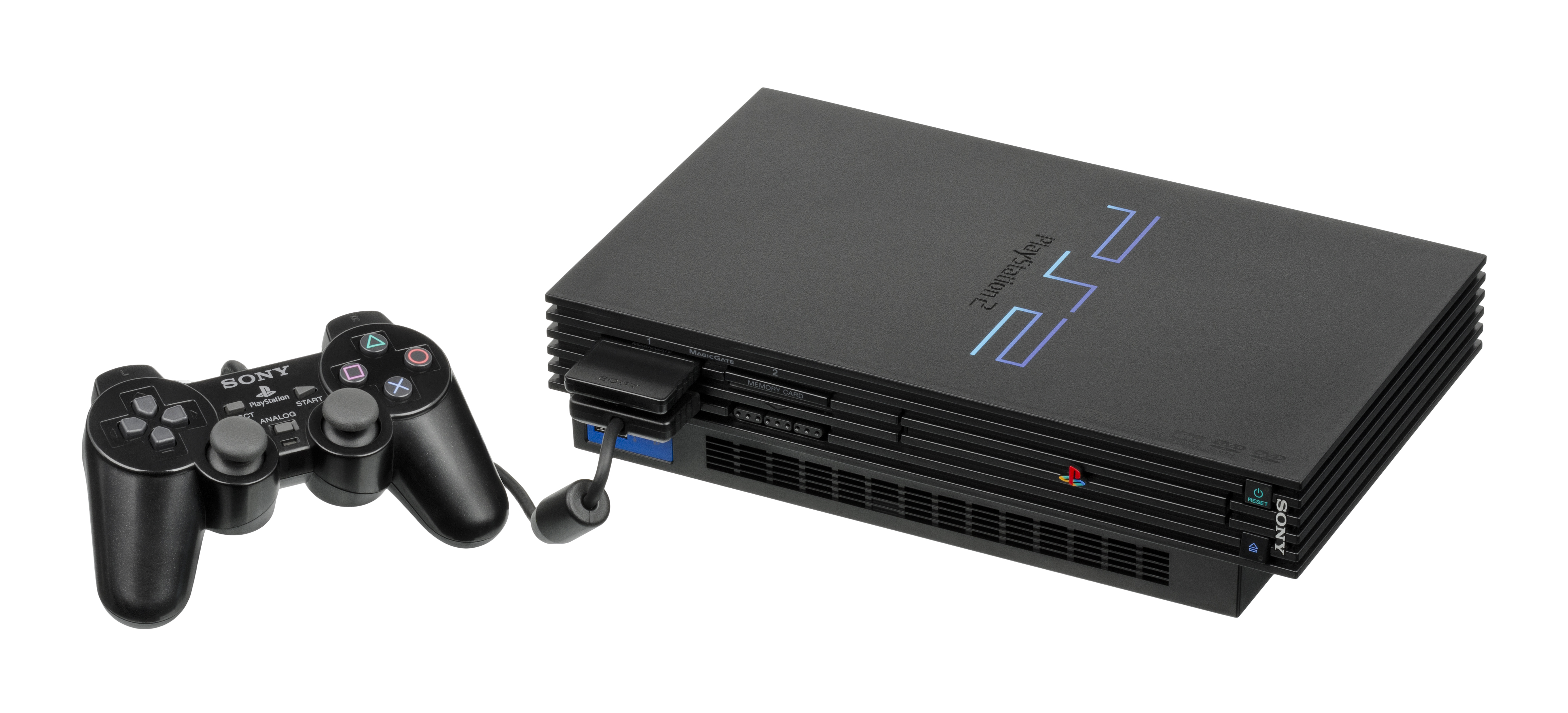
듀얼쇼크 2 컨트롤러가 있는 오리지널 플레이스테이션 2

2000년에 드림캐스트 출시 15개월 후, 그리고 다른 경쟁작인 엑스박스와 게임큐브 출시 1년 전에 출시된 플레이스테이션 2는 6세대 비디오 게임기의 일부이며, 대부분의 오리지널 플레이스테이션 게임과 하위 호환성이 있다. 이전 모델과 마찬가지로 더 슬림한 디자인으로 재설계되었다. 2012년 12월 28일 기준 1억 5,500만 대 이상 판매되어 세계에서 가장 성공적인 콘솔이다. 2005년 11월 29일, PS2는 출시 후 5년 9개월 만에 1억 대 출하를 달성하며 가장 빠르게 1억 대를 달성한 게임 콘솔이 되었다. 이는 "출시 후 9년 6개월"이 걸린 이전 모델인 플레이스테이션보다 빠른 기록이다. 일본에서의 플레이스테이션 2 출하는 2012년 12월 28일에 종료되었다. 더 가디언은 2013년 1월 4일 PS2 생산이 전 세계적으로 종료되었다고 보도했지만, 많은 사람들이 여전히 PS2를 소유하고 있으며 사용하지 않는 경우도 많다는 연구 결과가 나왔다. 플레이스테이션 2는 2015년 현재 역대 베스트셀러 콘솔로 선정되었다.

#### 슬림라인 모델
2004년에 오리지널 플레이스테이션 2 출시 4년 후에 출시된 플레이스테이션 2 슬림라인은 플레이스테이션 2의 첫 번째 주요 재설계 모델이었다. 이전 모델에 비해 슬림라인은 더 작고, 더 얇고, 더 조용하며, 이더넷 포트가 내장되어 있었다(일부 시장에서는 모뎀도 통합되어 있었다). 2007년에는 소니가 오리지널 슬림라인보다 가벼운 슬림라인의 개정판을 더 가벼운 AC 어댑터와 함께 출하하기 시작했다. 2008년에는 소니가 슬림라인의 또 다른 개정판을 출시했는데, 이 모델은 전원 공급 장치를 콘솔 자체에 통합한 오리지널 플레이스테이션 2와 유사한 내부 디자인을 대폭 개선하여 콘솔의 총 중량을 더욱 줄였다.

### 플레이스테이션 3

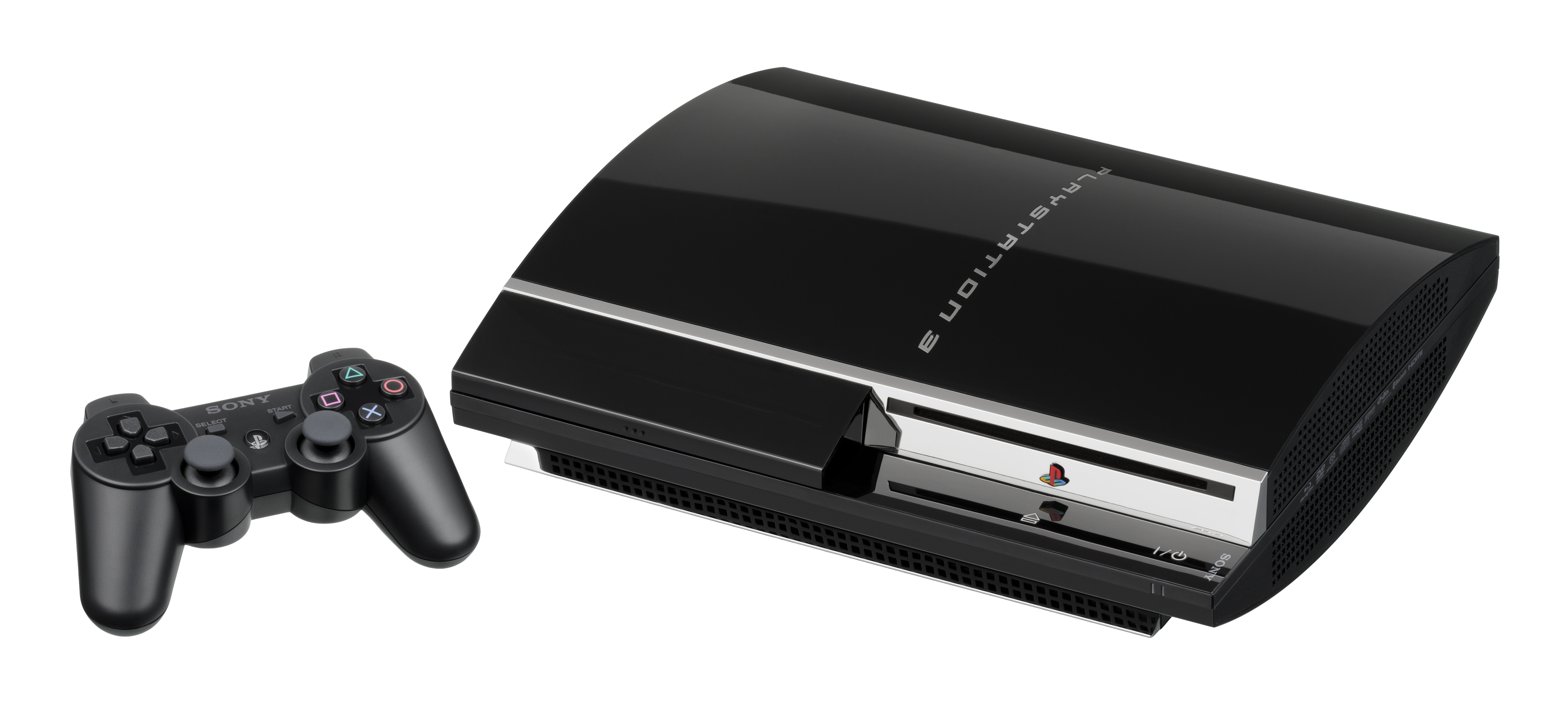
듀얼쇼크 3 컨트롤러가 있는 오리지널 플레이스테이션 3 콘솔

2006년 11월 11일 일본에서 출시된 플레이스테이션 3(PS3)는 소니의 7세대 게임 콘솔이다. 마이크로소프트 엑스박스 360 및 닌텐도 Wii와 경쟁한다. PS3는 모션 감지 기술을 SIXAXIS 무선 컨트롤러를 통해 도입한 시리즈의 첫 번째 콘솔이다. 이 콘솔은 또한 블루레이 플레이어를 통합하고 고선명 해상도를 특징으로 한다. PS3는 원래 20GB 또는 60GB 하드 드라이브와 함께 제공되었지만, 시간이 지남에 따라 용량이 500GB까지 증분되었다. 플레이스테이션 3는 2013년 11월 현재 전 세계적으로 8천만 대 이상 판매되었다.

#### 슬림 모델
이전 모델들과 마찬가지로 플레이스테이션 3는 2009년에 "슬림" 모델로 재출시되었다. 재설계된 모델은 이전 모델보다 33% 작고, 36% 가벼우며, 전력 소비량은 34%에서 45% 감소했다. 또한 재설계된 냉각 시스템과 45nm 제조 공정으로 이동한 더 작은 셀 프로세서를 특징으로 한다. 출시 첫 3주 만에 백만 대 이상 판매되었다. 이 재설계에는 CEC(브라비아싱크, 비에라링크, 이지링크 등 제조업체 브랜드명으로 더 흔히 알려져 있음) 지원도 포함되어 있어 리모컨을 컨트롤러로 사용하여 HDMI를 통해 콘솔을 제어할 수 있다. PS3 슬림은 45nm 셀 덕분에 이전 모델보다 더 조용하고 시원하게 작동한다. PS3 슬림은 이전 PS3 모델처럼 콘솔 뒷면에 있던 "주전원" 스위치(플레이스테이션 2 슬림)가 더 이상 없다. 2009년 9월 1일 북미와 유럽에서, 2009년 9월 3일 일본, 호주, 뉴질랜드에서 공식 출시되었다.

#### 슈퍼 슬림 모델
2012년에 소니는 새로운 "슈퍼 슬림" 플레이스테이션 3를 공개했다. 디스크 드라이브(콘솔 상단으로 이동)를 덮는 슬라이딩 도어가 있는 완전히 재설계된 케이스를 갖춘 이 새로운 콘솔은 4.3파운드로, 이전 "슬림" 모델보다 거의 3파운드 더 가볍다. 이 콘솔은 12GB 플래시 메모리 또는 250GB, 500GB 하드 드라이브와 함께 제공된다. 슈퍼 슬림 PS3와 일부 게임이 포함된 여러 번들이 제공된다.

### 플레이스테이션 4

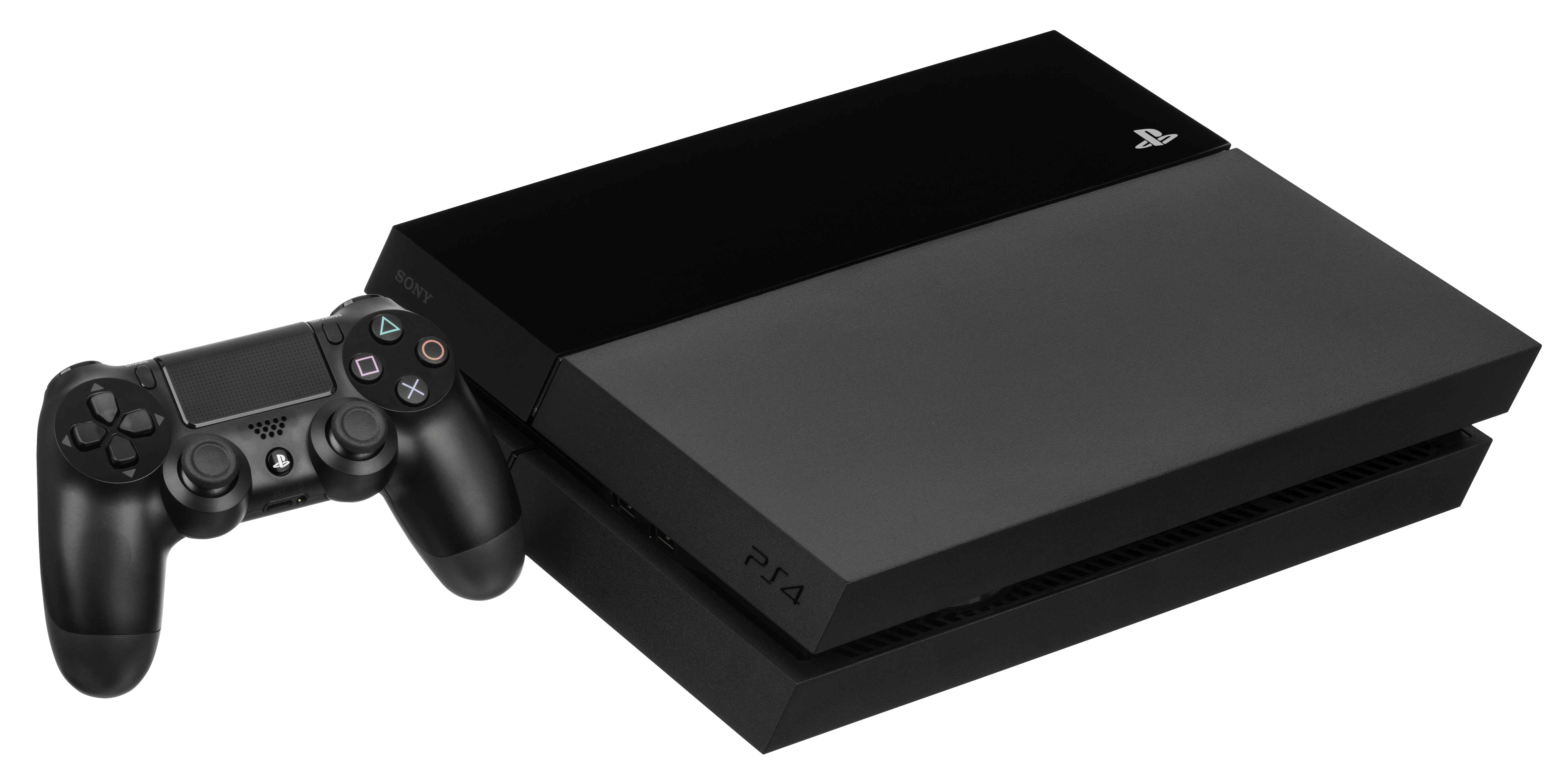
듀얼쇼크 4 컨트롤러가 있는 오리지널 플레이스테이션 4

플레이스테이션 4(PS4)는 2013년 2월 20일 기자 회견에서 소니 컴퓨터 엔터테인먼트에 의해 발표되었다. 회의에서 소니는 새로운 콘솔의 하드웨어 사양을 일부 공개했다. 이 콘솔은 플레이스테이션 시리즈에 x86 아키텍처를 도입했다. 수석 시스템 설계자 마크 서니에 따르면, 플레이스테이션 4 개발은 2008년부터 시작되었다. 플레이스테이션 유럽 CEO 짐 라이언은 2011년에 소니가 차세대 콘솔을 경쟁사보다 늦게 출시하는 것을 피하고 싶다고 강조했다.
새로운 응용 프로그램 및 서비스 중 소니는 PS4 사용자가 스마트폰과 태블릿을 세컨드 스크린으로 전환하여 게임 플레이를 향상시킬 수 있는 플레이스테이션 앱을 도입했다. 또한 회사는 가이카이 기술을 기반으로 하는 플레이스테이션 나우 게임 스트리밍 서비스를 선보일 계획이었다. 새로운 컨트롤러에 공유 버튼을 통합하고 친구로부터 실시간으로 스트리밍되는 게임 내 콘텐츠를 볼 수 있게 함으로써 소니는 소셜 게임 플레이에 더 중점을 둘 계획이었다. 플레이스테이션 4는 2013년 11월 15일 북미에서 처음 출시되었다. 8세대 비디오 게임기의 일부로서, 마이크로소프트의 엑스박스 원과 닌텐도의 Wii U 및 스위치와 경쟁한다.

#### 슬림 모델
플레이스테이션 4 슬림 (공식적으로는 단순히 플레이스테이션 4 또는 PS4로 마케팅됨)은 2016년 9월 7일 공개되었다. 이 모델은 합리화된 폼팩터를 갖춘 오리지널 PS4 하드웨어의 개정판이다. 새로운 케이스는 40% 더 작아졌으며, 콘솔 상단에 무광택 마감이 적용된 둥근 본체를 가지고 있으며, 이전의 투톤 마감은 없다. 전면의 두 개의 USB 포트 사이 간격이 더 넓어졌으며, 광학 오디오 포트도 제거되었다.[168] 이 모델은 듀얼쇼크 4 컨트롤러의 소규모 업데이트와 함께 출시되었는데, 터치패드 상단에서 라이트 바가 보이고 부분적으로 광택 있는 검은색 대신 어두운 무광택 회색 외부 디자인을 갖추고 있다. PS4 슬림은 2016년 9월 15일에 오리지널 PS4 모델과 동일한 가격으로 500GB 모델이 출시되었다.[169] 모델 번호는 CUH-2000이다.[170]

#### 프로 모델
플레이스테이션 4 프로 또는 줄여서 PS4 프로(원래 네오라는 코드명으로 발표됨)[35]는 2016년 9월 7일에 공개되었다. 모델 번호는 CUH-7000이다.[170] 이 모델은 향상된 하드웨어를 갖춘 플레이스테이션 4의 업데이트 버전으로, 4.2 테라플롭스의 처리 능력을 가진 업그레이드된 GPU와 더 높은 CPU 클럭을 포함한다. 이 모델은 주로 선택된 게임을 4K 해상도로 플레이할 수 있도록 설계되었으며, 플레이스테이션 VR의 품질을 향상시킨다. 모든 게임은 PS4와 PS4 Pro 간에 하위 및 상위 호환되지만, 최적화된 게임은 PS4 Pro에서 향상된 그래픽 성능을 제공한다. 온라인 소스에서 4K 비디오 스트리밍이 가능하지만, PS4 Pro는 울트라 HD 블루레이를 지원하지 않는다.[171] [172] [173] 또한 PS4 Pro는 1080p에서 원격 플레이가 가능한 유일한 PS4 모델이다. 다른 모델은 720p로 제한된다.[174]

### 플레이스테이션 5

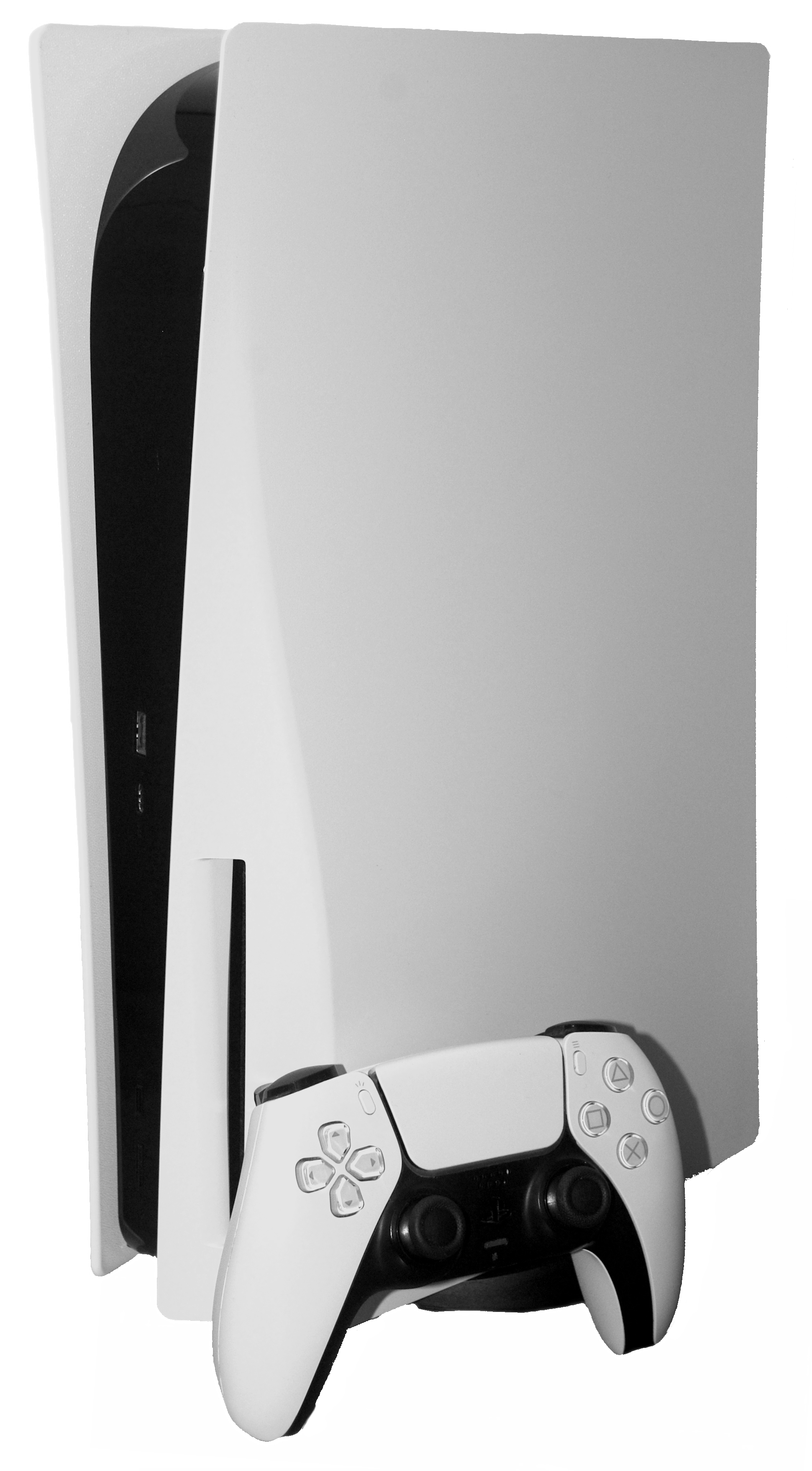
4K 블루레이 디스크 드라이브와 듀얼센스 컨트롤러가 있는 오리지널 플레이스테이션 5

플레이스테이션 5(PS5)는 2020년 11월 12일 전 세계에 출시되었으며, 같은 달 출시된 엑스박스 시리즈 X/S와 함께 9세대 비디오 게임기의 일부이다. PS5에 대한 첫 소식은 2019년 4월 와이어드와의 인터뷰에서 마크 서니로부터 나왔다. 소니는 플레이스테이션 5를 차세대 콘솔로 삼고 2020년 말까지 전 세계에 출시할 계획이었다. 2019년 초, 소니의 2019년 3월 31일 마감 분기 재무 보고서는 새로운 차세대 하드웨어가 개발 중이지만 2020년 4월 이전에 출시되지는 않을 것이라고 확인했다.
현재 사양은 2019년 10월에 공개되었다. 이 콘솔은 7나노미터 공정 노드로 제조된 AMD의 젠 2 마이크로아키텍처를 기반으로 하는 8코어, 16스레드 CPU를 사용한다. 그래픽 프로세서는 RDNA 마이크로아키텍처를 사용하는 AMD Navi 제품군의 맞춤형 변형으로, 레이 트레이싱 렌더링의 하드웨어 가속을 지원하여 실시간 레이 트레이싱 그래픽을 가능하게 한다. 새로운 콘솔에는 맞춤형 SSD 스토리지가 함께 제공되는데, 서니는 빠른 로딩 시간과 더 높은 대역폭이 게임을 더욱 몰입감 있게 만들고 8K 해상도를 위한 디스크 스트리밍 콘텐츠를 지원하는 데 필요하다고 강조했다. 2019년 10월 와이어드와의 두 번째 인터뷰에서 새로운 하드웨어에 대한 추가 세부 정보가 공개되었다. 콘솔의 통합 블루레이 드라이브는 100GB 블루레이 디스크와 울트라 HD 블루레이를 지원한다. SSD의 장점을 활용하려면 디스크에서 게임 설치가 필수적이지만, 사용자는 게임의 멀티플레이어 구성 요소만 설치하는 등 설치하려는 용량을 세부적으로 제어할 수 있다. 소니는 플레이스테이션 4보다 전력 소비를 줄이기 위해 플레이스테이션 5용 향상된 일시 중단 게임 플레이 상태를 개발 중이다.
이 시스템의 새로운 컨트롤러인 듀얼센스는 필요에 따라 플레이어에게 저항을 바꿀 수 있는 적응형 트리거를 가지고 있는데, 예를 들어 게임 내에서 활을 당기는 동작 동안 저항을 변경할 수 있다. 컨트롤러에는 또한 음성 코일 액추에이터를 통해 강력한 햅틱 피드백이 포함되어 있으며, 이는 향상된 컨트롤러 스피커와 함께 더 나은 게임 내 피드백을 제공하도록 의도되었다. USB-C 연결 및 더 높은 정격 배터리는 새로운 컨트롤러의 다른 개선 사항이다.
플레이스테이션 5는 완전히 새로워진 사용자 인터페이스를 특징으로 한다. 플레이스테이션 5는 대부분의 플레이스테이션 4 및 플레이스테이션 VR 게임과 하위 호환되며, 서니는 새 콘솔로의 전환이 부드러운 전환을 의미한다고 밝혔다. 나중에 짐 라이언은 플레이스테이션 5가 플레이스테이션 4 게임의 "99%"를 플레이할 수 있다고 말했으며, 이는 "수천" 개의 표본 크기에서 도출된 추정치이다.

#### 슬림 모델
과거의 "슬림" 재출시와 유사한 PS5의 개정된 슬림 디자인이 2023년 10월에 출시되었다. 슬림 디자인 외에도 슬림 모델은 1TB의 내부 스토리지를 특징으로 하며, USB-A 포트 중 하나를 USB-C로 대체했다. 기본 버전은 또한 내부 광학 디스크 드라이브를 제거하고 외부 드라이브로 대체되었다.

#### 프로 모델
플레이스테이션 5 프로는 2024년 11월에 출시되었다. 이 모델은 기본 PS5 모델에 비해 세 가지 주요 업그레이드를 특징으로 한다. 기본 PS5 GPU보다 약 45% 빠른 GPU, 플레이스테이션 스펙트럴 슈퍼 해상도(PSSR)라고 불리는 이미지 업스케일링 기술 포함, 그리고 내부 스토리지를 2TB로 증가시킨 것이다. 게임은 이를 위해 프로그래밍될 경우 향상된 그래픽 성능을 활용할 수 있으며, 출시 시점에 약 50개의 게임이 이 기능을 사용할 준비가 되어 있다.

### 비교
| 콘솔                         | 플레이스테이션 (PS) | 플레이스테이션 2 (PS2) | 플레이스테이션 3 (PS3) | 플레이스테이션 4 (PS4) | 플레이스테이션 5 (PS5) |
| ---------------------------- | --- | --- | --- | --- | --- |
| 이미지                       | 상단: PS 하단: PS One | 상단: PS2 중간: PS2 슬림라인 (2004) 하단: PS2 슬림라인 (2007) | 상단: PS3 중간: PS3 슬림 하단: PS3 슈퍼 슬림 | 상단: PS4 중간: PS4 슬림 하단: PS4 Pro | 상단: PS5 하단: PS5 디지털 에디션 |
| 출시 가격                    | PS ¥39,800 US$299 £299 PS One ¥15,000 US$99 £79 | PS2 ¥39,800 US$299 £299 PS2 슬림라인 US$149 €149 | PS3 ¥49,980 (20 GB) US$499 (20 GB) US$599 (60 GB) £425 (60 GB) €599 (60 GB) PS3 슬림 ¥29,980 (세금 포함) (120 GB) US$299 (120 GB) €299 (120 GB) PS3 슈퍼 슬림 ¥24,980 (세금 포함) (250 GB) US$269 (250 GB) €299 (500 GB) | PS4 ¥38,980 (500 GB) US$399 (500 GB) €399 (500 GB) £349 (500 GB) PS4 슬림 US$299 (500 GB) US$349 (1 TB) €299 (500 GB) €349 (1 TB) PS4 프로 ¥44,980 (1 TB) US$399 (1 TB) €399 (1 TB) £349 (1 TB)                                                                             | PS5 ¥49,980 (825 GB) US$499,99 (825 GB) €499,99 (825 GB) £449,99 (825 GB) PS5 디지털 에디션 ¥39,980 (825 GB) US$399,99 (825 GB) €399,99 (825 GB) £359,99 (825 GB) PS5 슬림 (탈착식 디스크 드라이브 포함) ¥66,980 (1 TB) US$499,99 (1 TB) €550 (1 TB) £480 (1 TB) PS5 슬림 디지털 에디션 (디스크 드라이브 미포함) ¥58,980 (1 TB) US$449,99 (1 TB) €450 (1 TB) £390 (1 TB) PS5 프로 (디스크 드라이브 미포함) ¥119,980 (2 TB) US$699,99 (2 TB) €799,99 (2 TB) £699,99 (2 TB) |
| 출시일                       | PS - 일본: 1994년 12월 3일 - 북미: 1995년 9월 9일 - 유럽: 1995년 9월 29일 - 호주: 1995년 11월 15일 PS One - 유럽: 2000년 - 일본: 2000년 7월 7일 - 북미: 2000년 9월 19일                                                                       | PS2 - 일본: 2000년 3월 4일 - 북미: 2000년 10월 26일 - 유럽: 2000년 11월 24일 - 호주: 2000년 11월 30일 PS2 슬림라인 - 유럽: 2004년 10월 29일 - 일본: 2004년 11월 3일 - 북미: 2004년 11월 | PS3 - 일본: 2006년 11월 11일 - 북미: 2006년 11월 17일 - 유럽: 2007년 3월 23일 - 호주: 2007년 3월 23일 PS3 슬림 - 일본: 2009년 8월 27일 - 북미: 2009년 9월 1일 - 유럽: 2009년 9월 1일 PS3 슈퍼 슬림 - 북미: 2012년 9월 25일 - 유럽: 2012년 9월 28일 - 일본: 2012년 10월 4일                                                                                     | PS4 - 북미: 2013년 11월 15일 - 유럽: 2013년 11월 29일 - 호주: 2013년 11월 29일 - 일본: 2014년 2월 22일 PS4 슬림 - 일본: 2016년 9월 15일 - 북미: 2016년 9월 15일 - 유럽: 2016년 9월 15일 PS4 프로 - 일본: 2016년 11월 10일 - 북미: 2016년 11월 10일 - 유럽: 2016년 11월 10일 | PS5 PS5 디지털 에디션 - 일본: 2020년 11월 12일 - 북미: 2020년 11월 12일 - 유럽: 2020년 11월 12일 - 호주: 2020년 11월 19일 PS5 슬림 PS5 슬림 디지털 에디션 - 일본: 2023년 11월 10일 - 북미: 2023년 11월 10일 - 유럽: 2023년 11월 29일 PS5 프로 - 일본: 2024년 11월 7일 - 북미: 2024년 11월 7일 - 유럽: 2024년 11월 7일 |
| 출하량                       | 1억 249만 대 포함. 2815만 대 PS one (2007년 3월 31일 기준) | 1억 5500만 대 (2012년 12월 28일 기준) | 8740만 대 (2017년 3월 31일 기준) | 1억 1720만 대 (2022년 3월 31일 기준) | 7500만 대 (2024년 12월 31일 기준) |
| 베스트셀러 게임              | 그란 투리스모; 1085만 대 출하 (2008년 4월 30일 기준) | 그랜드 테프트 오토: 산 안드레아스; 1733만 대 출하 (2008년 3월 26일 기준) | 그랜드 테프트 오토 V; 1500만 대 이상 출하 (2013년 12월 7일 기준) | 마블 스파이더맨; 2000만 대 이상 출하 (2020년 11월 18일 기준) | 마블 스파이더맨 2; 1100만 대 이상 출하 (2024년 4월 20일 기준) |
| 미디어                       | CD-ROM | DVD-ROM/CD-ROM | BD-ROM, DVD-ROM, CD-ROM, SACD (1세대 및 2세대만 해당) | 블루레이, DVD 블루레이 6x CAV, DVD 8x CAV | PS5: 울트라 HD 블루레이, 블루레이, DVD PS5 디지털 에디션: 디지털 콘텐츠만 해당 PS5 슬림: 울트라 HD 블루레이, 블루레이, 탈착식 디스크 드라이브를 통한 DVD PS5 프로: 울트라 HD 블루레이, 블루레이, 탈착식 디스크 드라이브를 통한 DVD |
| 포함된 액세서리 및 추가 기능 | - RFU 어댑터 - 컨트롤러 (플레이스테이션 컨트롤러 또는 듀얼쇼크, 생산일에 따라 다름) | - 듀얼쇼크 2 컨트롤러 - 컴포지트 AV 케이블 | - 내장 하드 드라이브 (20, 40, 60, 80, 120, 160, 250, 320 또는 500 GB, 모델에 따라 다름) - 무선 듀얼쇼크 3 / SIXAXIS 컨트롤러 - 컴포지트 AV 케이블 - 이더넷 케이블 - USB 케이블 | - 내장 하드 드라이브 (500 GB/1 TB) (PS4 및 PS4 슬림), 내장 하드 드라이브 (1 TB) (PS4 프로) - 무선 듀얼쇼크 4 컨트롤러 - 모노 헤드셋 - 전원 케이블 - HDMI 케이블 - USB 케이블                                                                                                | - 내장 솔리드 스테이트 드라이브 (825 GB, 1 또는 2 TB, 모델에 따라 다름) - 무선 듀얼센스 컨트롤러 - 베이스 - 전원 케이블 - HDMI 케이블 - USB 케이블 |
| CPU                          | R3000A 32비트 RISC 칩 @ 33.7 MHz – LSI 코퍼레이션 제조 | 300 MHz MIPS "이모션 엔진" | 셀 광대역 엔진 (3.2 GHz Power ISA 2.03 기반 PPE (8개의 3.2 GHz SPE 포함)) | PS4 및 PS4 슬림: 8코어 1.6 GHz AMD "재규어" PS4 프로: 8코어 2.1 GHz AMD "강화 재규어" | 모든 모델: 8코어 가변 주파수 (3.5 GHz 제한) AMD "젠 2" |
| GPU                          | 1647만 색상 해상도: 256×224 – 640×480 스프라이트/BG 드로잉 조정 가능한 프레임 버퍼 라인 제한 없음 무제한 CLUT (색상 조회 테이블) 개별 스케일링 및 회전 기능을 갖춘 4,000개 8×8픽셀 스프라이트 동시 배경 (시차 스크롤링) 초당 620,000개 폴리곤 | 147 MHz "그래픽스 신시사이저"; 필 레이트 초당 2.352기가픽셀; 1개 텍스처(디퓨즈) 시 1.1기가픽셀; 2개 텍스처(2개 디퓨즈 맵 또는 1개 디퓨즈 맵과 1개 기타(약 7400만, 1개 약 4000만, 2개 약 2000만) 시 초당 588메가픽셀; 텍스처당 2회 패스 멀티패스 렌더링 가능; CPU의 VU1(3.2 기가플롭스의 시각 스타일 코딩용 벡터만)에 연결되어 향상된 셰이더 그래픽 및 기타 향상된 그래픽을 제공 | 550 MHz RSX "리얼리티 신시사이저" (엔비디아 G70 아키텍처 기반) 192 - 251.2 GFLOPS | PS4 및 PS4 슬림: 맞춤형 AMD 라데온 20개 컴퓨트 유닛 중 18개 활성화 (1280개 셰이더 중 1152개 활성화) @ 800 MHz 1.84 테라플롭스 PS4 프로: 맞춤형 AMD 라데온, 40개 컴퓨트 유닛 중 36개 활성화 (2560개 셰이더 중 2304개 활성화) @ 911 MHz 4.19 테라플롭스                       | PS5 및 PS5 슬림: 맞춤형 RDNA 2 40개 컴퓨트 유닛 중 36개 활성화 (2560개 셰이더 중 2304개 활성화), 가변 주파수 (2.23 GHz 제한), 최대 10.28 테라플롭스 PS5 프로: 미정 |
| 온라인 서비스                | 빈칸 | 비통합 서비스 | 플레이스테이션 네트워크 플레이스테이션 스토어 인터넷 브라우저 플레이스테이션 아이 또는 PS2 아이토이를 통한 A/V 채팅, 헤드셋을 통한 음성 채팅 | 플레이스테이션 네트워크 플레이스테이션 스토어 인터넷 브라우저 | 플레이스테이션 네트워크 플레이스테이션 스토어 인터넷 브라우저 |
| 하위 호환성                  | 빈칸 | 플레이스테이션 | 20 GB 및 60 GB: 모든 플레이스테이션 및 플레이스테이션 2 타이틀 오리지널 80 GB: 모든 PS1 타이틀, 대부분의 PS2 타이틀. 모든 다른 모델 (모델 코드 CECHGxx 이상): PS1 타이틀만 지원. | 기본 하위 호환성 없음. 플레이스테이션 나우를 통한 클라우드 기반 하위 호환성. 플레이스테이션 스토어에서 에뮬레이트된 플레이스테이션 2 타이틀 이용 가능. | 대부분의 플레이스테이션 4 및 플레이스테이션 VR 게임 |
| 시스템 소프트웨어            | 독점 OS | 독점 OS, 리눅스 DVD 재생 키트 | 크로스미디어바 (XMB) | 오르비스 OS | 발표 예정 |
| 시스템 소프트웨어 기능       | 오디오 CD 재생 | 오디오 CD 재생 DVD 재생 | 운영 체제는 하이퍼바이저를 통해 설치 및 실행될 수 있다 (슬림 모델에서는 이 기능 사용 불가) 오디오 CD 재생 오디오 파일 재생 (ATRAC3, AAC, MP3, WAV, WMA) 비디오 파일 재생 (MPEG1, MPEG2, MPEG4, H.264-AVC, DivX) 블루레이 재생 DVD 재생 이미지 편집 및 슬라이드쇼 (JPEG, GIF, PNG, TIFF, BMP) 마우스 및 키보드 지원 RSX의 시각화를 통한 Folding@home 클라이언트 | 블루레이 재생 DVD 재생 삽입된 USB 플래시 드라이브에서 오디오 재생 | 블루레이 재생 울트라 HD 블루레이 재생 DVD 재생 |
| 사용자 프로그래밍 가능성     | 넷 야로제 키트 필요 | Yabasic 소프트웨어, PS2 리눅스 | 무료 리눅스 플랫폼 또는 PC를 통한 콘솔 개발. | 빈칸 | 빈칸 |

## 휴대용 시스템

### 플레이스테이션 포터블

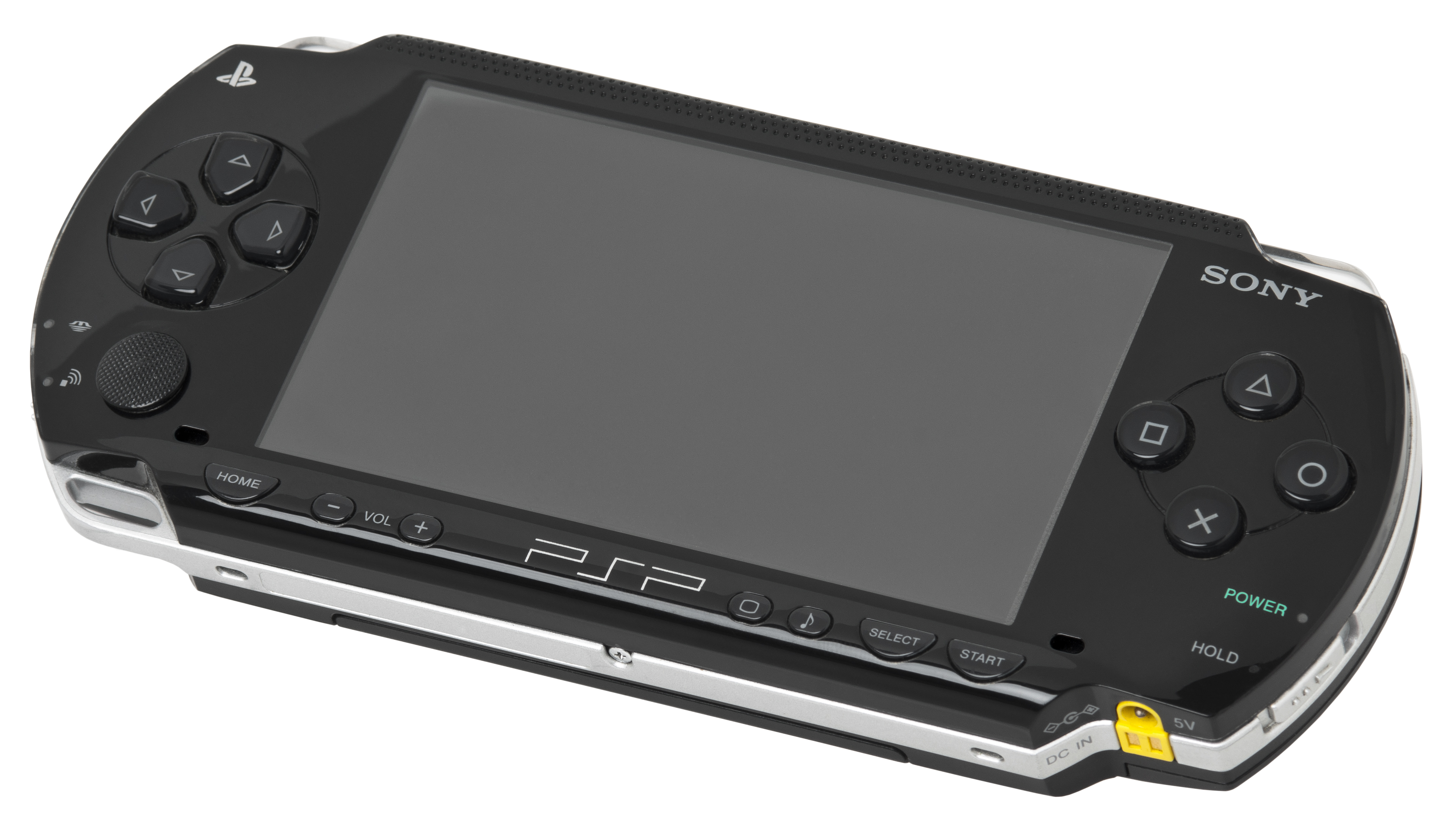
오리지널 플레이스테이션 포터블 (PSP-1000)
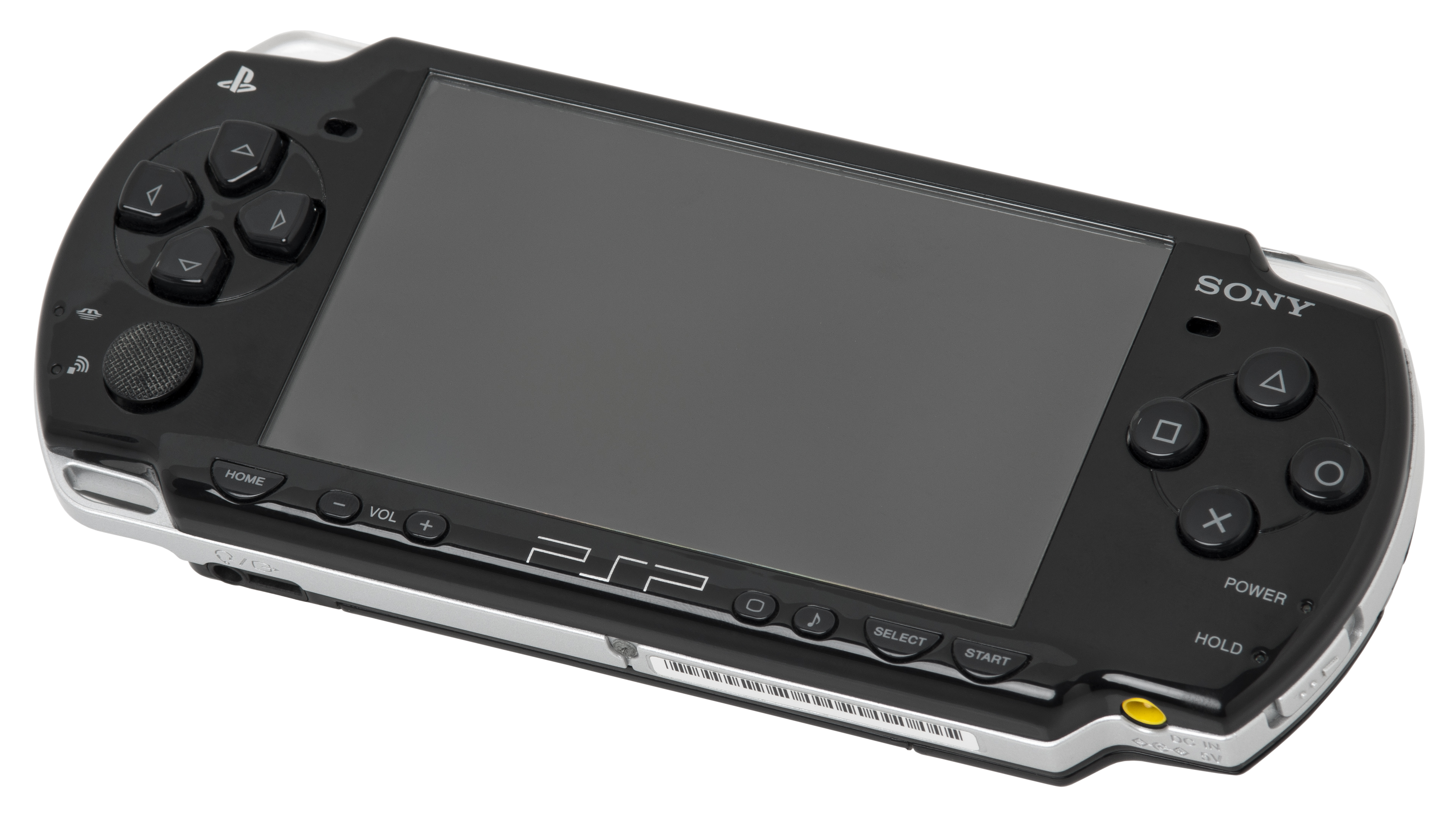
PSP-2000
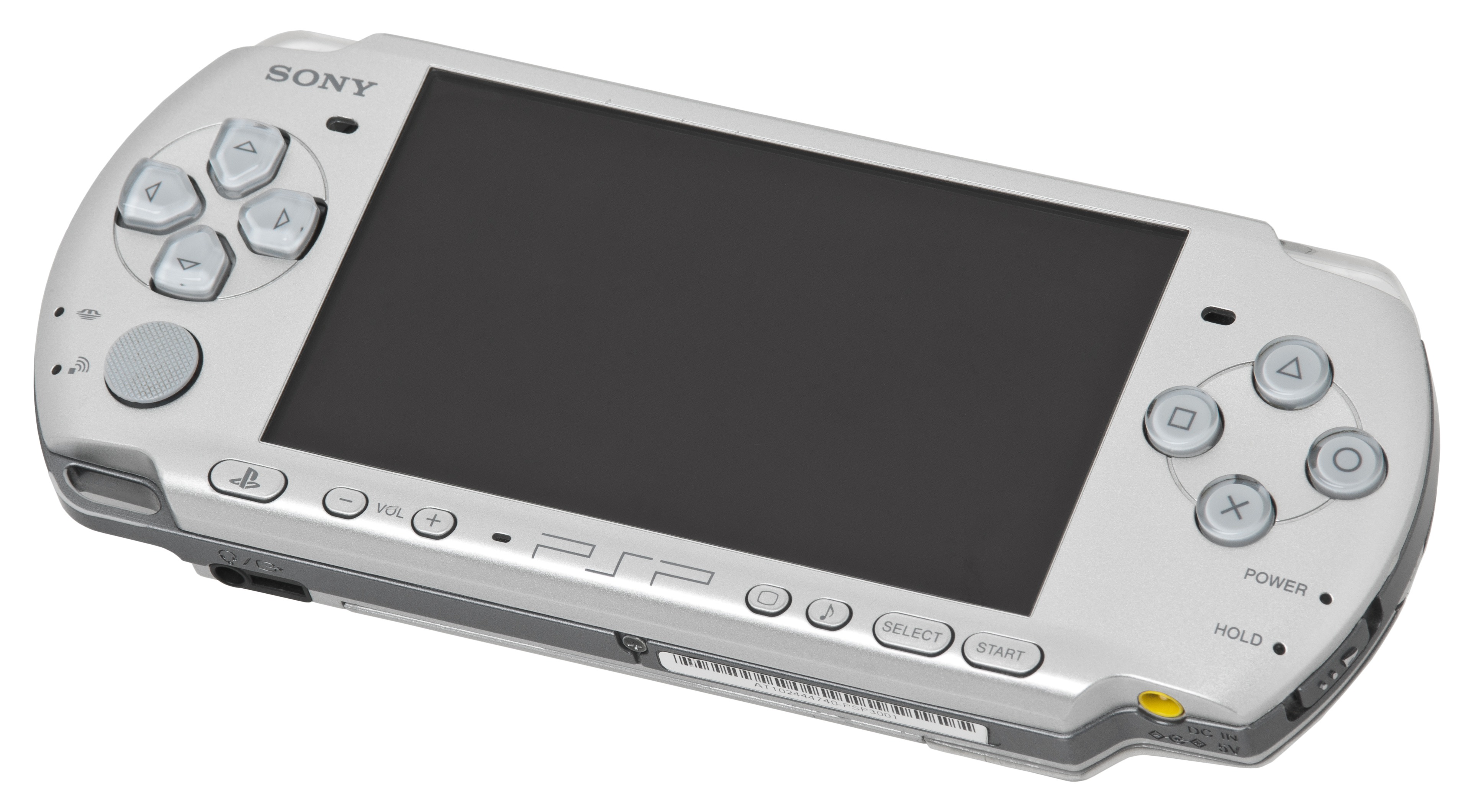
PSP-3000
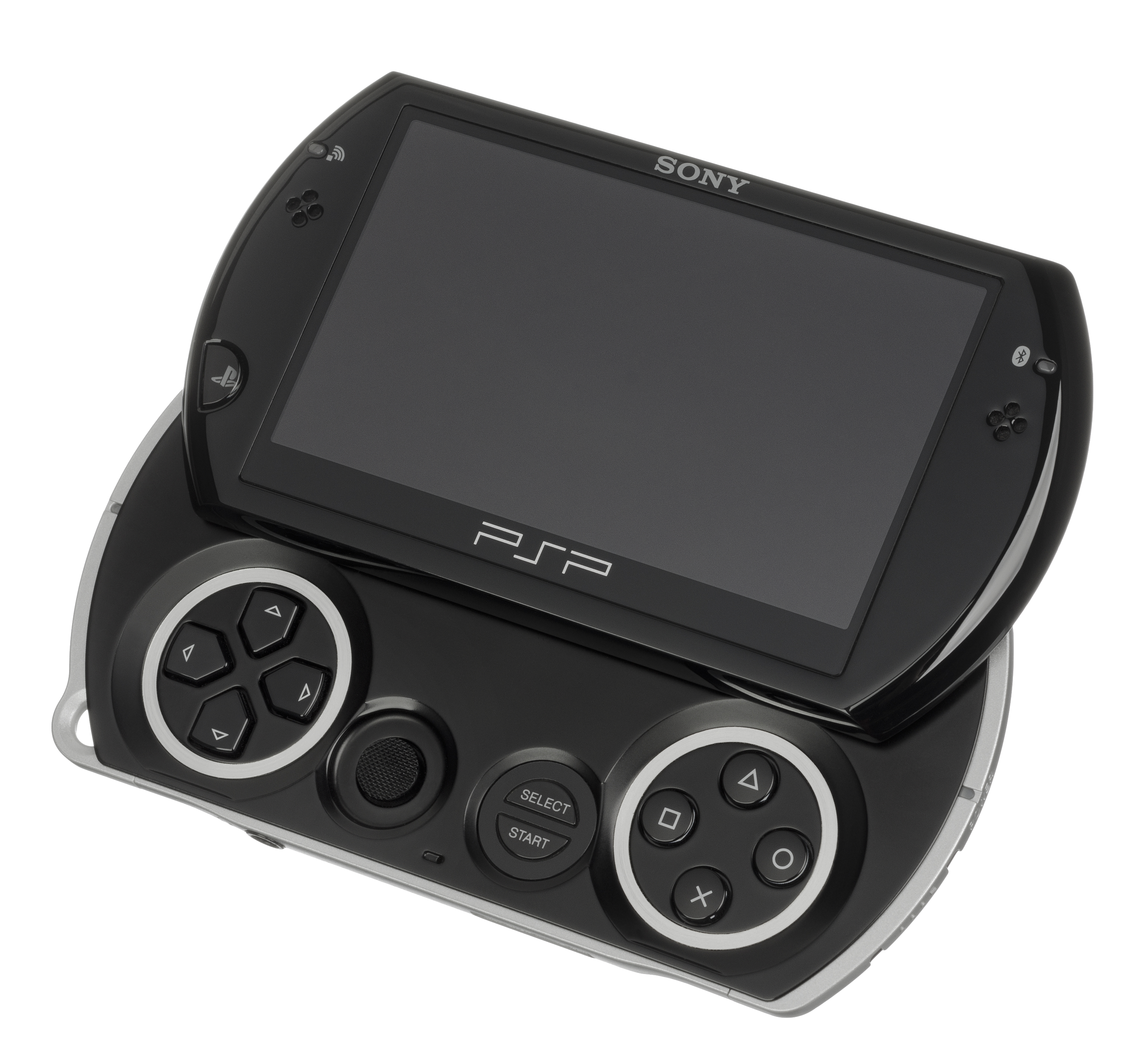
PSP Go (열린 상태)
PSP 스트리트 (PSP-E1000)

플레이스테이션 포터블(PSP)은 소니의 첫 휴대용 콘솔로, 닌텐도의 DS 콘솔과 경쟁했다. 오리지널 모델(PSP-1000)은 2004년 12월과 2005년 3월에 출시되었다. 이 콘솔은 게임과 영화를 모두 저장할 수 있는 유니버설 미디어 디스크(UMD)라는 새로운 독점 광학 저장 매체를 활용한 첫 번째 콘솔이다. 내부 MB 플래시 메모리 저장 공간이 32MB이며, 메모리 스틱 프로 듀오 카드를 통해 확장 가능하다. PS3와 유사한 컨트롤 레이아웃을 가지고 있으며, 플레이스테이션 로고 버튼과 흰색의 ('트라이앵글'), ('서클/O'), ('크로스/X'), ('스퀘어') 버튼을 가지고 있다.

#### PSP-2000 및 PSP-3000 모델
PSP-2000(PAL 지역에서는 슬림 앤 라이트라고도 함)은 플레이스테이션 포터블의 첫 번째 주요 하드웨어 개정판으로, 2007년 9월에 출시되었다. 2000 시리즈는 오리지널 플레이스테이션 포터블보다 33% 가볍고 19% 더 얇았다. 배터리 용량도 ⅓ 감소했지만 전력 소비 감소로 인해 이전 모델과 동일한 작동 시간을 유지했다. 이전 모델의 배터리도 여전히 작동하며 플레이 시간을 연장시킨다. PSP 슬림 앤 라이트에는 새로운 광택 마감이 적용되었다. 시리얼 포트도 새로운 비디오 출력 기능을 수용하기 위해 수정되었다(이로 인해 구형 PSP 리모컨은 호환되지 않음). PSP-2000에서는 PSP 게임이 프로그레시브 스캔 모드로만 외부 모니터나 TV에 출력되므로 프로그레시브 스캔을 지원하지 않는 TV는 PSP 게임을 표시하지 않는다. 비게임 비디오는 프로그레시브 또는 인터레이스 모드로 출력된다. USB 충전도 가능해졌다. PSP-2000에서는 버튼 반응성도 향상되었다고 보고되었다. 2008년, 소니는 PSP-3000이라는 두 번째 하드웨어 개정판을 출시했는데, 이 모델에는 PSP-2000에는 없었던 내장 마이크와 업그레이드된 화면, 그리고 PSP 게임을 인터레이스 모드로 출력할 수 있는 기능과 같은 여러 기능이 포함되었다.

#### PSP Go 모델
2009년 10월에 출시된 PSP Go는 플레이스테이션 포터블의 가장 큰 재설계 모델이다. 이전 PSP 모델과 달리 PSP Go는 UMD 드라이브가 없으며, 대신 게임, 비디오 및 기타 미디어를 저장하기 위한 16GB의 내장 플래시 메모리를 가지고 있다. 이는 메모리 스틱 마이크로(M2) 플래시 카드를 사용하여 최대 32GB까지 확장할 수 있다. 또한 이전 PSP 모델과 달리 PSP Go의 충전식 배터리는 사용자가 제거하거나 교체할 수 없다. 이 장치는 오리지널 PSP-1000보다 43% 가볍고 56% 작으며, PSP-3000보다 16% 가볍고 35% 작다. 3.8인치 480 × 272 LCD가 있다. (이전 PSP 모델의 4.3인치 480 × 272 픽셀 LCD와 비교). 화면은 위로 슬라이드하여 주요 컨트롤을 드러낸다. 전체적인 모양과 슬라이딩 메커니즘은 소니의 mylo COM-2 인터넷 기기와 유사하다. PSP Go는 이전 모델인 PSP-3000과 동시에 생산 및 판매되었지만 이를 대체하지는 않았다. PSP Go의 모든 게임은 플레이스테이션 스토어에서 구매 및 다운로드해야 하며, 이 휴대용 기기는 오리지널 PSP의 물리적 미디어인 유니버설 미디어 디스크와 호환되지 않는다. 이 휴대용 기기는 또한 블루투스 연결을 통해 플레이스테이션 3 컨트롤러인 SIXAXIS 및 듀얼쇼크 3와의 연결 기능을 제공한다.

#### PSP 스트리트
PSP 스트리트(PSP-E1000으로도 알려짐)는 예산 중심의 PSP 모델로, 이전 PSP 모델과 달리 와이파이 또는 스테레오 스피커(단일 모노 스피커로 대체됨)가 없으며, 슬림 플레이스테이션 3와 유사한 무광택 "차콜 블랙" 마감이 특징이다. E1000은 게임스컴 2011에서 발표되었으며, PAL 지역 전역에서 €99.99의 권장 소매 가격으로 판매되었다.

### 플레이스테이션 비타
2011년 12월 17일 일본에서, 2012년 2월 22일 북미에서 출시된 플레이스테이션 비타는 이전에 차세대 휴대용(Next Generation Portable, NGP)이라는 코드명으로 불렸다. 2011년 1월 27일 플레이스테이션 미팅 2011에서 소니에 의해 공식적으로 공개되었다. 휴대용 기기의 오리지널 모델인 PCH-1000 시리즈는 5인치 OLED 터치스크린, 두 개의 아날로그 스틱, 후면 터치패드, SIXAXIS 모션 감지 및 4코어 ARM 코어텍스-A9 MPCore 프로세서를 특징으로 한다.
새로운 PCH-2000 시리즈 시스템은 2013년 9월 도쿄 게임 쇼 이전에 SCEJA 기자 회견에서 발표된 기기의 가벼운 재설계 모델이다. 이 모델은 오리지널 모델에 비해 20% 더 얇고 15% 더 가벼워졌으며, 배터리 수명이 1시간 더 늘어났고, OLED 대신 LCD를 사용하며, 마이크로 USB Type B 포트, 1GB의 내부 저장 메모리가 포함되어 있다. 이 모델은 2013년 10월 10일 일본에서 흰색, 검은색, 분홍색, 노란색, 파란색, 올리브 녹색의 여섯 가지 색상으로 출시되었고, 2014년 5월 6일 북미에서 출시되었다.
비타는 2019년 3월에 생산이 중단되었다. SIE 사장 짐 라이언은 비타가 훌륭한 기기였지만, 그들은 휴대용 콘솔에서 멀어졌으며, "분명히 우리는 이제 더 이상 그 사업에 있지 않다"고 말했다.

### 플레이스테이션 포털
2023년 초, 소니는 PS5 게임을 가정용 콘솔에서 스트리밍할 수 있는 새로운 휴대용 시스템(원래 코드명 프로젝트 Q로 발표됨)의 개발을 발표했으며, 2023년 8월 23일 플레이스테이션 포털로 공식 공개되었다. 2023년 11월 15일에 199.99달러에 출시되었다.

## 컨트롤러

### 초기 플레이스테이션 컨트롤러

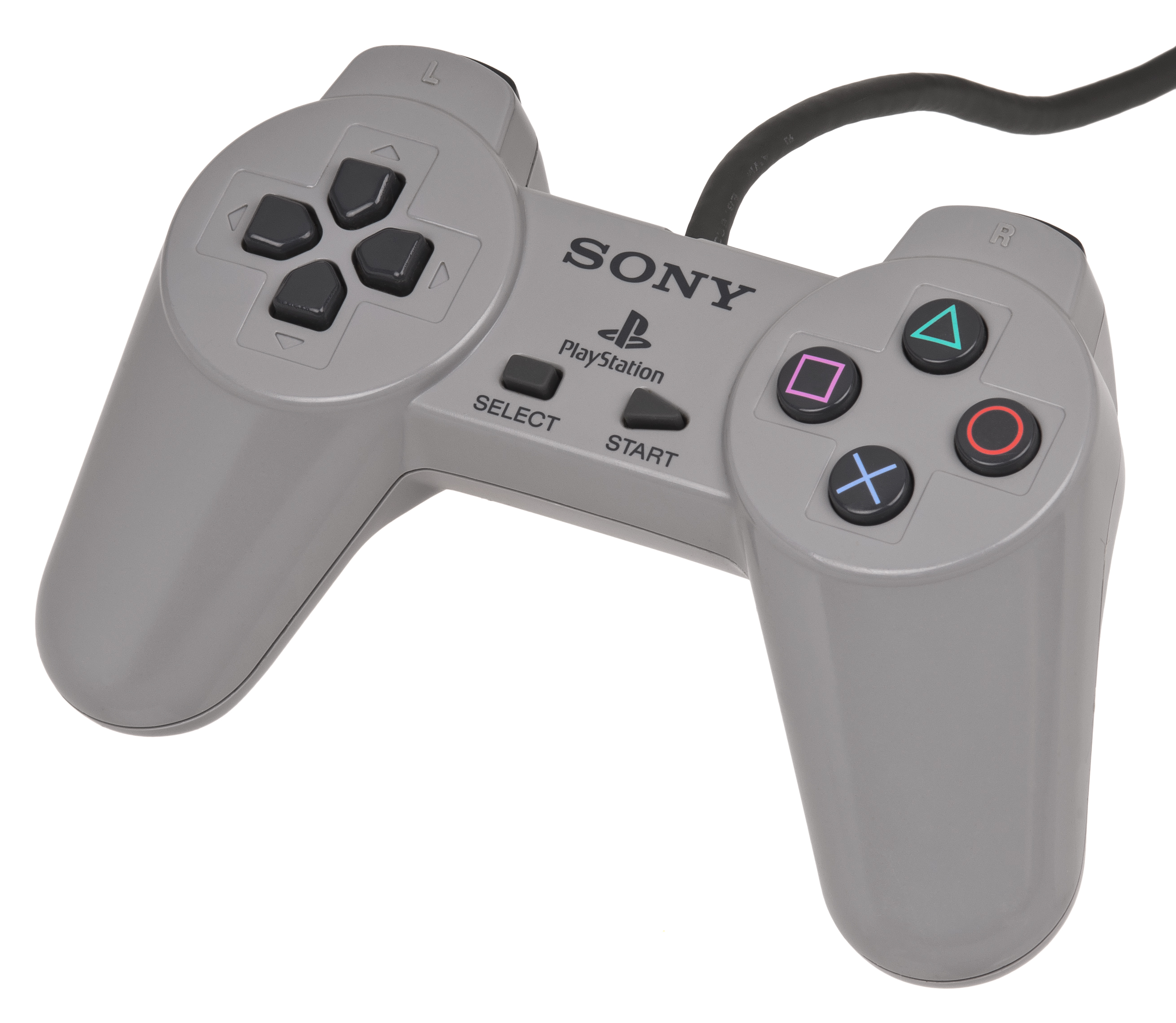
오리지널 플레이스테이션 컨트롤러
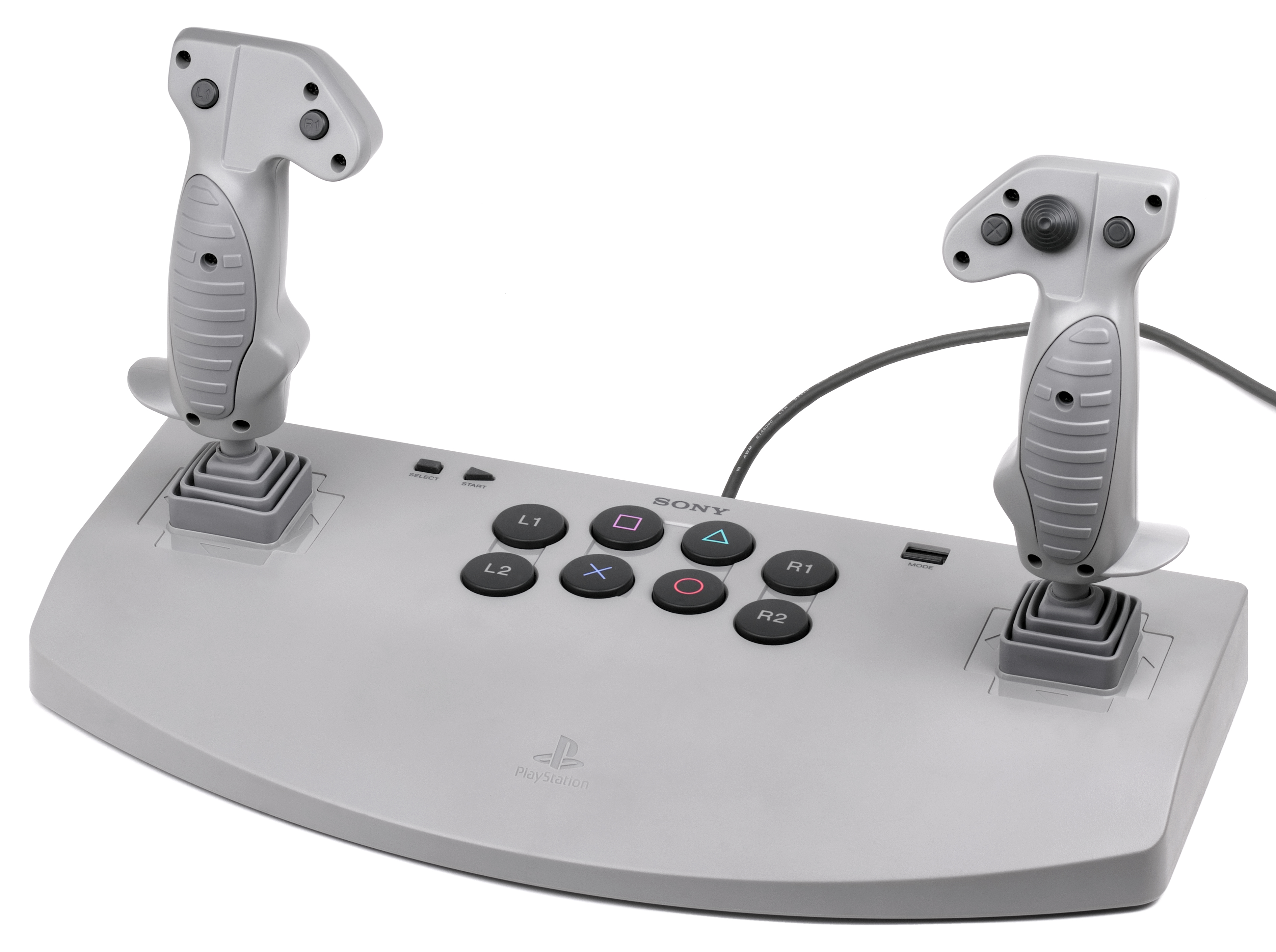
플레이스테이션 아날로그 조이스틱
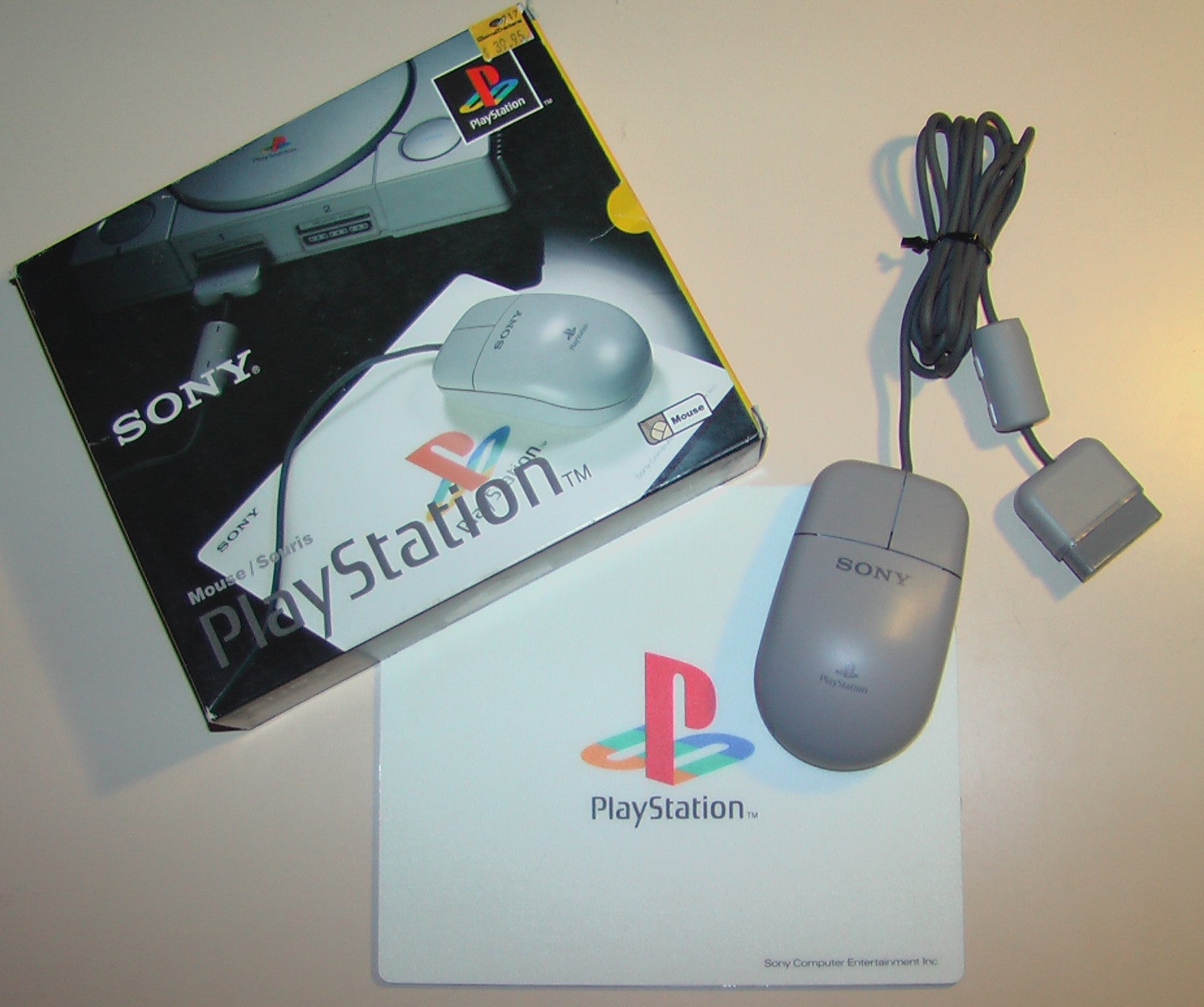
플레이스테이션 마우스
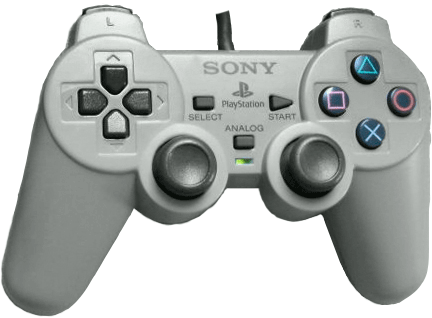
듀얼 아날로그 컨트롤러

1994년에 출시된 플레이스테이션 컨트롤 패드는 오리지널 플레이스테이션을 위해 만들어진 첫 번째 컨트롤러였다. 이 컨트롤러는 십자 패드, 4개의 주요 선택 버튼(('초록색 트라이앵글'), ('빨간색 서클/빨간색 O')), ('파란색 크로스/파란색 X') 및 ('분홍색 스퀘어'), 그리고 전면에 시작 및 선택 버튼의 기본 디자인을 특징으로 했다. '숄더 버튼'도 상단 [L1, L2, R1, R2]에 있다 (측면 [L=왼쪽, R=오른쪽] 및 1, 2 [상단 및 하단]로 이름 지정). 1996년에 소니는 비행 시뮬레이션 게임에 사용할 수 있는 플레이스테이션 아날로그 조이스틱을 출시했다. 오리지널 디지털 컨트롤러는 1997년에 듀얼 아날로그로 대체되었는데, 이는 아날로그 조이스틱과 동일한 전위차계 기술을 기반으로 하는 두 개의 아날로그 스틱을 추가했다. 이 컨트롤러는 또한 듀얼쇼크 컨트롤러로 계승되었다.

### 듀얼쇼크, SIXAXIS 및 듀얼센스

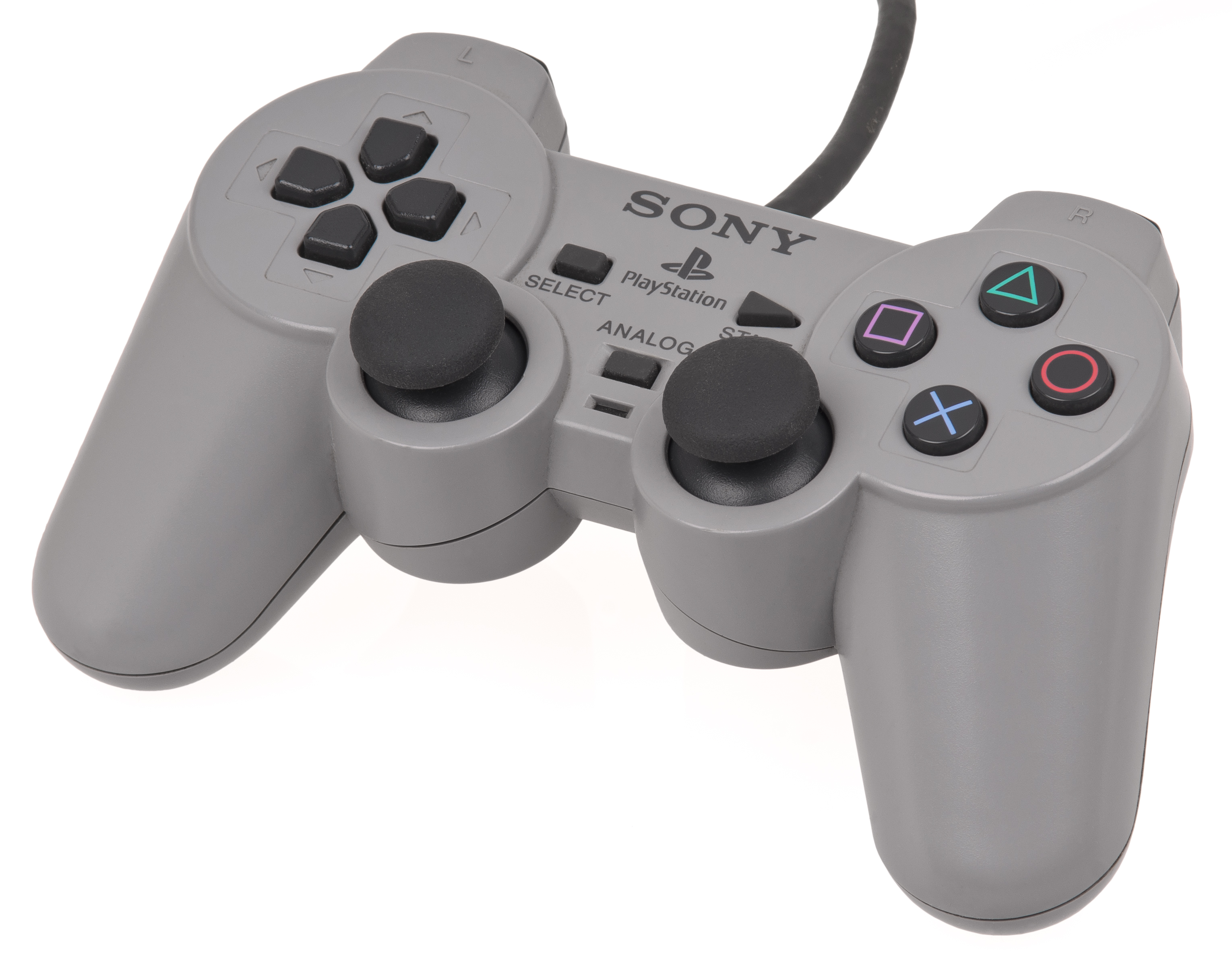
오리지널 듀얼쇼크 컨트롤러
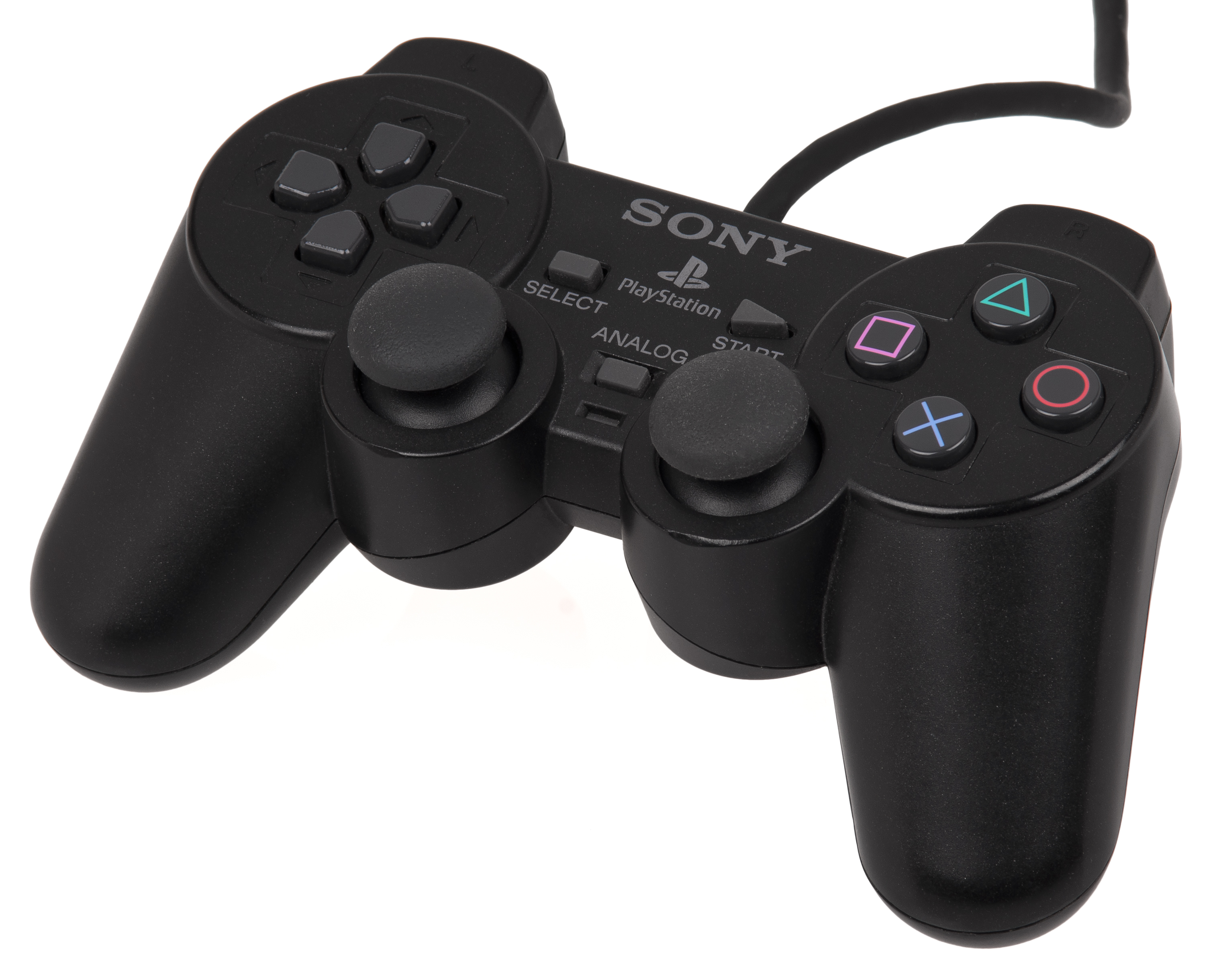
듀얼쇼크 2 컨트롤러
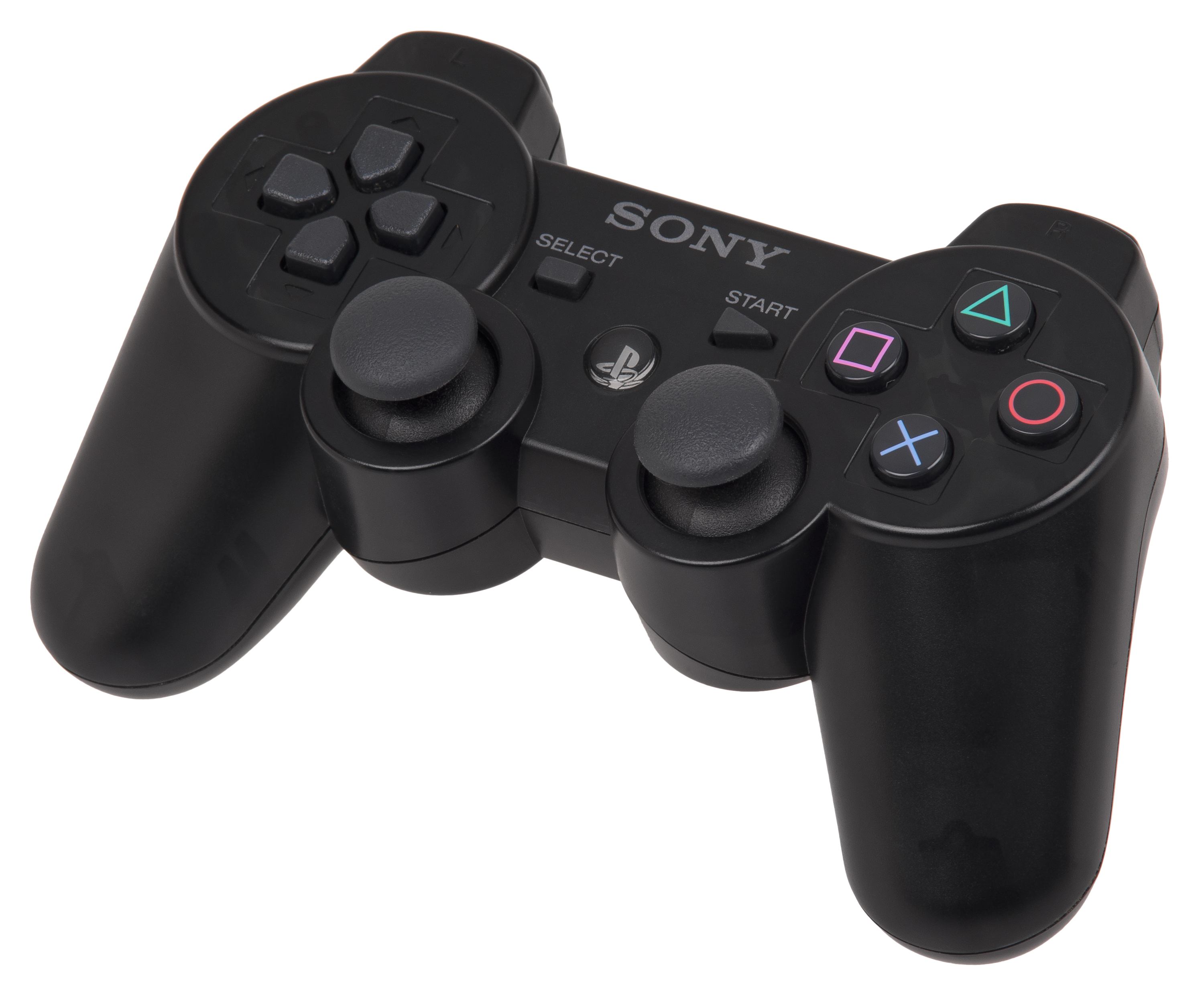
SIXAXIS 컨트롤러
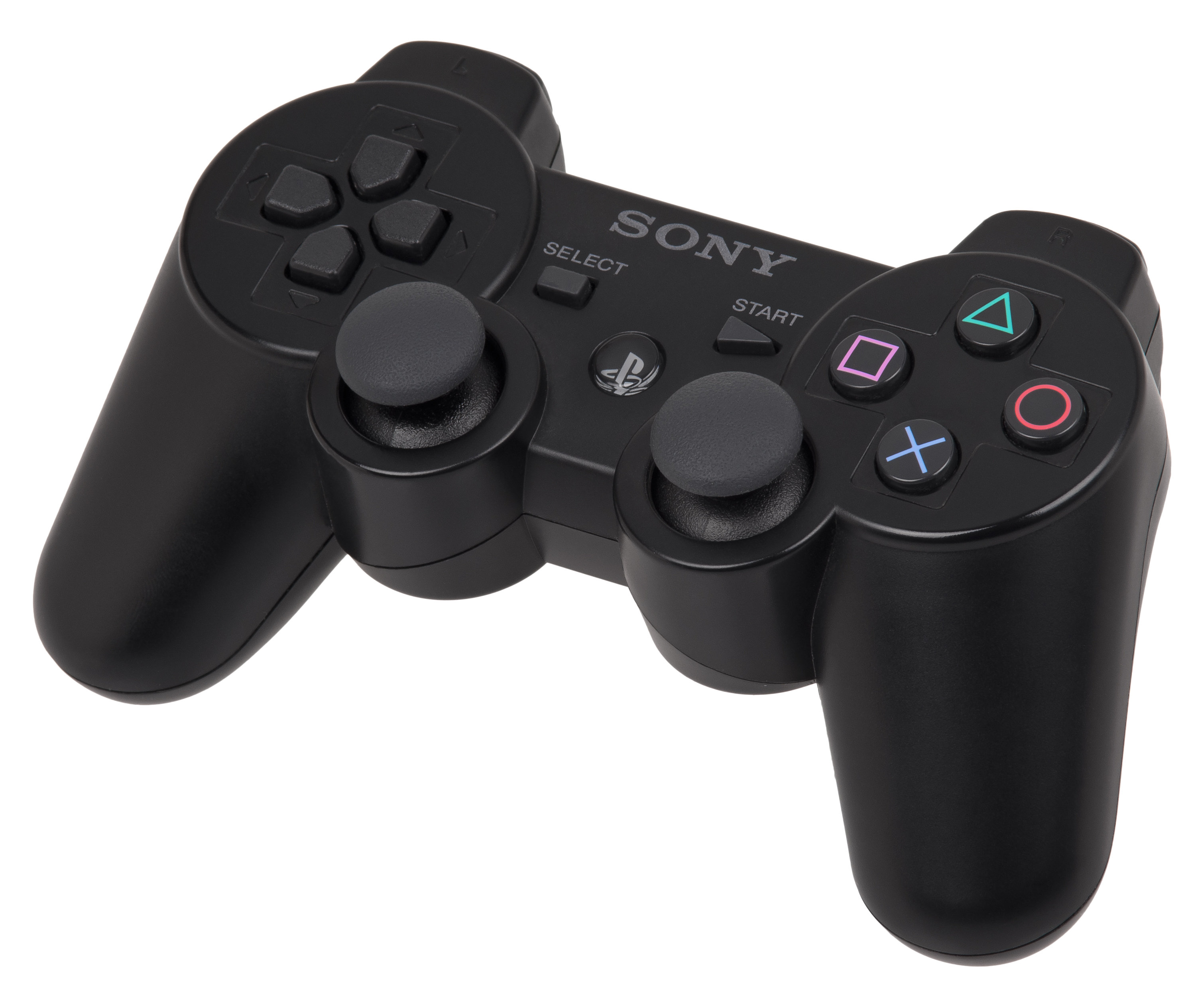
듀얼쇼크 3 컨트롤러
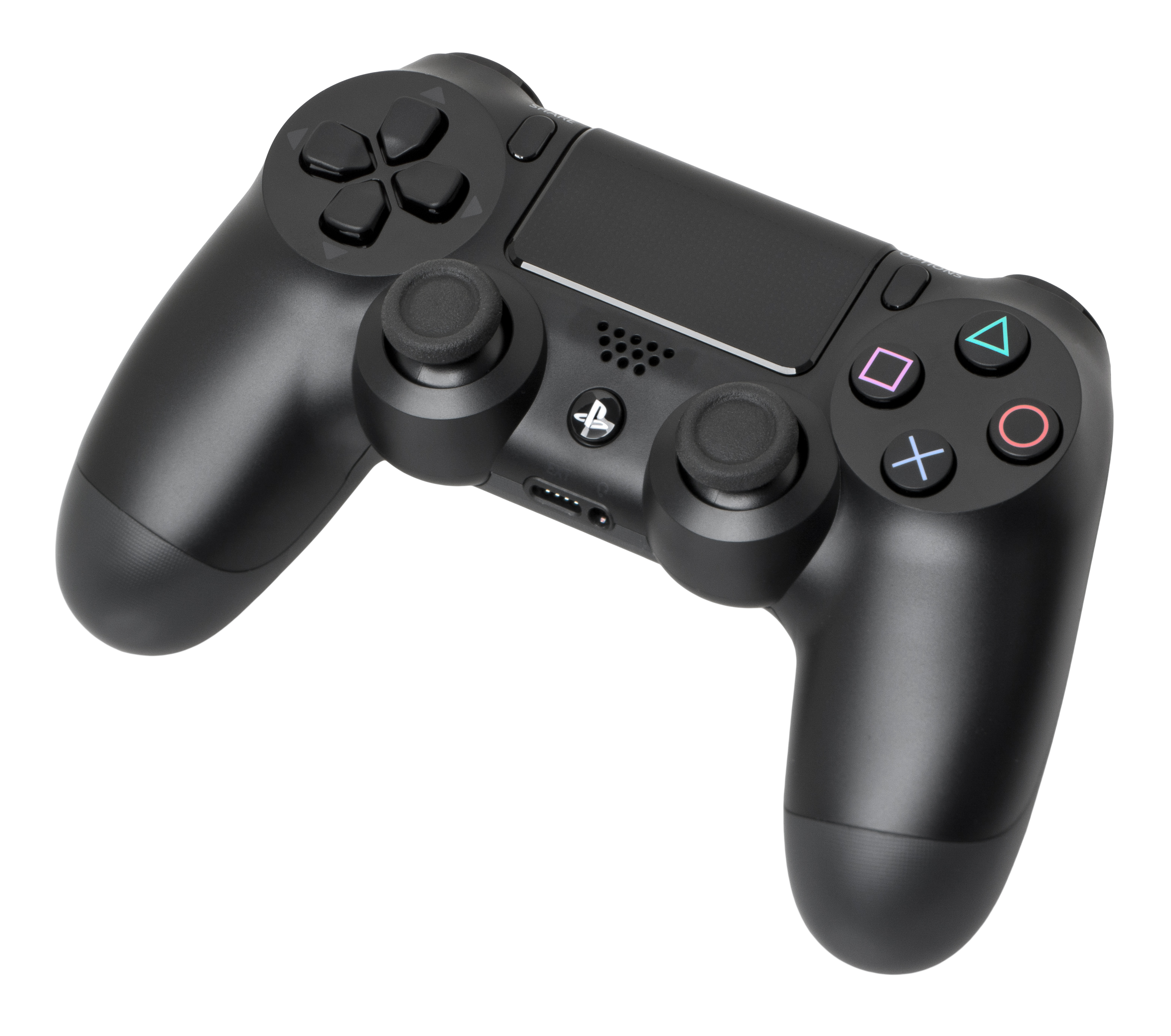
듀얼쇼크 4 컨트롤러
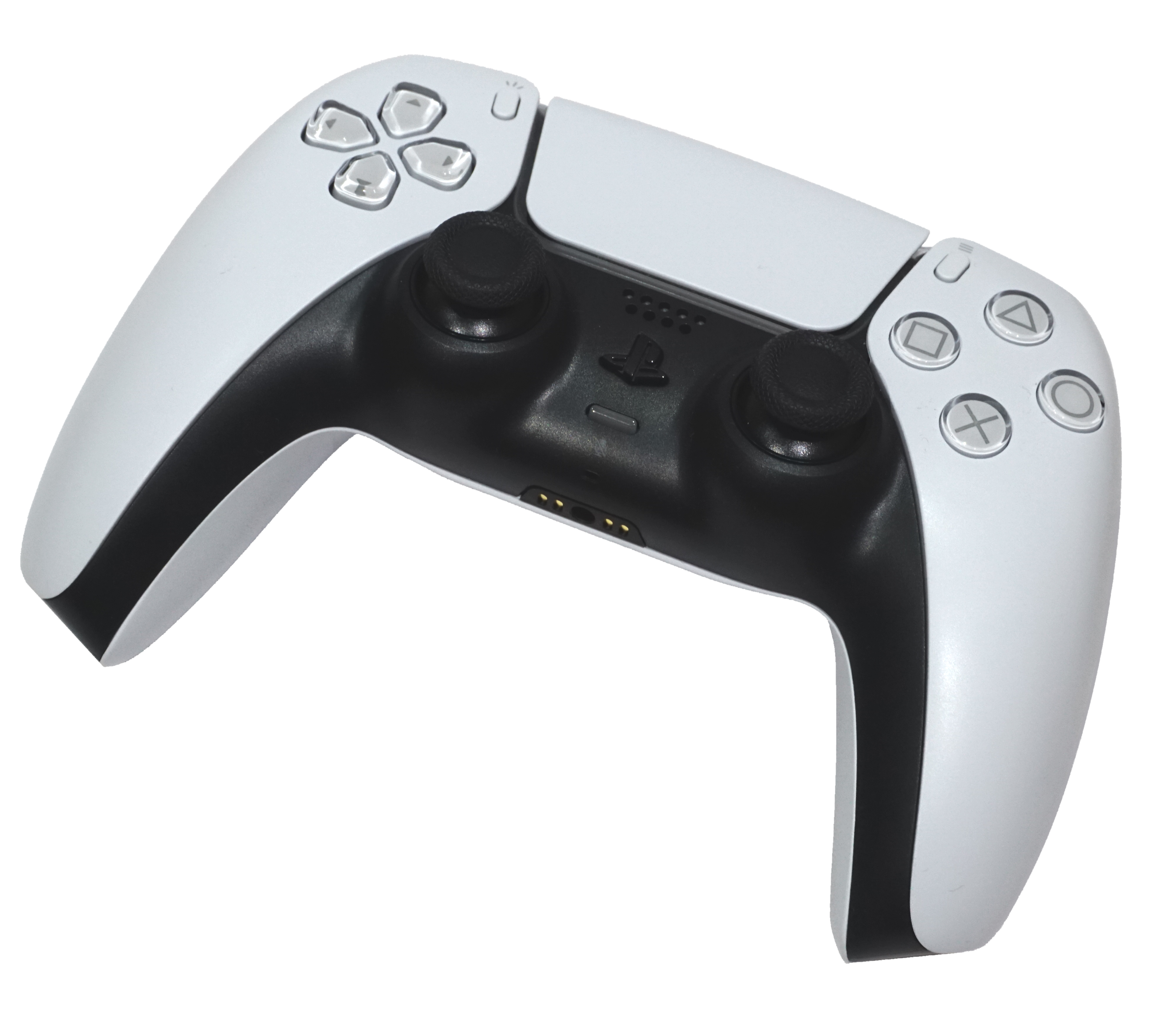
듀얼센스 컨트롤러
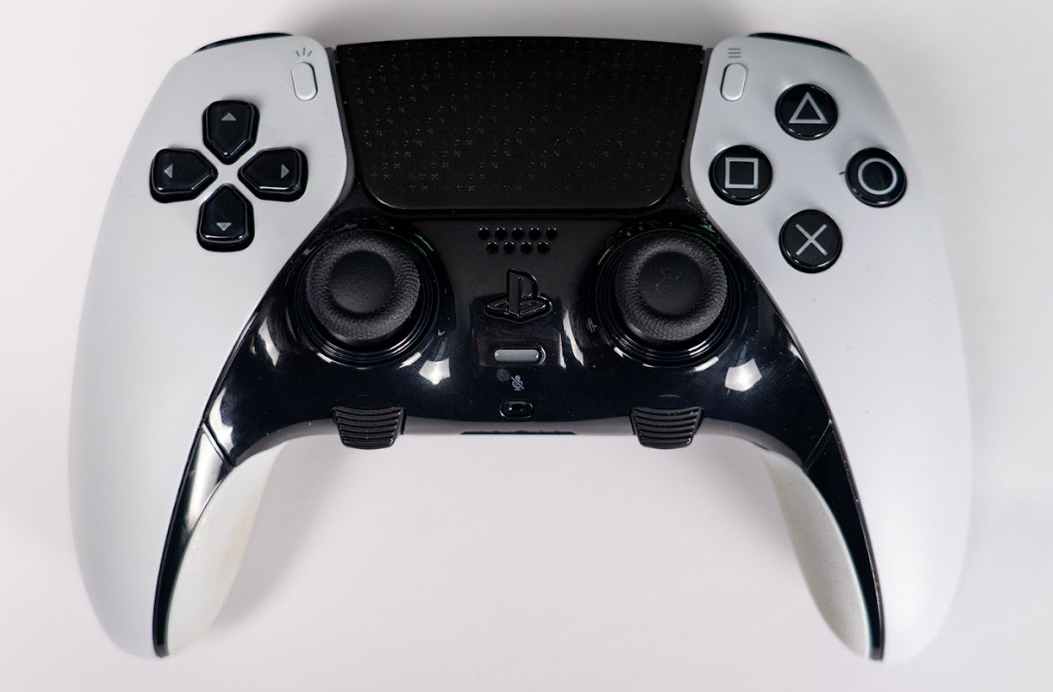
듀얼센스 엣지 컨트롤러

1998년에 출시된 플레이스테이션용 듀얼쇼크 컨트롤러는 이전 모델인 듀얼 아날로그를 계승하여 플레이스테이션 브랜드 컨트롤러 중 가장 오래 지속되는 시리즈가 되었다. 오리지널 디지털 컨트롤러의 입력(, , , , L1, L2, R1, R2, 시작, 선택 및 십자 패드) 외에도 듀얼쇼크는 이전 듀얼 아날로그 컨트롤러와 유사한 방식으로 두 개의 아날로그 스틱을 특징으로 하며, 이 스틱은 L3 및 R3 버튼을 활성화하기 위해 누를 수도 있다.
듀얼쇼크 시리즈는 네 가지 컨트롤러로 구성된다. 플레이스테이션용으로 출시된 네 번째 컨트롤러인 듀얼쇼크, 플레이스테이션 2용으로 출시된 유일한 표준 컨트롤러인 듀얼쇼크 2, 플레이스테이션 3용으로 출시된 두 번째이자 현재 컨트롤러인 듀얼쇼크 3, 그리고 대규모 재설계를 거쳐 플레이스테이션 4의 기본 입력 장치가 된 듀얼쇼크 4가 있다. 이 컨트롤러는 출시 당시 PS3와 USB로만 호환되었지만, 펌웨어 업데이트를 통해 블루투스 연결도 가능해졌다. SIXAXIS는 플레이스테이션 3의 첫 공식 컨트롤러로, 듀얼쇼크 시리즈와 동일한 디자인을 기반으로 하지만 듀얼쇼크 시리즈 컨트롤러의 진동 모터는 없다.
듀얼 아날로그와 마찬가지로 듀얼쇼크 및 듀얼쇼크 2는 아날로그 스틱 사이의 "아날로그" 버튼을 사용하여 아날로그 스틱을 켜고 끈다(오리지널 컨트롤러의 디지털 입력만 지원하는 게임에 사용). 플레이스테이션 3 SIXAXIS 및 듀얼쇼크 3 컨트롤러에서는 아날로그 스틱이 항상 활성화되어 있다. SIXAXIS부터는 '플레이스테이션 버튼'(통합된 PS 로고가 특징이며 엑스박스 360 "가이드" 버튼과 기능이 유사함)이 컨트롤러에 포함되었다. 플레이스테이션 버튼은 듀얼쇼크 및 듀얼쇼크 2 컨트롤러의 "아날로그" 버튼을 대체한다. PS3에서 PS 버튼을 누르면 XMB가 나타나고, 길게 누르면 시스템 옵션(PS4에서는 "빠른 메뉴"로 알려짐)이 나타난다(예: 게임 종료, 컨트롤러 설정 변경, 시스템 끄기, 컨트롤러 끄기).

### 플레이스테이션 무브
플레이스테이션 무브는 소니 컴퓨터 엔터테인먼트(SCE)의 플레이스테이션 3 비디오 게임 콘솔용 모션 감지 게임 컨트롤러 플랫폼이다. 휴대용 모션 컨트롤러 지팡이를 기반으로 하는 플레이스테이션 무브는 플레이스테이션 아이 웹캠을 사용하여 지팡이의 위치를 추적하고 지팡이의 관성 센서를 사용하여 움직임을 감지한다. 2009년 6월 2일 처음 공개된 플레이스테이션 무브는 2010년 3분기/4분기에 출시되었다. 출시 시점에 제공된 하드웨어에는 주요 플레이스테이션 무브 모션 컨트롤러와 선택 사항인 플레이스테이션 무브 서브 컨트롤러가 포함되었다.
플레이스테이션 무브는 기존 플레이스테이션 3 콘솔에 구현되지만, 소니는 무브의 데뷔를 자체적인 주요 "플랫폼 출시"로 간주하며, 이를 지원하기 위한 공격적인 마케팅 캠페인을 계획하고 있다. 컨트롤러를 개별적으로 판매하는 것 외에도, 소니는 플레이스테이션 무브 하드웨어용 여러 다른 번들 옵션도 제공할 계획이다. 여기에는 PS Eye, 무브 모션 컨트롤러, 데모/샘플러 디스크가 포함된 스타터 키트가 US$100 미만으로 책정되었으며, PS3 콘솔, 듀얼쇼크 3 게임패드, PS Eye, 무브 모션 컨트롤러가 포함된 전체 콘솔 팩, 그리고 무브 모션 컨트롤러와 일부 게임이 포함된 번들이 있다.

## 기타 하드웨어

### 포켓스테이션
포켓스테이션은 소니 컴퓨터 엔터테인먼트가 오리지널 플레이스테이션용으로 개발한 메모리 카드 주변기기였다. 소니는 이를 메모리 카드와 소형 개인 정보 단말기의 조합으로 분류했다. 1999년 1월 23일 일본에서만 출시되었으며, 흑백 LCD, 스피커, 실시간 시계 및 적외선 통신 기능을 갖추고 있었다. 플레이스테이션 메모리 카드 슬롯에 연결하여 표준 플레이스테이션 메모리 카드로도 사용할 수 있었다. 일본에서 엄청난 인기를 끌었으며, 소니는 원래 미국 출시 계획을 가지고 있었지만 다양한 제조 및 공급-수요 문제로 인해 결국 계획은 취소되었다.

### PSone용 LCD 화면
2000년에 출시된 선택 사항인 5인치 LCD 화면(SCPH-131)은 PSone(오리지널 플레이스테이션의 재설계 버전)용으로 출시되었으며, 내장 스피커와 헤드폰 잭, AV 입력 잭을 갖추고 있었다. 2002년에는 "콤보 팩"이라는 이름으로 PSone과 함께 번들로 포함되었다.

### PSX (2003)
2003년 일본에서만 출시된 소니 PSX는 완벽하게 통합된 DVR 및 플레이스테이션 2 비디오 게임 콘솔이었다. 이 기기는 소니 제품 중 처음으로 XrossMediaBar(XMB)를 활용했으며, USB를 통해 비디오 및 음악을 전송하기 위해 플레이스테이션 포터블과 연결할 수 있었다. 또한 비디오, 사진 및 오디오 편집을 위한 소프트웨어 기능도 제공한다. PSX는 내부 광대역 어댑터를 사용하여 온라인 게임 호환성을 지원한다. PS2 HDD를 활용하는 게임(예: 파이널 판타지 XI)도 지원된다. 이 기기는 소니가 플레이스테이션 브랜드로 출시한 제품 중 자체적으로 컨트롤러를 포함하지 않은 첫 번째 제품이었다.

### 텔레비전 세트
2010년에 출시된 소니 브라비아 KDL22PX300은 플레이스테이션 2 콘솔과 4개의 HDMI 포트가 통합된 22인치(56cm) 720p 텔레비전이다.
2011년 말에 플레이스테이션 3D 디스플레이라는 공식 명칭의 24인치 1080p 플레이스테이션 브랜드 3D 텔레비전이 출시되었다. 이 3D 텔레비전의 특징은 시뮬뷰(SimulView)이다. 멀티플레이어 게임 중 각 플레이어는 분할 화면이 아닌, 각자의 3D 안경을 통해 해당 플레이어의 화면만 텔레비전에 (풀 HD로) 표시된다(예: 플레이어 1은 자신의 3D 안경을 통해 플레이어 1의 화면만 본다).

### PlayTV
PlayTV는 플레이스테이션 3의 애드온 장치로, PS3가 HDTV 또는 DTV 수신기 및 디지털 비디오 레코더(DVR) 역할을 할 수 있도록 한다.

### 소니 에릭슨 엑스페리아 플레이
엑스페리아 플레이는 소니 에릭슨이 게이머를 겨냥해 개발한, 슬라이드업 게임패드를 탑재한 안드로이드 기반 스마트폰으로, 플레이스테이션 인증을 받은 최초의 스마트폰이다.

### 소니 태블릿
소니 태블릿은 2011년, 2012년, 2013년에 출시된 플레이스테이션 인증 안드로이드 태블릿이다. 이들은 플레이스테이션 3 컨트롤러와 연결되며, 독점 애플리케이션을 사용하여 플레이스테이션 네트워크와 통합된다. 2011년부터 2013년 사이에 다음과 같은 모델이 출시되었다: S, 소니 태블릿 S, 소니 태블릿 P, 엑스페리아 태블릿 S 및 엑스페리아 태블릿 Z.

### 플레이스테이션 TV
플레이스테이션 TV는 아시아에서는 플레이스테이션 비타 TV로 알려진 마이크로콘솔이며 플레이스테이션 비타 휴대용 기기의 비휴대용 변형 모델이다. 2013년 9월 9일 소니 컴퓨터 엔터테인먼트 재팬 프레젠테이션에서 발표되었다. 디스플레이 화면이 없는 대신, HDMI를 통해 텔레비전에 연결된다. 사용자는 듀얼쇼크 3 컨트롤러를 사용하여 플레이할 수 있지만, 컨트롤러와 휴대용 기기 간의 기능 차이로 인해 시스템의 터치스크린, 후면 터치패드, 마이크 또는 카메라에 의존하는 일부 게임은 PS TV와 호환되지 않는다. 이 기기는 100개 이상의 비타 게임과 다양한 디지털 플레이스테이션 포터블, 플레이스테이션 및 PC 엔진 타이틀과 호환된다고 한다. 이 시스템은 플레이스테이션 4와의 리모트 플레이 호환성을 지원하여 플레이어가 PS4에서 PS TV에 연결된 별도의 TV로 게임을 스트리밍할 수 있으며, 훌루 및 니코니코와 같은 비디오 서비스에서 콘텐츠를 스트리밍하고 플레이스테이션 스토어에 액세스할 수도 있다. 이 시스템은 일본에서 2013년 11월 14일, 북아메리카에서 2014년 10월 14일, 유럽 및 오스트랄라시아에서 2014년 11월 14일에 출시되었다.

### 플레이스테이션 VR
플레이스테이션 VR은 소니 컴퓨터 엔터테인먼트에서 생산하는 가상 현실 기기이다. 5.7인치 1920×1080 해상도 OLED 디스플레이를 특징으로 하며, 120Hz로 작동하여 흐림 현상을 없애고 부드러운 이미지를 생성할 수 있으며, 지연 시간은 18ms 미만으로 낮다. 또한, 두 세트의 이미지를 생성하는데, 하나는 TV에 표시되고 다른 하나는 헤드셋용이며, 플레이어가 모든 각도에서 소리를 들을 수 있도록 3D 오디오 기술을 포함한다. 플레이스테이션 VR은 2016년 10월에 출시되었다.

### 플레이스테이션 클래식
플레이스테이션 클래식은 1994년 오리지널 모델 SCPH-1001 플레이스테이션 콘솔의 소형 버전으로, 20개의 게임과 두 개의 오리지널 스타일 컨트롤러가 사전 로드되어 있다. 오리지널 콘솔 출시 24주년 기념일인 2018년 12월 3일에 출시되었다.

### 이미지 갤러리

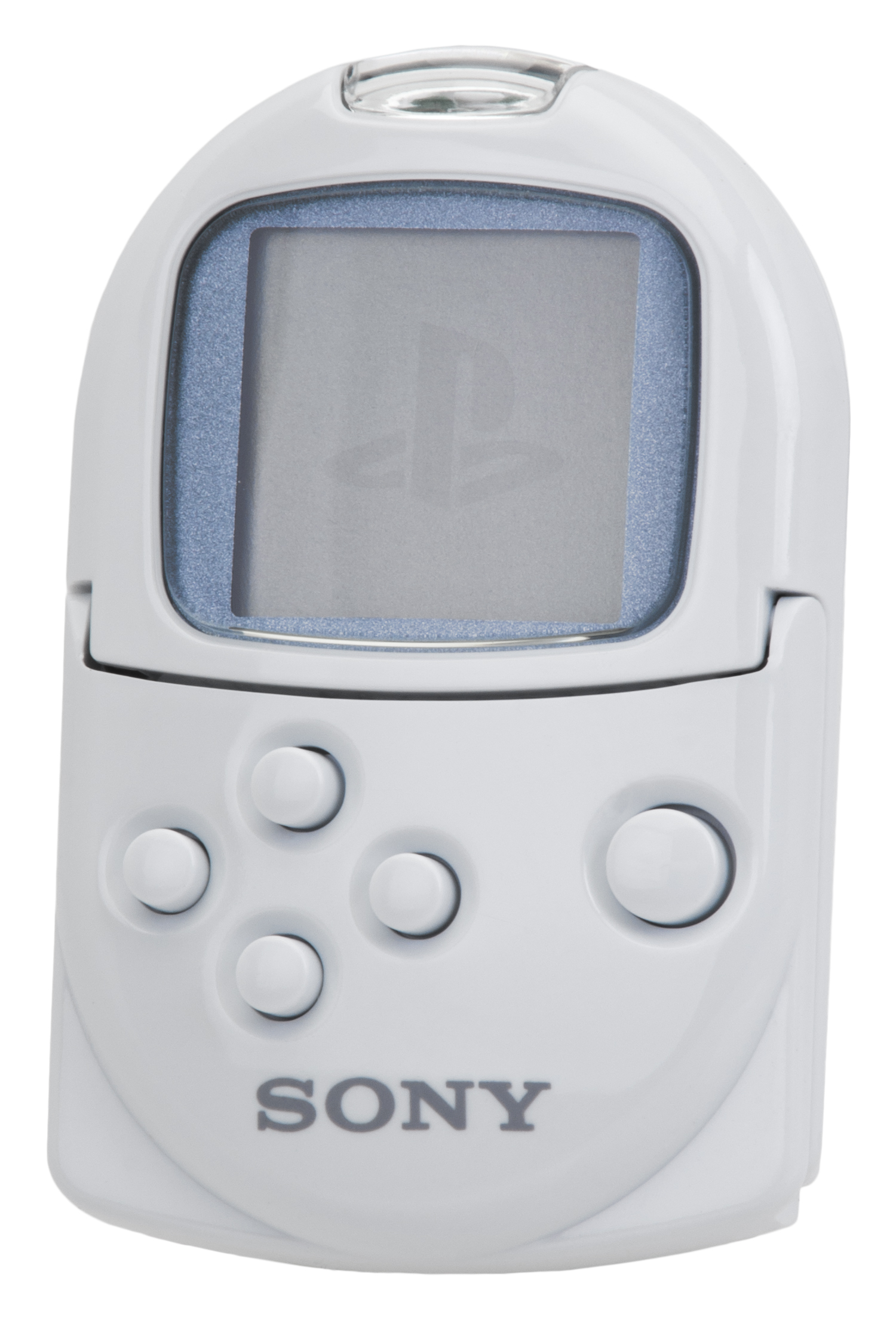
포켓스테이션
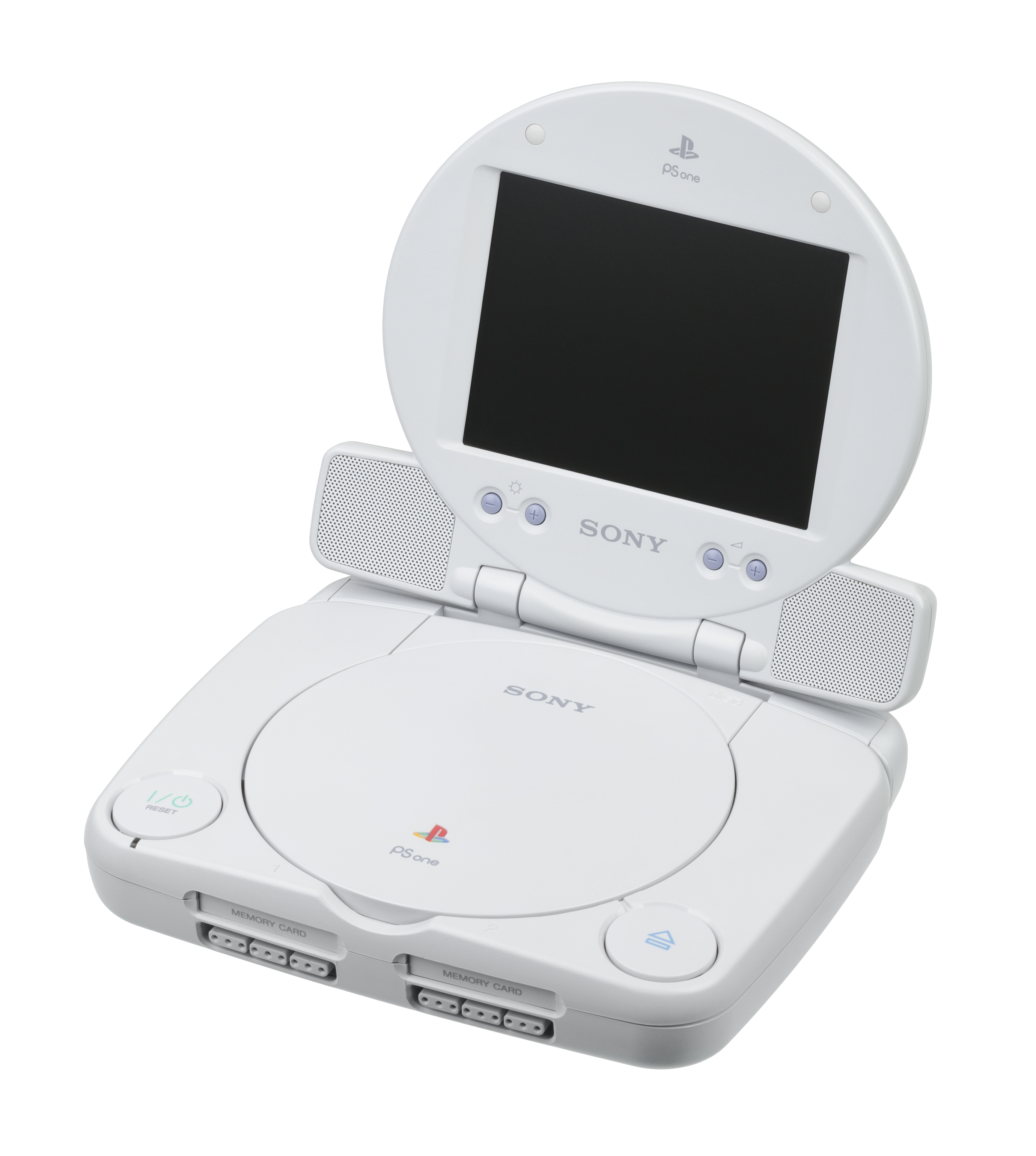
PSone용 LCD 화면
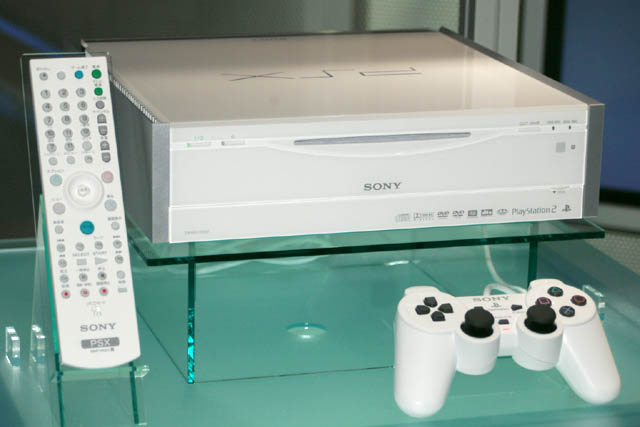
PSX
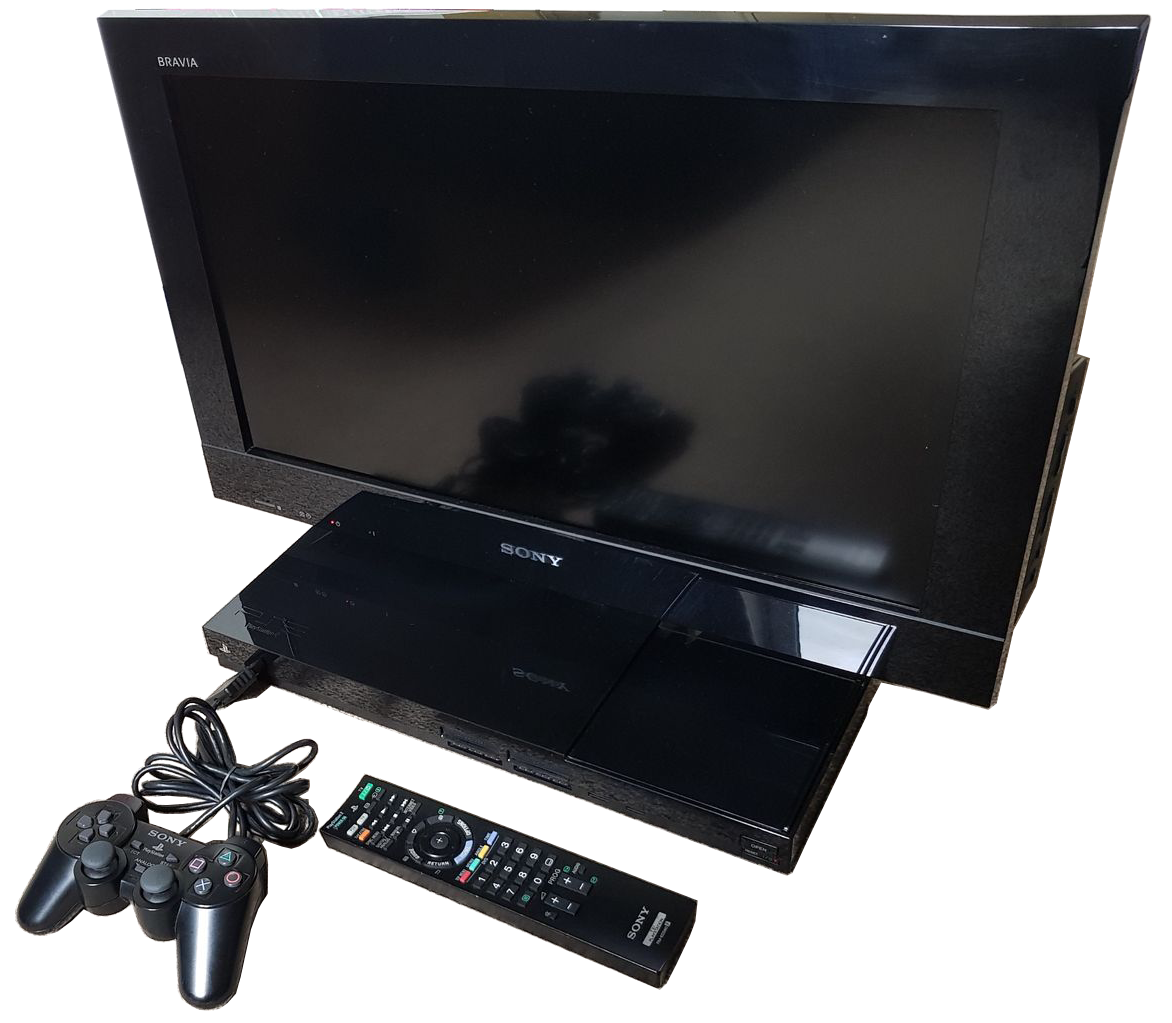
브라비아 KDL22PX300
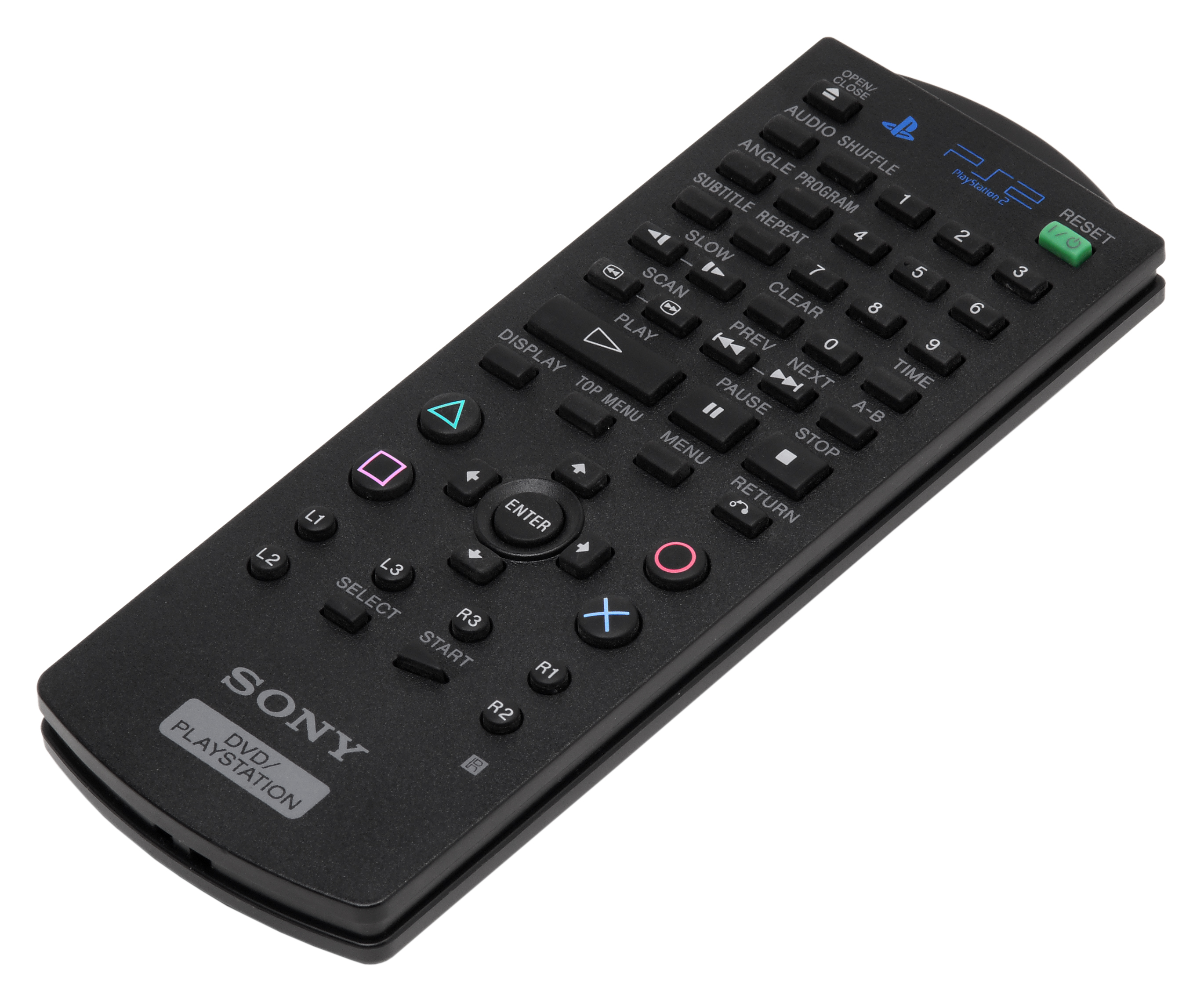
공식 PS2 DVD 리모컨
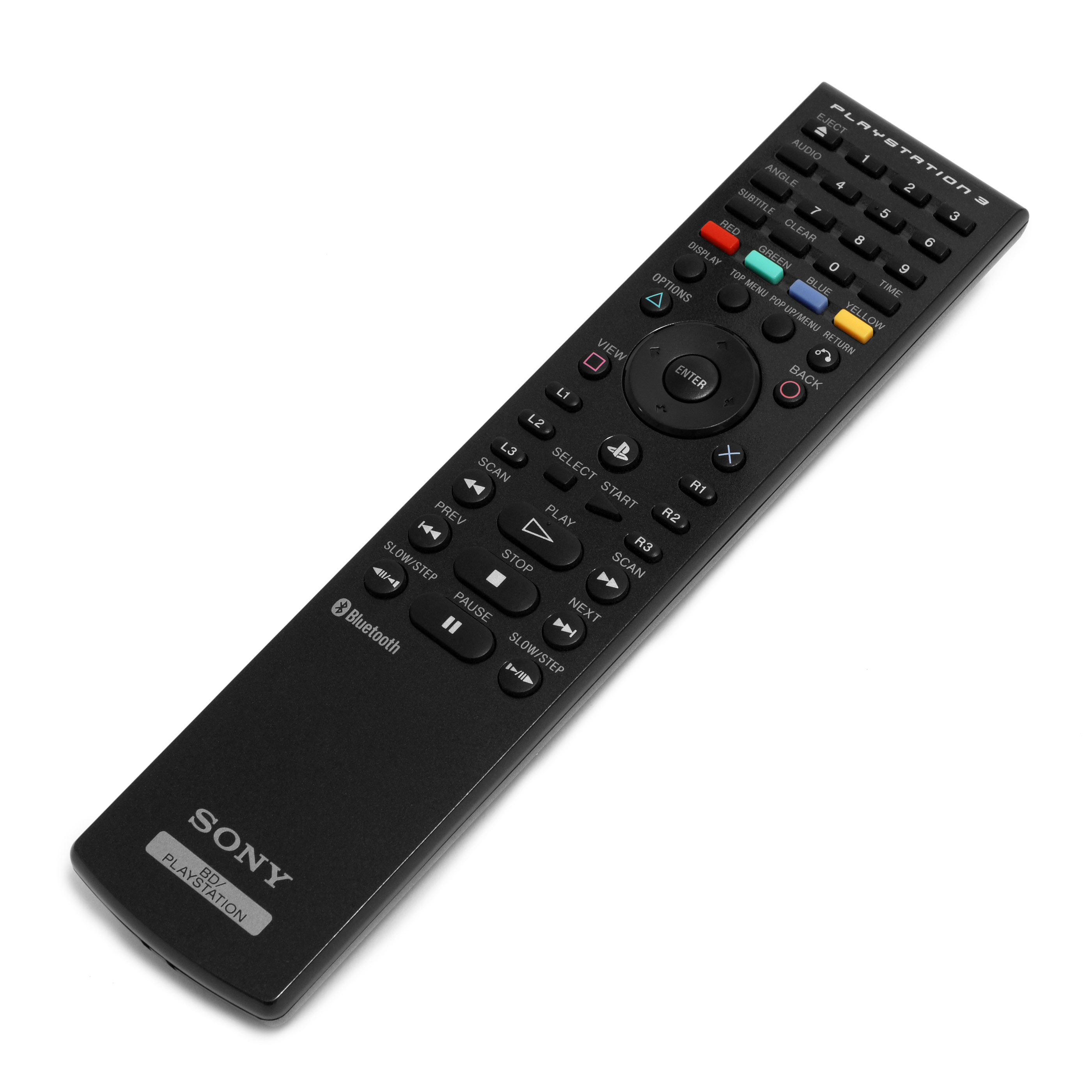
공식 플레이스테이션 3 블루투스 리모컨
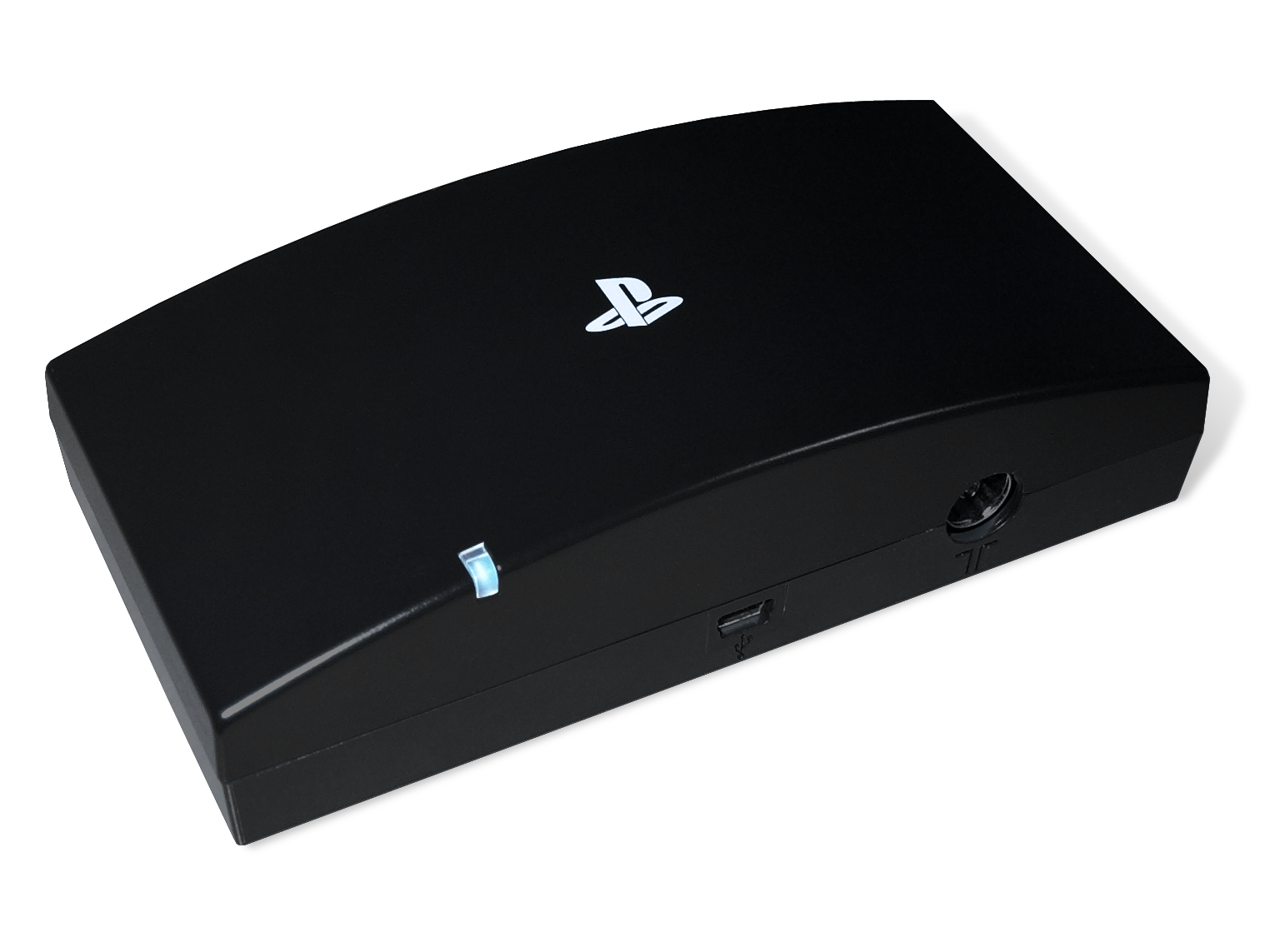
PlayTV
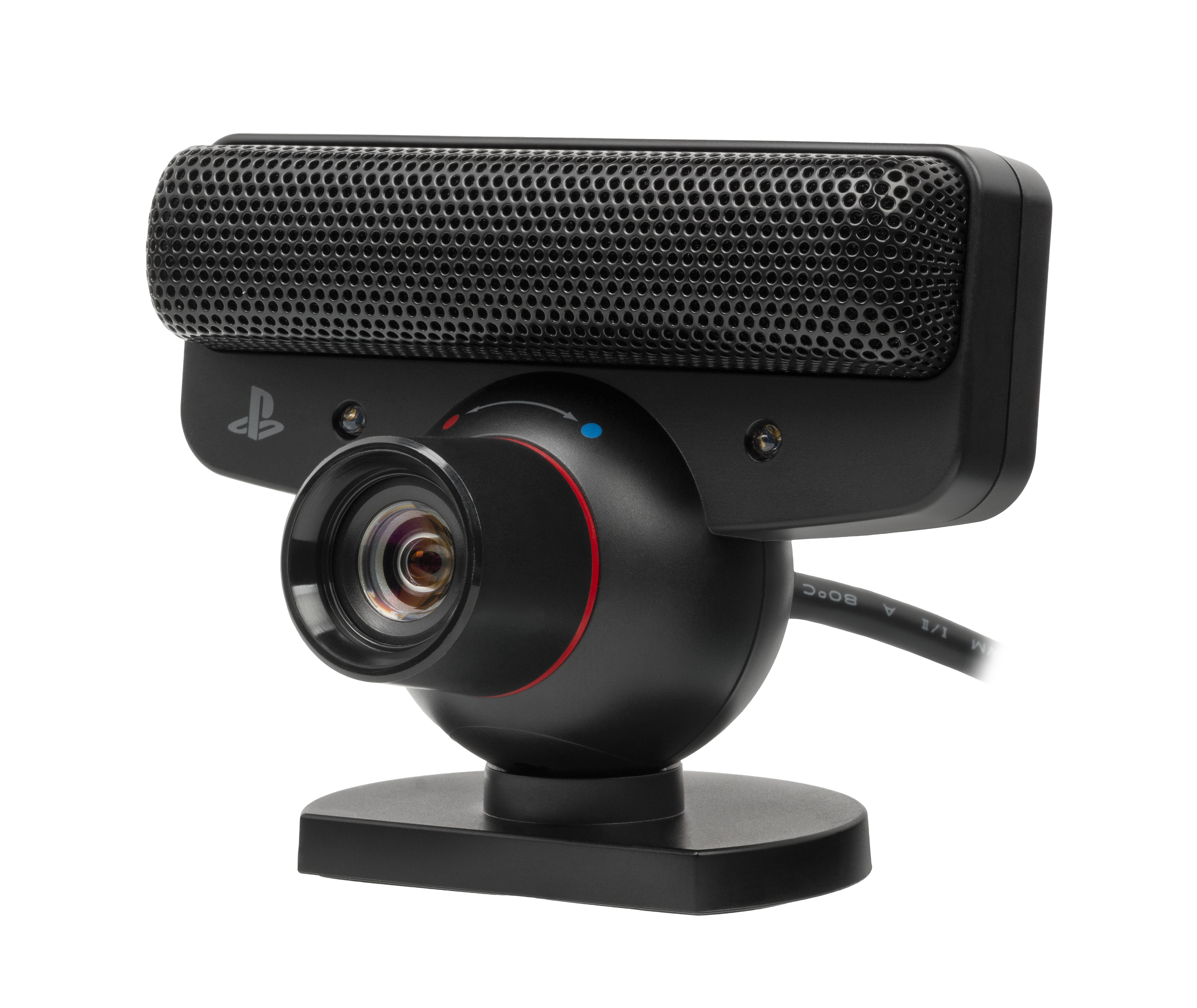
플레이스테이션 아이
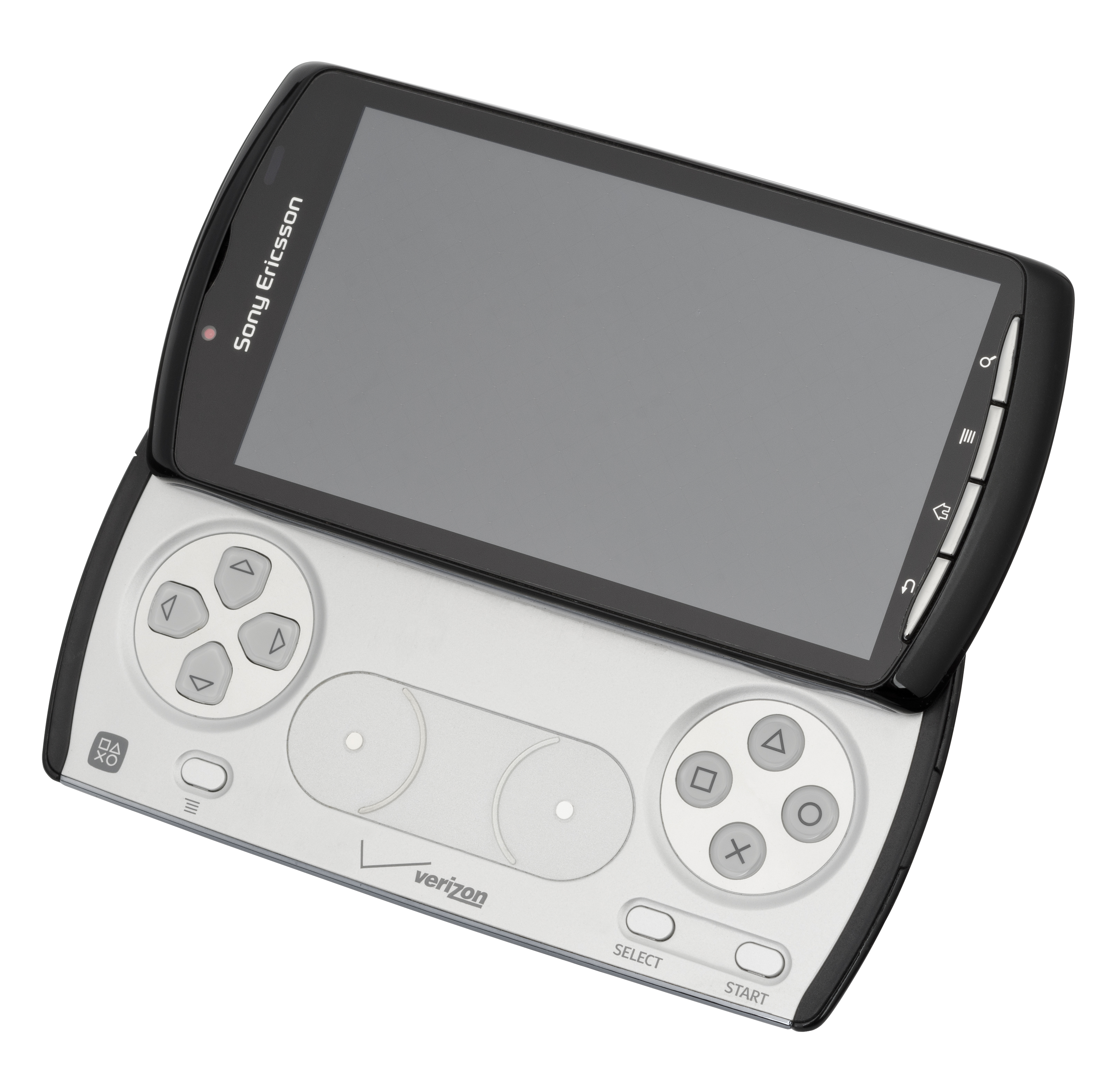
엑스페리아 플레이 (열린 상태)
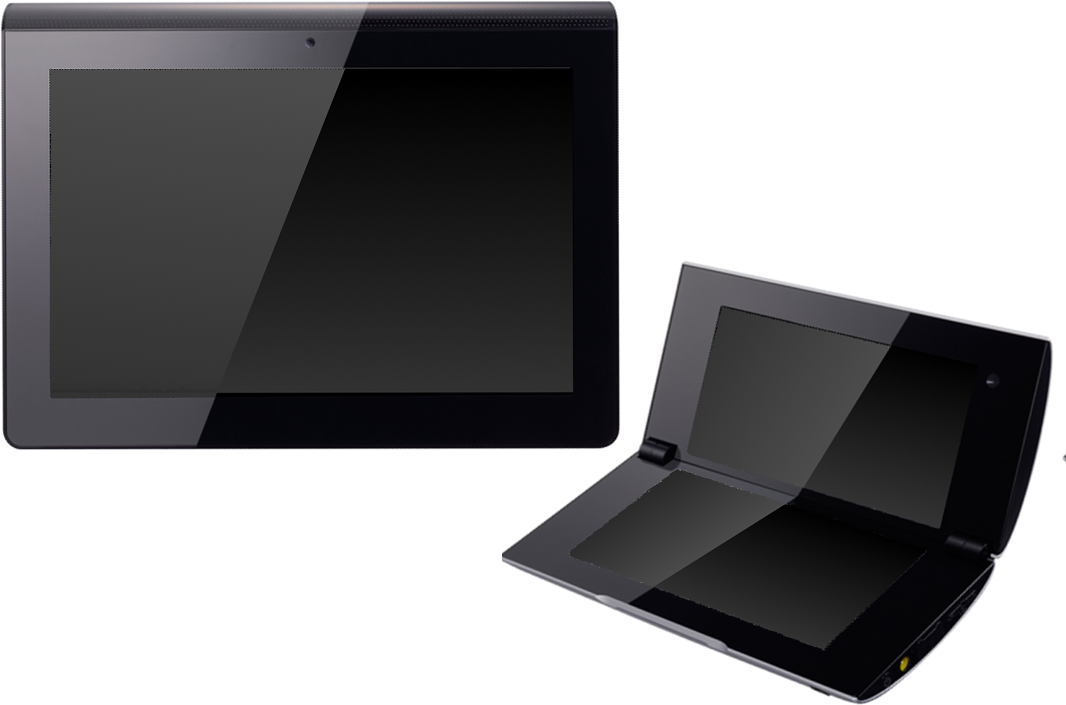
소니 태블릿
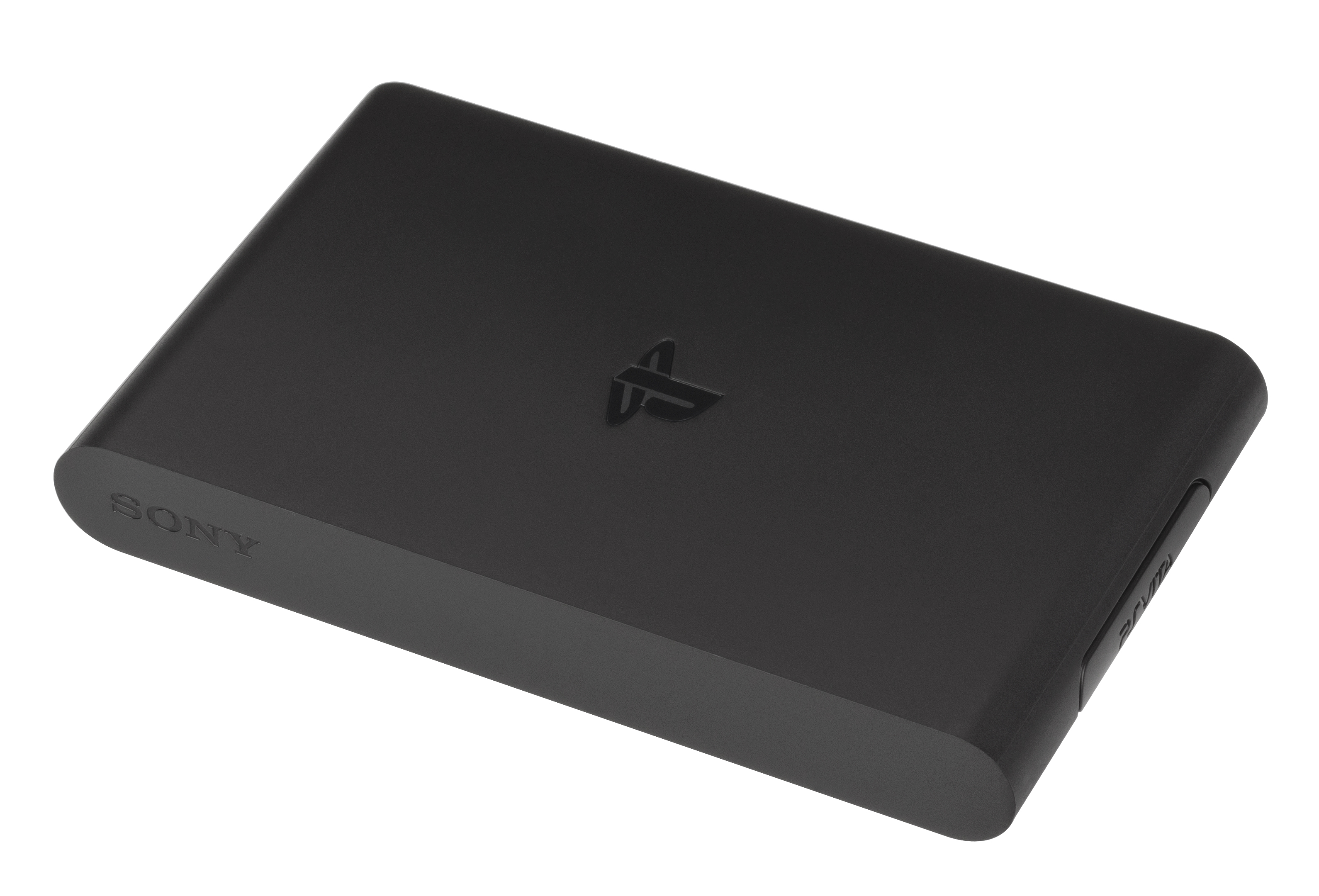
플레이스테이션 TV
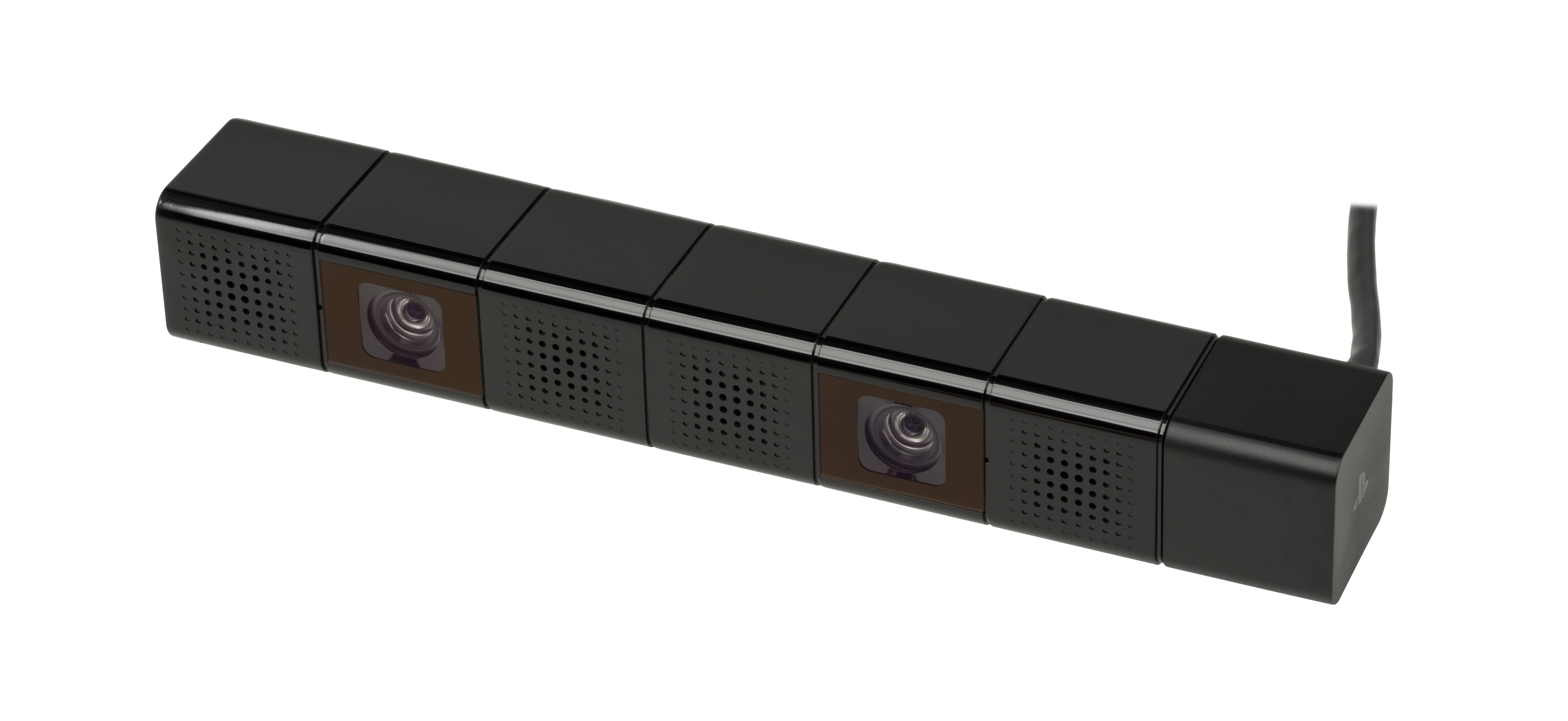
플레이스테이션 카메라
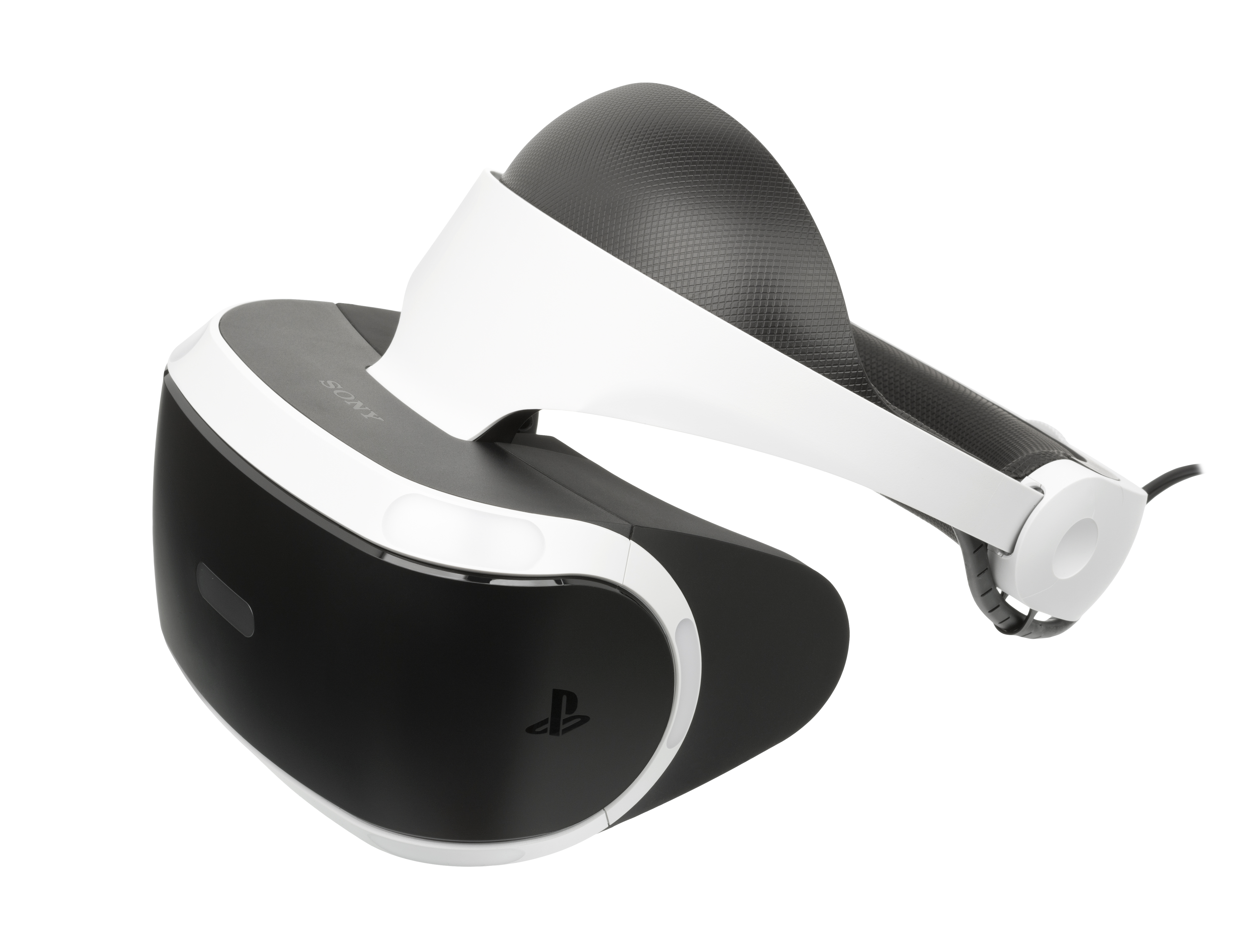
플레이스테이션 VR
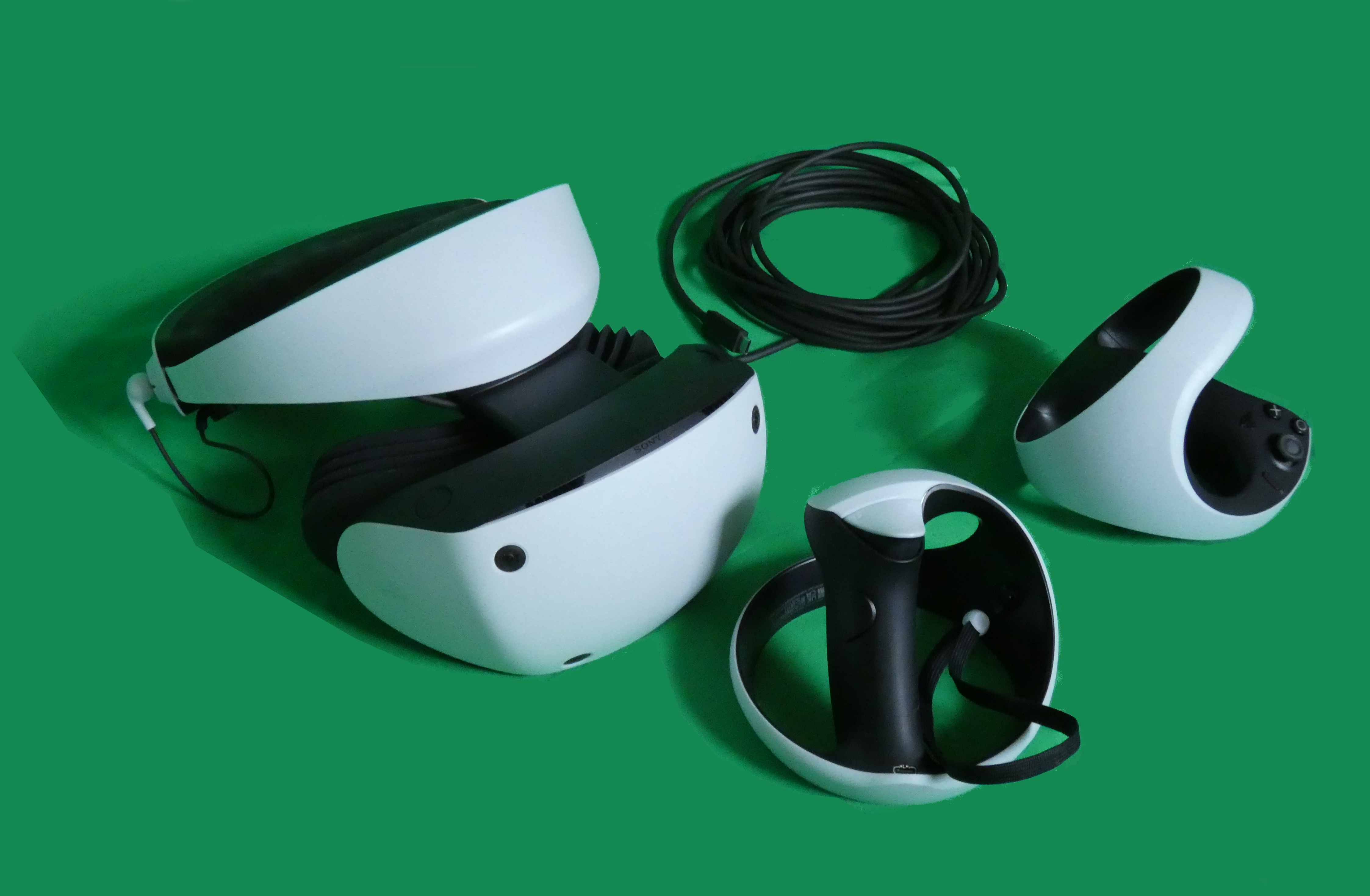
플레이스테이션 VR2
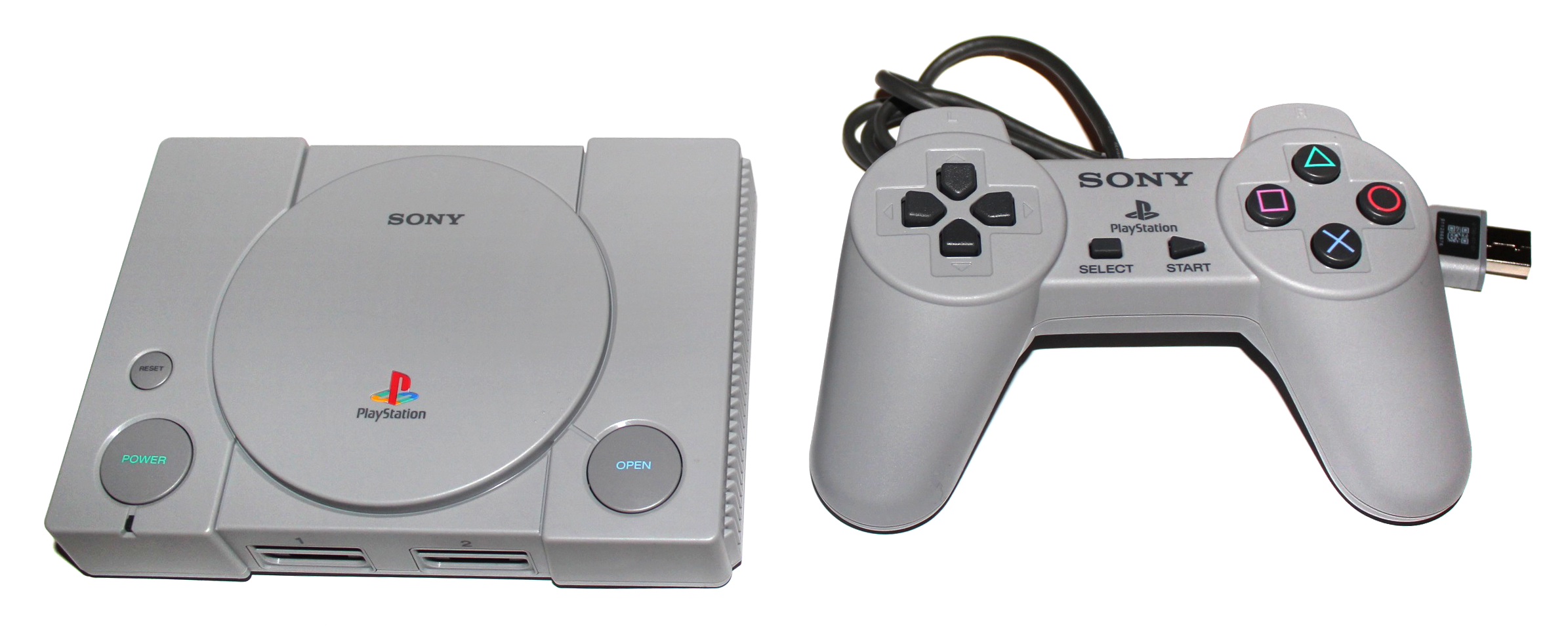
플레이스테이션 클래식

## 게임
각 콘솔에는 다양한 게임이 있다. 플레이스테이션 2, PSX 및 플레이스테이션 3는 하위 호환성을 제공하며 오리지널 플레이스테이션에서 출시된 대부분의 게임을 플레이할 수 있다. 이 중 일부 게임은 플레이스테이션 포터블에서도 플레이할 수 있지만, PS one 클래식 목록에서 플레이스테이션 스토어를 통해 구매 및 다운로드해야 한다. 플레이스테이션 2에서 출시된 게임은 현재 오리지널 콘솔과 PSX 및 하위 호환되는 초기 모델 플레이스테이션 3에서만 플레이할 수 있다. 플레이스테이션 3에는 블루레이 디스크로 출시된 게임과 플레이스테이션 스토어에서 다운로드 가능한 게임 두 가지 유형이 있다. 플레이스테이션 포터블은 물리적 미디어인 유니버설 미디어 디스크와 플레이스테이션 스토어의 디지털 다운로드로 모두 이용 가능한 수많은 게임으로 구성되어 있다. 그러나 일부 게임은 UMD에서만 이용 가능하며 다른 게임은 플레이스테이션 스토어에서만 이용 가능하다. 플레이스테이션 비타는 물리적 미디어인 PlayStation Vita 카드와 플레이스테이션 스토어의 디지털 다운로드로 모두 이용 가능한 게임으로 구성되어 있다.

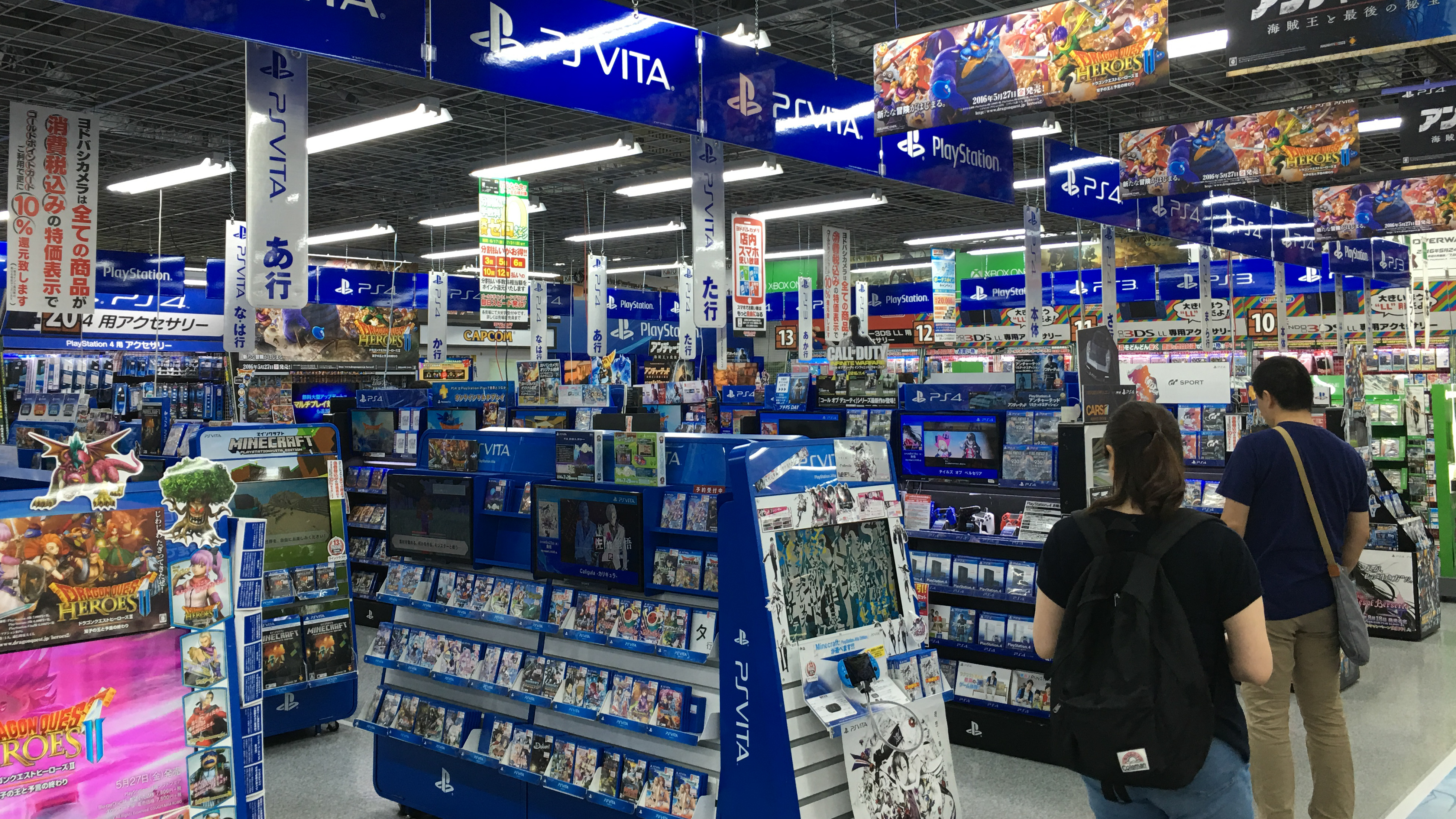
일본 상점의 플레이스테이션 게임
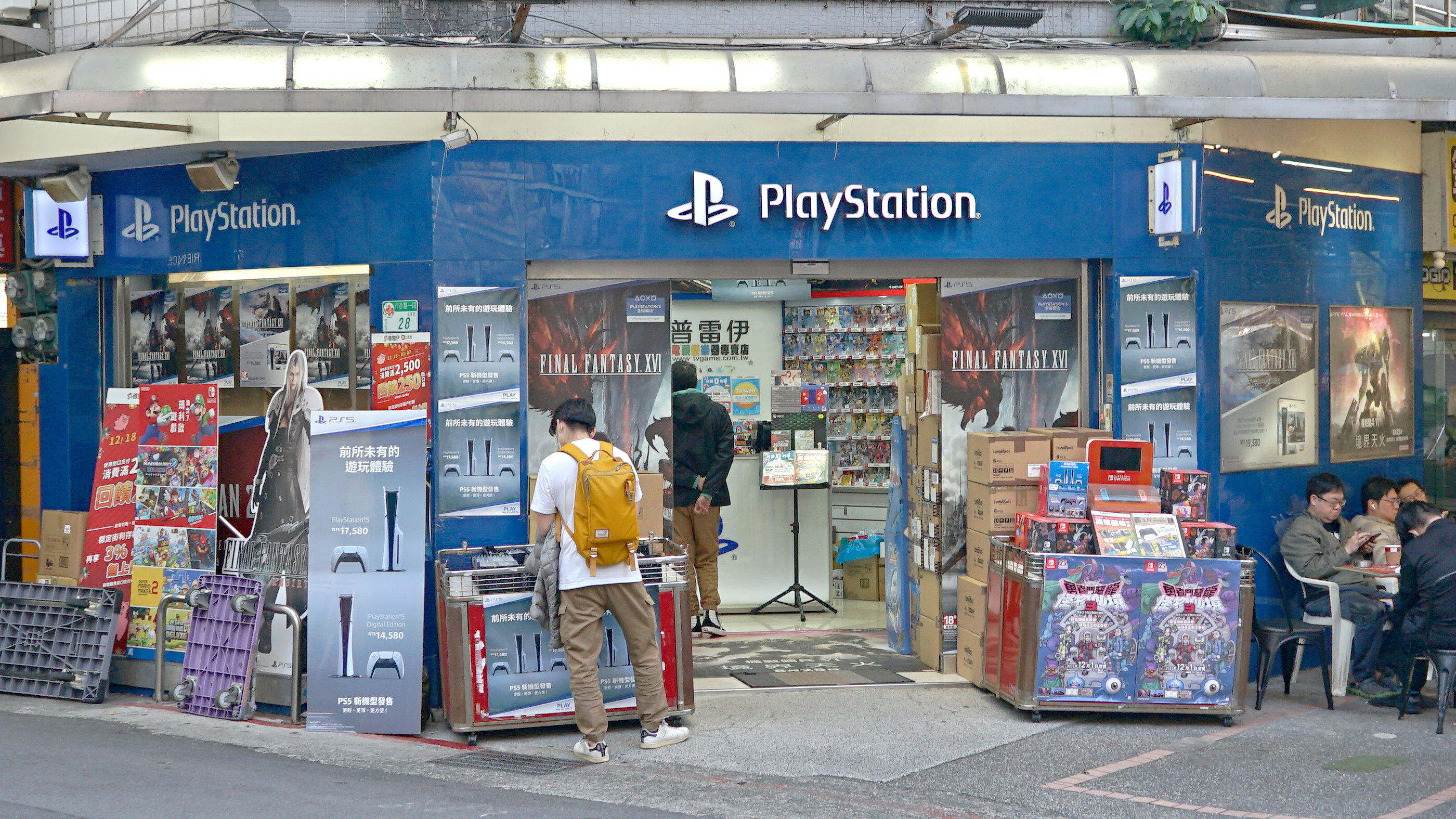
타이완의 플레이스테이션 스토어
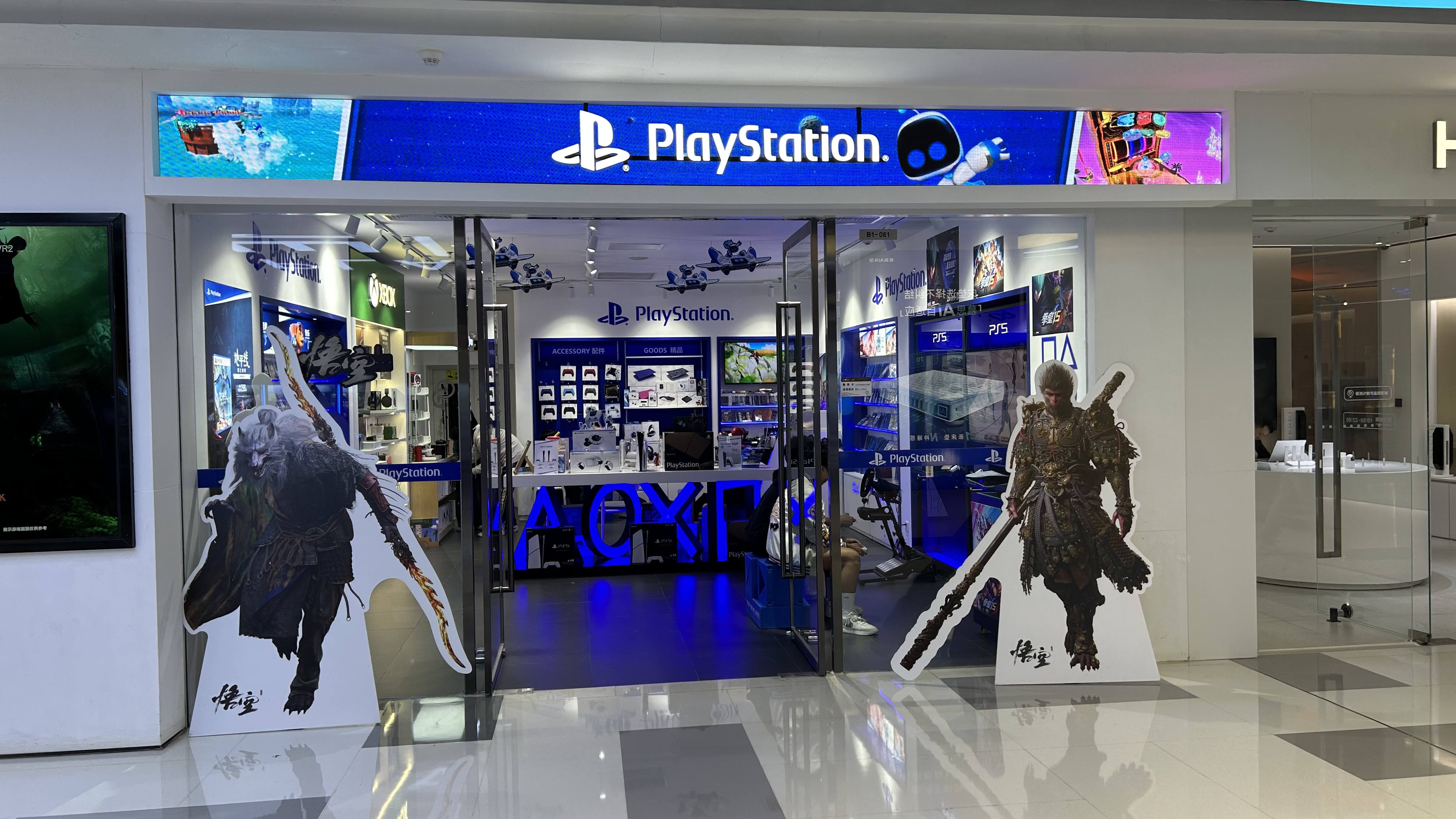
중국의 플레이스테이션 스토어

### 퍼스트 파티 게임

플레이스테이션 스튜디오스 로고

플레이스테이션 스튜디오스는 소니 인터랙티브 엔터테인먼트가 소유한 비디오 게임 개발사 그룹이다. 이 그룹은 플레이스테이션 콘솔 시리즈 전용 비디오 게임 개발에 전념한다. 이 시리즈는 그란 투리스모 레이싱 비디오 게임 시리즈와 같은 여러 베스트셀러 프랜차이즈와 언차티드 시리즈와 같은 비평가들의 찬사를 받은 타이틀을 생산했다. 다른 주목할 만한 프랜차이즈로는 갓 오브 워, 라쳇 & 클랭크, 트위스티드 메탈, 그리고 최근에는 리틀빅플래닛, 인퍼머스, 더 라스트 오브 어스, 스파이더맨 등이 있다.

### 재출시작
그레이티스트 히츠(북미), 플래티넘 레인지(PAL 지역), 더 베스트(일본 및 아시아)는 소니 플레이스테이션, 플레이스테이션 2, 플레이스테이션 3 및 플레이스테이션 포터블 콘솔용으로 소니가 공식적으로 더 낮은 가격에 재출시한 비디오 게임이다. 각 지역에는 재출시 프로그램에 참여하기 위한 자체 자격 요건이 있다. 처음에는 플레이스테이션 시대에 게임이 그레이티스트 히츠 범위에 들어가려면 최소 15만 장(나중에는 25만 장) 이상 판매되고 최소 1년 동안 시장에 나와 있어야 했다. 플레이스테이션 2 시대에는 판매량 최소 요구 사항이 40만 장으로 증가하고 게임이 최소 9개월 동안 시장에 나와 있어야 했다. 플레이스테이션 포터블의 경우, 게임은 최소 9개월 동안 시장에 나와 있고 25만 장 이상 판매되어야 했다. 현재 플레이스테이션 3 게임은 그레이티스트 히츠 기준을 충족하려면 10개월 동안 시장에 나와 있고 최소 50만 장이 판매되어야 한다. PS one 클래식은 원래 플레이스테이션에서 출시되었으며 플레이스테이션 3 및 플레이스테이션 포터블용으로 플레이스테이션 스토어에 재출시된 게임이다. 클래식 HD는 플레이스테이션 2 게임을 플레이스테이션 3용으로 리마스터링하여 단일 디스크에 담고 업스케일된 그래픽, 플레이스테이션 무브 지원, 3D 지원 및 플레이스테이션 네트워크 트로피와 같은 추가 기능을 제공하는 컴필레이션이다. 플레이스테이션 모바일(이전 플레이스테이션 스위트)은 플레이스테이션 인증 안드로이드 기기 및 플레이스테이션 비타를 포함한 여러 기기에서 플레이스테이션 콘텐츠(현재 오리지널 플레이스테이션 게임)를 제공하는 것을 목표로 하는 크로스 플랫폼, 크로스 기기 소프트웨어 프레임워크이다.

### PlayStation Indies
소니는 플레이스테이션 3에 디지털 배급 상점을 통합한 이래로 일반적으로 인디 게임 개발을 지원해왔지만, 처음에는 개발자가 플랫폼에서 인디 게임 인증을 받기 위해 여러 단계를 완료하도록 요구했다. 소니는 플레이스테이션 4로 전환하면서 이 과정을 개선하고 간소화했다.
소니는 플레이스테이션 4에서 플레이스테이션 5로 전환을 준비하면서 2020년 7월 요시다 슈헤이가 이끄는 새로운 플레이스테이션 인디스 프로그램을 도입했다. 이 프로그램의 목표는 플레이스테이션 4 및 5용 새롭고 다가오는 인디 타이틀을 강조하는 것으로, 파라파 더 래퍼, 괴혼, 리틀빅플래닛, 저니와 같은 과거 타이틀과 유사하게 더욱 혁신적이고 참신한 타이틀에 중점을 둔다. 소니는 또한 이 프로그램의 일환으로 플레이스테이션 나우 시리즈에 더 많은 인디 타이틀을 추가할 예정이다.

## 온라인 서비스

### 플레이스테이션 2 온라인 서비스
플레이스테이션 콘솔의 온라인 게임은 2001년 7월 일본에서 플레이스테이션 2의 이름 없는 온라인 서비스가 출시되면서 처음 시작되었다. 이후 2002년 8월 북미에서, 2003년 6월 유럽에서 출시되었다. 이 서비스는 2016년 3월 31일에 중단되었다.

### 플레이스테이션 네트워크
2006년에 출시된 플레이스테이션 네트워크는 온라인 서비스로, 온라인 멀티플레이어 게임 및 디지털 미디어 전송에 중점을 둔다. 이 서비스는 소니 컴퓨터 엔터테인먼트에서 제공 및 운영하며 플레이스테이션 3, 그리고 나중에 플레이스테이션 포터블, 플레이스테이션 비타, 플레이스테이션 4 및 플레이스테이션 5 비디오 게임 콘솔에 구현되었다. 이 서비스는 월 1억 3백만 명 이상의 활성 사용자를 보유하고 있다(2019년 12월 기준). 소니 엔터테인먼트 네트워크는 플레이스테이션 홈, 플레이스테이션 스토어, 트로피와 같은 다른 기능도 제공한다.

### 플레이스테이션 스토어
플레이스테이션 스토어는 플레이스테이션 네트워크를 통해 플레이스테이션 3, 플레이스테이션 4, 플레이스테이션 5 및 플레이스테이션 포터블 게임 콘솔 사용자에게 제공되는 온라인 가상 시장이다. 이 상점은 실제 통화와 플레이스테이션 네트워크 카드를 모두 사용한다. 플레이스테이션 스토어의 게임 콘텐츠는 매주 화요일에 업데이트되며, 구매 및 무료로 이용 가능한 다양한 다운로드 가능 콘텐츠를 제공한다. 이용 가능한 콘텐츠에는 전체 게임, 추가 콘텐츠, 플레이 가능한 데모, 테마 및 게임 및 영화 예고편이 포함된다. 이 서비스는 PS3 및 PSP의 XMB에 있는 아이콘을 통해 액세스할 수 있다. PS3 상점은 PS3에 대한 리모트 플레이 연결을 통해 PSP에서도 액세스할 수 있다. PSP 상점은 PC 애플리케이션인 미디어 고를 통해서도 이용 가능하다. 2009년 9월 24일 현재, 플레이스테이션 스토어에서 전 세계적으로 6억 건 이상의 다운로드가 이루어졌다.
영화 및 TV 프로그램과 같은 비디오 콘텐츠도 플레이스테이션 3 및 PSP의 플레이스테이션 스토어에서 이용할 수 있으며, 2010년 2월부터 일부 새로운 소니 브라비아 텔레비전, 바이오 노트북 컴퓨터 및 소니 블루레이 플레이어에서 이용 가능하게 될 것이다.

### 라이프 위드 플레이스테이션
라이프 위드 플레이스테이션은 플레이스테이션 3에서 이용 가능한 Folding@home 애플리케이션으로, 스탠퍼드 대학교의 Folding@home 분산 컴퓨터 네트워크에 연결되어 사용자가 콘솔의 여유 처리 주기를 프로젝트에 기부할 수 있도록 했다. Folding@home은 스탠퍼드 대학교의 지원을 받으며, 자원봉사자들은 이 프로젝트에 컴퓨팅 파워를 기부함으로써 사회에 기여한다. 이 프로젝트를 통해 이루어진 연구는 궁극적으로 중요한 치료법 개발에 기여할 수 있다. Folding@home 클라이언트는 소니 컴퓨터 엔터테인먼트가 스탠퍼드 대학교와 협력하여 개발했다. 라이프 위드 플레이스테이션은 또한 지구의 3D 가상 보기를 포함하고 전 세계 여러 도시와 국가의 현재 날씨 및 뉴스 정보를 제공하며, 역사 유적지에 대한 정보를 제공하는 세계유산 채널과 전 세계의 커뮤니티 및 문화에 대한 정보를 공유하도록 설계된 프로젝트인 유나이티드 빌리지 채널을 포함했다. 2012년 10월 24일 플레이스테이션 3 시스템 소프트웨어 업데이트 버전 4.30부터 라이프 위드 플레이스테이션 프로젝트는 종료되었다.

### 플레이스테이션 플러스
플레이스테이션 네트워크의 구독 기반 서비스인 플레이스테이션 플러스는 표준 PSN 서비스를 보완한다. 이 서비스는 게임 패치 및 시스템 소프트웨어 업데이트에 대한 자동 다운로드 기능을 제공한다. 구독자는 일부 베타, 게임 데모, 프리미엄 다운로드 가능 콘텐츠(예: 인퍼머스 및 리틀빅플래닛과 같은 리테일 게임의 전체 게임 체험판) 및 기타 플레이스테이션 스토어 항목에 조기 또는 독점 액세스할 수 있으며, 코어의 무료 구독도 제공된다. 기타 다운로드 가능 항목에는 플레이스테이션 스토어 할인 및 무료 플레이스테이션 네트워크 게임, PS one 클래식, 플레이스테이션 미니, 테마 및 아바타가 포함된다. 14일 무료 체험을 제공한다.

### 플레이스테이션 블로그
플레이스테이션 블로그(PlayStation.Blog로 스타일링)는 플레이스테이션 네트워크의 일부인 플레이스테이션 중심 온라인 게임 블로그이다. 2007년 6월 11일에 출시되었으며, 스퀘어 에닉스와 같은 서드파티 회사와의 수많은 인터뷰를 특징으로 한다. 소니 인터랙티브 엔터테인먼트 고위 임원들의 게시물을 특징으로 한다. 플레이스테이션 블로그 셰어라는 블로그의 하위 사이트는 2010년 3월 17일에 출시되었으며, 블로그 독자 및 플레이스테이션 블로그 사용자가 플레이스테이션 관련 아이디어를 플레이스테이션 팀에 제출하고 다른 제출물의 아이디어에 투표할 수 있도록 했다. Sony Computer Entertainment Europe은 2009년 5월 28일 유럽 하위 채널인 플레이스테이션 블로그 유럽을 출시하여 4월 17일에 폐쇄된 "반공식" 사이트 쓰리 스피치(Three Speech)를 대체했다. 이 지점은 2020년 6월 1일 주요 채널에 통합되었다.

### 플레이스테이션 앱
플레이스테이션 앱은 iOS(버전 4 이상) 및 안드로이드(버전 1.6 이상)용으로 2011년 1월 11일 여러 유럽 국가에서 출시된 애플리케이션으로, 2014년 3월 2일 현재 360만 회 이상 설치되었다. 이 앱을 통해 사용자는 트로피를 확인하고, 온라인 상태인 PSN 친구를 확인하며, 플레이스테이션에 대한 최신 정보를 읽을 수 있다. 게임 기능은 포함되어 있지 않다.

### 플레이스테이션 모바일
플레이스테이션 모바일(이전 플레이스테이션 스위트)은 안드로이드 2.3 이상을 실행하는 기기 및 플레이스테이션 비타에 다운로드 가능한 플레이스테이션 콘텐츠를 제공하는 데 사용될 소프트웨어 프레임워크이다. 이 프레임워크는 크로스 플랫폼 및 크로스 기기이며, 소니가 "하드웨어 중립"이라고 부르는 것이다. 2011년 말 이전에 출시될 예정이었다. 또한 플레이스테이션 스위트 콘텐츠를 원활하게 재생할 수 있도록 인증된 안드로이드 기기는 플레이스테이션 인증 인증을 받게 된다.

### 플레이스테이션 나우
플레이스테이션 나우(PS Now)는 가이카이 기반의 비디오 게임 스트리밍 서비스로, 플레이스테이션 3(PS3), 플레이스테이션 4(PS4), 플레이스테이션 5(PS5), 플레이스테이션 비타, 플레이스테이션 TV 및 BRAVIA 텔레비전에 플레이스테이션 게임 콘텐츠를 제공하는 데 사용되었다. 이 서비스는 사용자가 선택된 오리지널 플레이스테이션 3 타이틀에 대해 게임당 또는 구독을 통해 요금을 지불할 수 있도록 했다. 플레이스테이션 나우는 2014년 1월 7일 2014년 CES에서 발표되었다. CES에서 소니는 브라비아 TV와 플레이스테이션 비타에서 PS Now를 통해 플레이할 수 있는 더 라스트 오브 어스, 갓 오브 워: 어센션, 퍼피티어, 비욘드: 투 소울즈의 데모를 선보였다. 플레이스테이션 나우는 2014년 7월 31일 PS4에서 미국과 캐나다에서 오픈 베타로 출시되었고, 2014년 9월 18일 PS3에서, 2014년 10월 14일 PS 비타와 PS TV에서 출시되었으며, 2014년 말에는 일부 2014년 브라비아 TV 지원이 추가되었다. 2022년 5월과 6월에 플레이스테이션 플러스에 통합되었으며, 더 이상 독립적인 구독으로는 이용할 수 없다.

### 온라인 소셜 네트워킹 서비스

#### 플레이스테이션 홈
플레이스테이션 홈은 플레이스테이션 네트워크(PSN)의 플레이스테이션 3를 위한 커뮤니티 기반 소셜 게임 네트워킹 서비스이다. 플레이스테이션 3 크로스미디어바에서 직접 이용할 수 있다. 회원 가입은 무료이며, PSN 계정만 있으면 된다. 홈은 2005년 초부터 개발 중이었으며, 2008년 12월 11일 공개 베타 테스트를 시작했다. 홈은 사용자가 취향에 맞게 사용자 아바타를 만들 수 있도록 한다. 사용자는 기본 제공되거나 구매하거나 얻은 항목으로 아바타의 개인 아파트("HomeSpace")를 장식할 수 있다. 그들은 소니와 파트너가 지속적으로 업데이트하는 홈 세계(지역 간 이동은 제외)를 여행할 수 있다. 세계의 각 부분은 공간으로 알려져 있다. 공개 공간은 단지 전시, 재미 또는 사람들을 만나는 용도일 수 있다. 홈은 싱글 플레이어 또는 멀티 플레이어가 될 수 있는 많은 미니 게임을 특징으로 한다. 사용자는 아바타 또는 HomeSpace를 통해 자신을 더 표현하기 위한 새로운 항목을 쇼핑할 수 있다. 홈은 광고를 위한 많은 장소에 비디오 화면을 특징으로 하지만, 주요 비디오 콘텐츠는 엔터테인먼트를 위해 극장에서 상영된다. 홈은 상품 증정 행사에서 엔터테인먼트 행사까지 다양한 특별 행사를 주최한다. 사용자는 홈을 사용하여 친구와 연결하고 콘텐츠를 사용자 지정할 수도 있다. Xi는 한때 홈의 주목할 만한 기능으로, 홈의 비밀 구역에서 열린 세계 최초의 콘솔 기반 대체 현실 게임이며, nDreams가 만들었다.

#### 플레이스테이션 포터블용 룸
"룸"(공식적으로 R∞M으로 대문자와 무한대 기호가 "oo" 대신 쓰여짐)은 2009년 10월부터 2010년 4월까지 일본에서 베타 테스트 중이었다. 룸 개발은 커뮤니티의 부정적인 피드백으로 인해 2010년 4월 15일에 중단되었다. TGS 2009에서 발표된 이 서비스는 플레이스테이션 홈과 유사한 서비스로, PSP용으로 개발되고 있었다. 플레이스테이션 네트워크 섹션의 XMB에서 직접 실행도 가능하도록 계획되어 있었다. 홈에서와 마찬가지로 PSP 소유자는 다른 PSP 소유자를 자신의 방으로 초대하여 "실시간 통신을 즐길" 수 있었을 것이다. 비공개 베타 테스트는 2009년 4분기에 일본에서 시작되었다.

### 기타
2015년 소니는 플레이스테이션 기어라는 온라인 상품 및 의류 상점을 출시했다. 블룸버그 뉴스의 제이슨 슈라이어는 2021년 12월에 소니가 마이크로소프트의 엑스박스 게임 패스 서비스의 경쟁자로 의도된 스파르타쿠스라는 코드명의 새로운 구독 서비스를 개발 중이며, 2022년 2분기에 출시할 계획이라고 보도했다. 이 다단계 서비스는 플레이스테이션 플러스, 플레이스테이션 나우 및 추가 기능을 통합하며, 가장 비싼 등급은 플레이어에게 플레이스테이션 1, 2, 3 게임에 대한 액세스를 제공할 것이다.

## 소프트웨어

### 크로스미디어바
크로스미디어바는 원래 PSX에서 사용되었던 것으로, 플레이스테이션 3와 플레이스테이션 포터블 및 다양한 다른 소니 기기에서 사용되는 그래픽 사용자 인터페이스이다. 이 인터페이스는 화면에 가로로 퍼져 있는 아이콘을 특징으로 한다. 내비게이션은 커서 대신 아이콘을 이동시킨다. 이 아이콘은 사용자에게 제공되는 옵션을 구성하는 범주로 사용된다. 가로 막대에서 아이콘을 선택하면 그 위와 아래(방향 패드의 위아래 방향으로 선택 가능)에 세로로 여러 개가 더 나타난다. XMB는 게임 내에서도 접근할 수 있지만 제한이 있으며, 플레이어는 게임 내에서 XMB 메뉴의 특정 영역에 접근할 수 있으며, 이는 플레이스테이션 3에서만 가능하다. 이 업데이트를 통해 게임 내에서 사용자 자신의 음악을 재생하는 기능이 추가되었지만, 이 기능은 게임 개발자가 게임에서 이 기능을 활성화하거나 기존 게임을 업데이트해야만 사용할 수 있다.

### 라이브아레아
플레이스테이션 비타에서 사용하도록 설계된 라이브아레아는 플레이스테이션 네트워크를 통해 다양한 소셜 네트워킹 기능을 통합할 그래픽 사용자 인터페이스이다. 사용자를 위한 터치스크린 사용자 인터페이스로 특별히 설계되었다.

### 리눅스 운영 체제

#### 플레이스테이션 2용 리눅스
2002년, 소니는 오리지널 플레이스테이션용 넷 야로제 실험 이후 비디오 게임 콘솔용으로 최초의 유용하고 완전한 기능을 갖춘 운영 체제를 출시했다. 내부 하드 디스크 드라이브와 필요한 소프트웨어 도구가 포함된 이 키트는 플레이스테이션 2를 리눅스를 실행하는 완전한 컴퓨터 시스템으로 전환시켰다. 사용자는 네트워크 어댑터를 사용하여 플레이스테이션 2를 인터넷에 연결하고, 모니터 케이블 어댑터를 사용하여 플레이스테이션 2를 컴퓨터 모니터에 연결하며, USB 키보드와 마우스를 사용하여 플레이스테이션 2에서 리눅스를 제어할 수 있다.

#### 플레이스테이션 3용 리눅스
플레이스테이션 3(플레이스테이션 3 슬림 제외)는 추가 하드웨어 구매 없이 펌웨어 버전 3.21 이전에 리눅스 OS를 실행하는 것을 지원한다. 옐로 도그 리눅스는 다운로드 가능한 공식 배포판을 제공하며, 페도라, 젠투 및 우분투와 같은 다른 배포판도 콘솔에 성공적으로 설치 및 작동되었다. 플레이스테이션 3에서 리눅스를 사용하면 사용자가 7개의 시너지 처리 요소 중 6개에 액세스할 수 있었다. 소니는 RSX에 대한 접근을 제한하는 하이퍼바이저를 구현했다. 플레이스테이션 3에 두 번째 운영 체제를 설치하는 기능은 2010년에 출시된 펌웨어 업데이트에서 제거되었다.

## 미디어

### 잡지
플레이스테이션 브랜드는 플레이스테이션 관련 기사와 스토리를 다루는 다양한 잡지를 여러 대륙에서 발행한다. 이 잡지 중 다수는 소니와 긴밀히 협력하여 종종 플레이스테이션 게임용 데모 디스크와 함께 제공된다. 현재 유통 중인 잡지는 플레이스테이션: 디 오피셜 매거진, 플레이스테이션 오피셜 매거진, 오피셜 플레이스테이션 매거진 (오스트레일리아) 세 가지이다. 그러나 수년에 걸쳐 많은 플레이스테이션 잡지가 생겨났지만 일부는 소멸되기도 했다. 여기에는 오피셜 U.S. 플레이스테이션 매거진, Official UK PlayStation Magazine, Official UK PlayStation 2 Magazine 등이 있다.

### 플레이스테이션 언더그라운드
플레이스테이션 언더그라운드(PlayStation Underground)는 소니 컴퓨터 엔터테인먼트 아메리카가 1997년 봄부터 2001년 봄까지 제작 및 발행한 비전통적인 잡지였다. 구독자들은 매 분기마다 소책자와 화려한 포장이 된 두 장의 플레이스테이션 CD를 받았다. 이 CD에는 인터뷰, 치트, 프로그래머의 움직임, 게임 데모 및 독특한 메모리 카드 저장 파일이 포함되어 있었다. 여러 호에서는 게임이 기본 디자인부터 최종 제품까지 어떻게 만들어졌는지 보여주었다. CD는 플레이스테이션에서만 실행될 수 있었기 때문에 유용한 마케팅 도구로 입증되었고, 플레이스테이션 언더그라운드의 최근 호의 하이라이트와 단일 CD에 담을 수 있는 최대한의 게임 데모가 포함된 플레이스테이션 언더그라운드 잼팩스 데모 CD 시리즈가 탄생했다. 플레이스테이션 언더그라운드와 달리 이들은 대부분의 상점에서 4.95달러에 판매되었고, 여름과 겨울에 연 2회 발행되었으며, 보통 새로 출시되거나 곧 출시될 게임을 집중적으로 다루었다. 2001년까지 소니는 플레이스테이션 2 출시와 함께 잼팩스에 집중하기 위해 언더그라운드를 단계적으로 폐지하기로 결정했다. 요즘 플레이스테이션 언더그라운드 CD는 주로 수집가들의 손에 있다.

## 마케팅

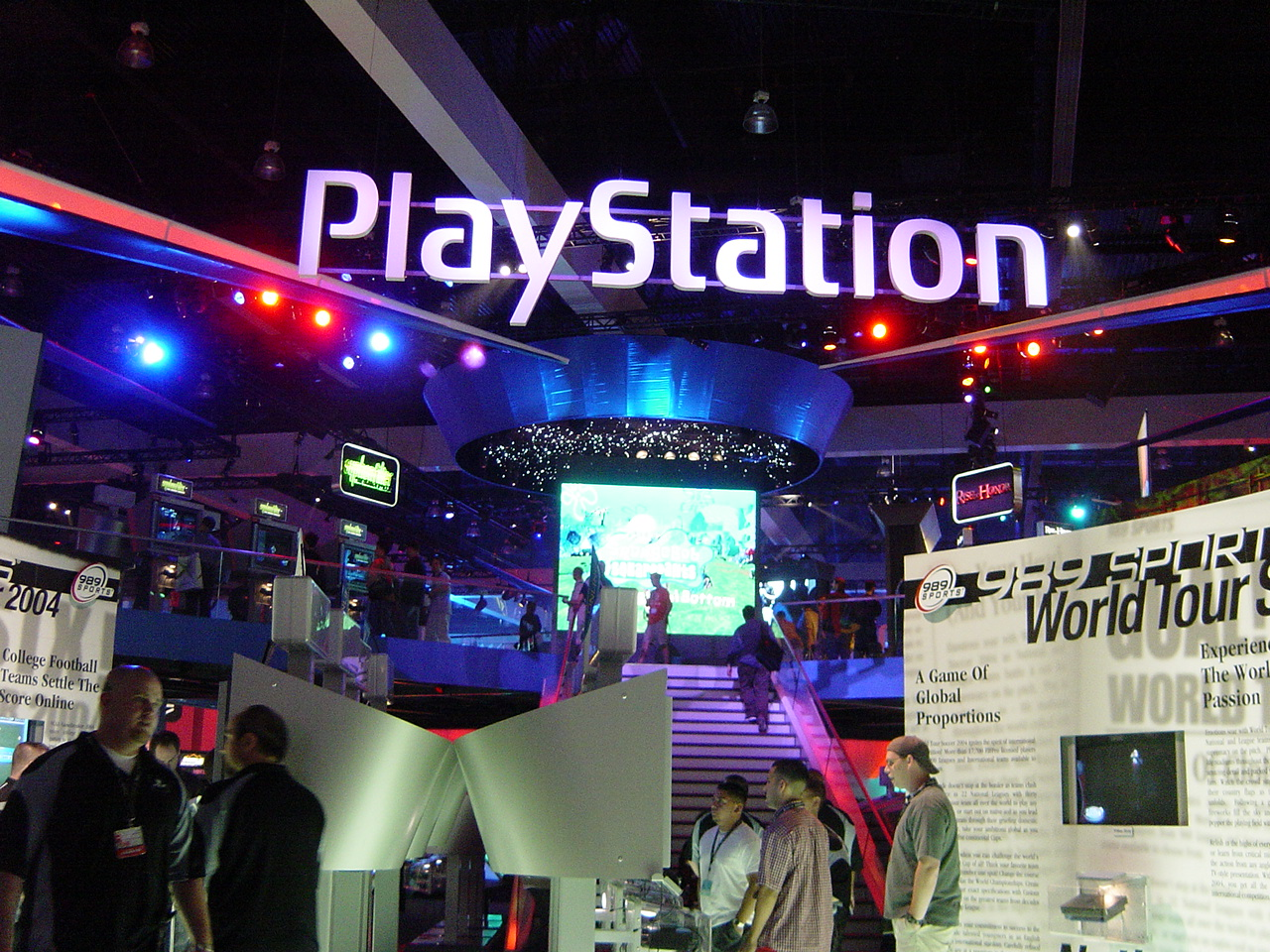
일렉트로닉 엔터테인먼트 엑스포 2003에서의 플레이스테이션 홍보

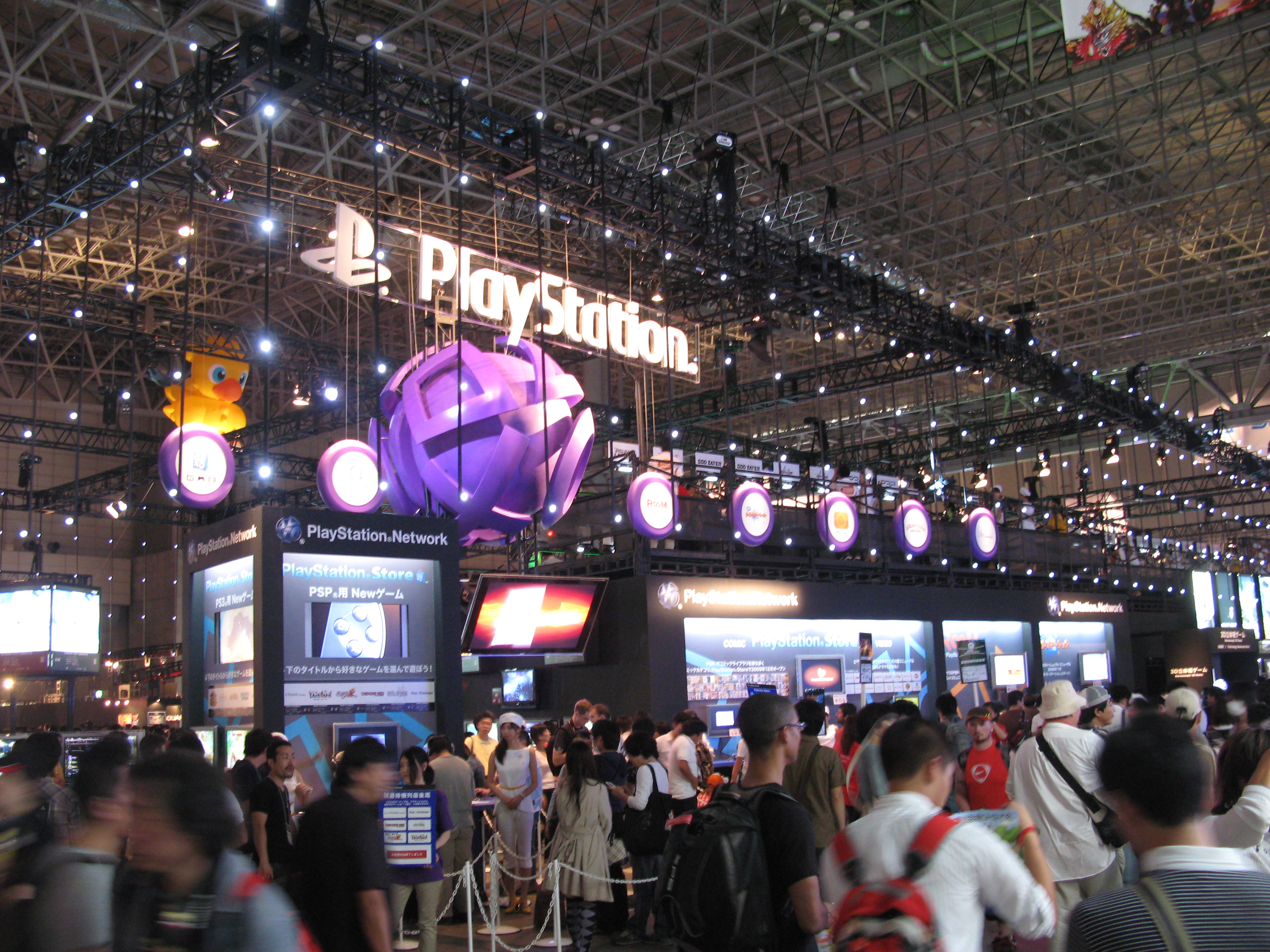
도쿄 게임 쇼 2009에서의 플레이스테이션 부스

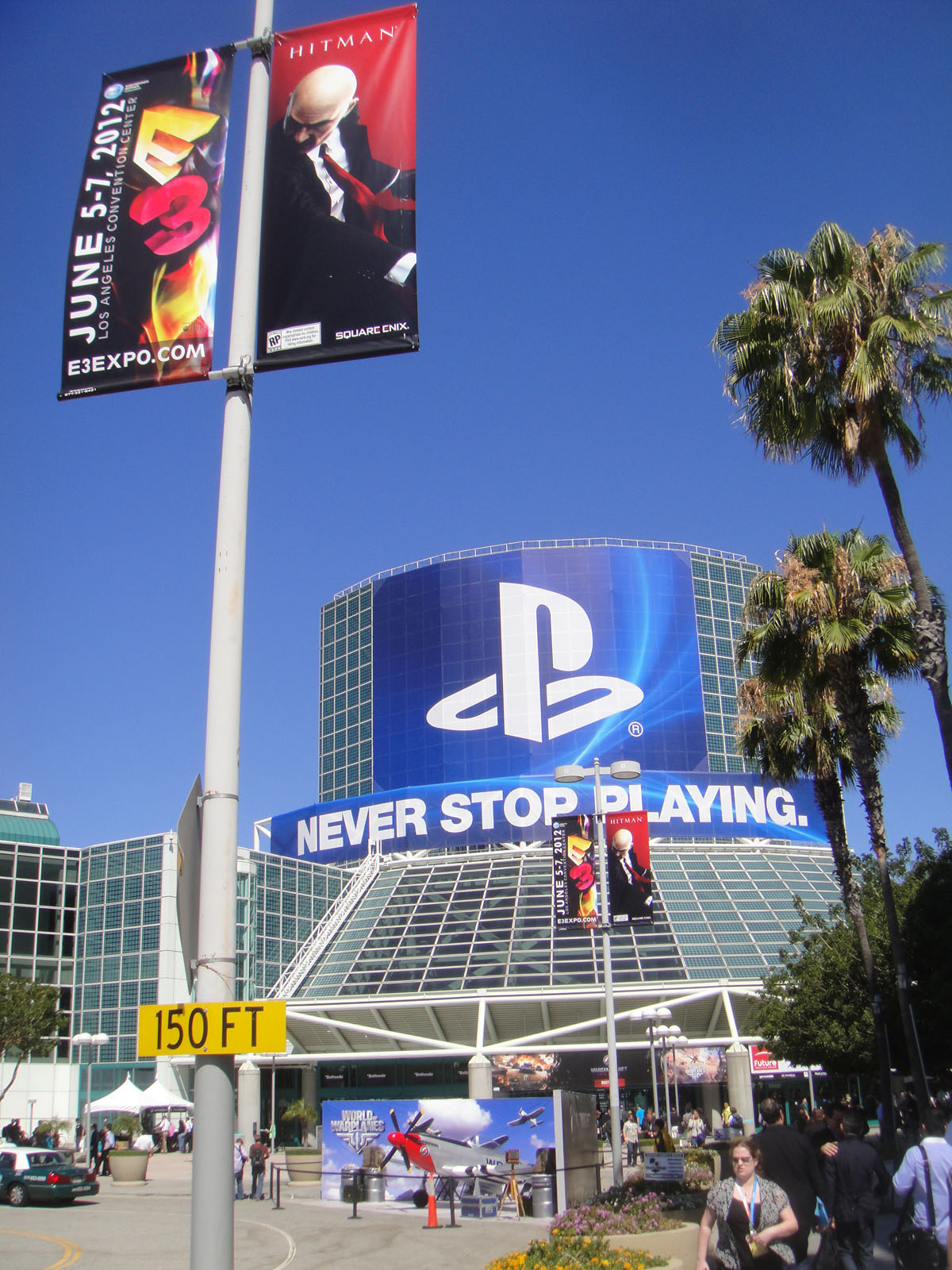
일렉트로닉 엔터테인먼트 엑스포 2012에서의 플레이스테이션 배너

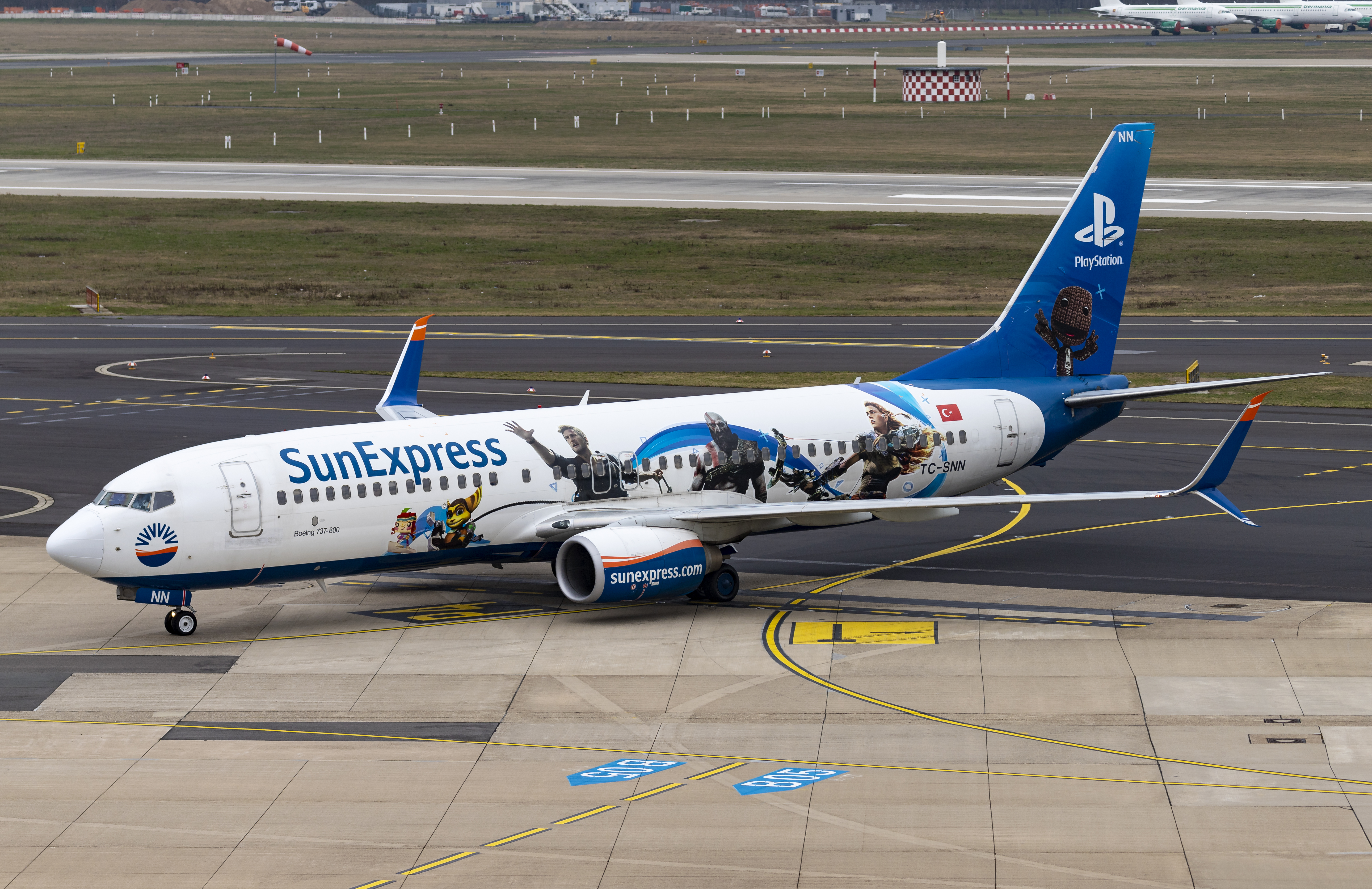
보잉 737에 플레이스테이션 테마를 입힌 도장

### 슬로건
각 플레이스테이션 콘솔 반복에 사용된 광고 슬로건:
플레이스테이션
- "eNoS Lives" (첫 글자 'E'는 빨간색으로 인쇄되어 'ready'라는 단어를 나타낸다. Enos는 Ready, Ninth of September를 의미한다)[10] (미국 광고)
- "U R Not e" (글자 'E'는 빨간색으로 인쇄되어 'ready'라는 단어를 나타낸다. 당신은 준비되지 않았다(You Are Not Ready)와 같이)[10]
- "PlayStation의 힘을 과소평가하지 마라(Do Not Underestimate The Power of PlayStation)." (S.A.P.S. — 플레이스테이션 반대 협회 — 광고 시리즈에서)[182]

PS one
- "언제 어디서나 영원히(Wherever, Whenever, Forever)."[183]

플레이스테이션 2
- "시작(The Beginning)."[184]
- "Yur Wrld에서 살아라, urs에서 놀아라(Live In Your World, Play In Ours)." (플레이스테이션 페이스 버튼 아이콘은 특정 문자를 나타내는 데 사용되었다: 당신의 세상에서 살고, 우리의 세상에서 놀아라)[184]
- "(환영합니다) 세 번째 장소((Welcome to the) Third Place)."[184]
- "재미있나요?(Fun, Anyone?)"[184]
- "최고가 더 좋아졌다 – 플레이스테이션 9 – 오늘 당신의 것을 순간 이동시켜라(The ultimate just got better – PlayStation 9 – teleport yours today)."[184]

플레이스테이션 포터블
- "PSP 헬 예(PSP Hellz Yeah)" (PSP-1000 시리즈)
- "이봐, 네 것을 가져와...(Dude, Get Your Own...)" (PSP-2000 시리즈)[185]
- "어디든 더 좋아졌다(Everywhere Just Got Better)" (PSP-3000 시리즈 및 PSPgo)[186]
- "움직일 시간이다(It's GO Time)" (PSPgo)[187]
- "당신의 손 안의 온 세상(Your Whole World In Your Hands)" (영국 & 유럽 지역)[188]
- "당신의 게임을 한 단계 높여라(Step Your Game Up)" (미국 지역, PSP-3000 시리즈 및 PSPgo)[189]

플레이스테이션 3
- "기다림은 끝났다(The Wait Is Over)"
- "환영합니다 Change3"(숫자 3은 'e'를 나타내는 데 사용되었으며 빨간색으로 인쇄되었다)[190]
- "이것이 사는 것이다(This is Living)."[191]
- "B3yond를 플레이하라(Play Beyond)" (숫자 3은 'e'를 나타내는 데 사용되었으며 빨간색으로 인쇄되었다)[184]
- "그것은 모든 것을 한다(It Only Does Everything)" (미국 광고) (PS3 슬림)[192]
- "게임은 시작일 뿐. PS3를 시작하라.(The Game Is Just The Start. Start PS3.)" (EU 국가)[193]
- "오래오래 플레이(Long Live Play)" (PS3 슬림)
- "멈추지 않는 플레이(Never Stop Playing)" (PS3 슬림)
- "위대함이 기다린다(Greatness Awaits)" (PS3 슈퍼슬림)

플레이스테이션 무브
- "이것이 모든 것을 바꾼다(This Changes Everything)"[194]
- "움직임 속으로 들어가라(Move Into The Action)"[195]

플레이스테이션 네트워크
- "다운로드, 플레이, 연결(Download, Play, Connect)."

플레이스테이션 비타
- "절대 플레이를 멈추지 마라(Never Stop Playing)."
- "세상은 플레이 중이다(The World is in Play)." (EU만 해당)

플레이스테이션 4
- "미래를 보라(See the Future)"
- "플레이의 경계를 넓혀라(Push the boundaries of Play)"[196]
- "위대함이 기다린다(Greatness Awaits)"[197]
- "이것은 플레이어를 위한 것이다(This is 4 the Players)"
- "가장 위대한 곳에서 플레이한다(Where the Greatest Play)"[198]

플레이스테이션 5
- "놀이에는 한계가 없다(Play Has No Limits)"[199]

### 주목할 만한 광고 캠페인

#### It Only Does Everything
최근 플레이스테이션 광고 중 가장 주목할 만한 것은 플레이스테이션의 부사장인 케빈 버틀러라는 가상의 인물이 등장하는 "그것은 모든 것을 한다(It Only Does Everything)" 시리즈 광고이다. 이 광고들은 주로 "디어 플레이스테이션" 질문에 대한 일련의 코믹한 답변을 통해 플레이스테이션 3와 그 게임을 광고한다. 이 광고들은 게이머들 사이에서 인기를 얻었지만, 첫 광고는 419 사기에 대한 언급으로 인해 나이지리아 정부로부터 비판을 받았다. 소니는 사과하고 문제의 문구를 수정한 새로운 버전의 광고를 제작했다.
이 캠페인의 스핀오프는 플레이스테이션 포터블용으로 제작되었는데, 케빈 버틀러와 유사하게 행동하지만 PSP에 대한 "디어 플레이스테이션" 질문에 답하는 가상의 십대 캐릭터 마커스 리버스가 등장하는 "Step Your Game Up" 캠페인 광고가 있다.

#### 네덜란드 세라믹 화이트 PSP 광고
2006년 7월, 네덜란드에서 소니의 새로운 세라믹 화이트 PSP와 오리지널 피아노 블랙 PSP를 비교하기 위해 흰색 옷을 입은 모델과 검은색 옷을 입은 모델이 등장하는 광고 캠페인이 출시되었다. 이 광고 시리즈는 두 모델이 서로 싸우는 모습을 묘사했으며, 소니는 광고가 인종차별적인 메시지를 담고 있지 않다고 주장했지만 언론으로부터 인종차별적이라는 비판을 받았다.

#### 크리스마스에 내가 원하는 모든 것은 PSP뿐
2006년 11월, 소니의 미국 지사가 고용한 마케팅 회사는 PSP를 바이럴하게 홍보하기 위해 "크리스마스에 내가 원하는 모든 것은 PSP뿐(All I want for Xmas is a PSP)"이라는 제목의 웹사이트를 만들었다. 이 사이트에는 PSP를 친구 제레미의 부모님이 사주도록 설득하려는 십대 소년 "찰리"가 쓴 것으로 추정되는 블로그와 찰리 또는 제레미가 PSP에 대해 "랩"하는 "뮤직 비디오"가 포함되어 있었다. 웹사이트 방문자들은 도메인 이름이 마케팅 회사에 등록되어 있다는 것을 빠르게 알아차렸고, 유튜브 및 디그와 같은 사이트에서 캠페인이 폭로되었다. 소니는 이 사이트가 실제로 마케팅 캠페인임을 인정할 수밖에 없었고, next-gen.biz와의 인터뷰에서 소니는 이 아이디어가 "실행이 형편없었다"고 인정했다.

### 스폰서십
1999년부터 2007년까지, 그리고 2009년부터 2010년까지 플레이스테이션은 각각 프랑스 리그 1 클럽 AJ 오세르와 올랭피크 리옹의 주요 키트 스폰서였다.
2016년부터 2022년까지 플레이스테이션은 피에스타 볼의 스폰서였다.

## 평가
2005년 호주의 신문 디 에이지는 플레이스테이션 브랜드에 대한 기사를 썼다. 이 기사에서 다양한 업계 인사들과 진행된 수많은 인터뷰 중에는 본드 대학교의 통신 및 미디어 부교수인 제프리 브랜드와의 인터뷰도 있었는데, 그는 "플레이스테이션이 비디오 게임에 대한 우리의 상상력을 다시 불태웠다"고 말했다. 게임 디자이너 오카모토 요시키는 이 브랜드를 "혁명적이다 — 플레이스테이션은 게임, 유통, 판매, 이미지 등을 변화시켰다"고 평가했으며, 너티 독의 에반 웰스(Evan Wells)는 "플레이스테이션은 게임을 멋지게 만든 책임이 있다"고 말했다.
2009년 ViTrue, Inc.는 플레이스테이션 브랜드를 "The Vitrue 100: 2009년 최고의 소셜 브랜드" 목록에서 13위에 올렸다. 이 순위는 주로 소셜 네트워킹, 비디오 공유, 사진 공유 및 블로그와 같은 인기 있는 소셜 미디어 사이트와 관련된 다양한 측면을 기반으로 했다.
2010년 기즈모도는 플레이스테이션 브랜드가 경쟁사들과 완전히 차별화되는 마지막 소니 제품 중 하나라고 밝혔다. "만약 거리의 일반인에게 가장 좋아하는 소니 제품이 무엇이냐고 묻는다면, 대부분의 경우 플레이스테이션이라고 들을 것이다"라고 말했다. 2012년 4월 현재 플레이스테이션 브랜드는 소셜 네트워킹 사이트인 페이스북에서 "가장 팔로우가 많은" 브랜드로, 총 2,200만 명 이상의 팬과 팔로워를 보유하여 엔터테인먼트 산업의 다른 어떤 브랜드보다 많다. 그린라이트 엔터테인먼트 리테일의 연구에 따르면 플레이스테이션 브랜드는 페이스북과 트위터와 같은 소셜 네트워킹 사이트에서 634개의 게시물과 트윗을 작성하여 가장 상호 작용이 활발하다.
2014년 7월, 소니는 회사 발표 영상에서 플레이스테이션 3, 플레이스테이션 4, 플레이스테이션 비타가 총 1억 대 판매되었다고 자랑했다. 2014년 9월 1일 도쿄 게임 쇼에서 플레이스테이션 가정용 콘솔이 일본의 모든 가정용 콘솔 시장 점유율 78%를 차지한다고 발표되었다.
2015년 기준, 플레이스테이션은 전 세계적으로 가장 잘 팔리는 콘솔 브랜드이다.